# Châteauroux
Cet article possède un paronyme, voir Chapeauroux.
« Chateauroux » redirige ici. Pour les autres significations, voir Châteauroux (homonymie).
Ne doit pas être confondu avec Châteauroux-les-Alpes.
Châteauroux (prononcé : /ʃa.to.ʁu/ ) est une commune française, préfecture du département de l'Indre en région Centre-Val de Loire.
Au recensement de 2022, la commune comptait 43 079 habitants. En 2015, la communauté d'agglomération de Châteauroux devenue Châteauroux Métropole au 1er janvier 2015, compte 70 445 habitants et l'aire urbaine de Châteauroux compte quant à elle 93 202 habitants ce qui fait d'elle la 85e de France. C'est la plus petite aire urbaine pour une préfecture d'un département de la région Centre-Val de Loire. Il s'agit de la première ville du département de l'Indre, et la cinquième de la région Centre, derrière Tours, la capitale régionale Orléans, Bourges et Blois mais devant Chartres.

## Géographie

### Localisation
Châteauroux est située dans le centre du département de l'Indre.
Les sous-préfectures sont situées à Issoudun (27 km), La Châtre (34 km) et Le Blanc (52 km)[réf. nécessaire].

### Communes limitrophes
Les communes limitrophes sont : Déols (2 km), Saint-Maur (5 km), Le Poinçonnet (6 km) et Étrechet (8 km).

### Géologie et relief
La superficie de la commune est de 19,04 km2 et son altitude varie de 154  à   164 mètres.
Châteauroux se situe sur des calcaires et marnes datant du Jurassique, bien que le cours de l'Indre et ses rives soient composés d'argiles et de sables datant du plio-Pléistocène.

### Hydrographie
Le territoire communal est arrosé par les rivières Indre et Ringoire. Le confluent de ces deux cours d'eau est sur le territoire de la commune.

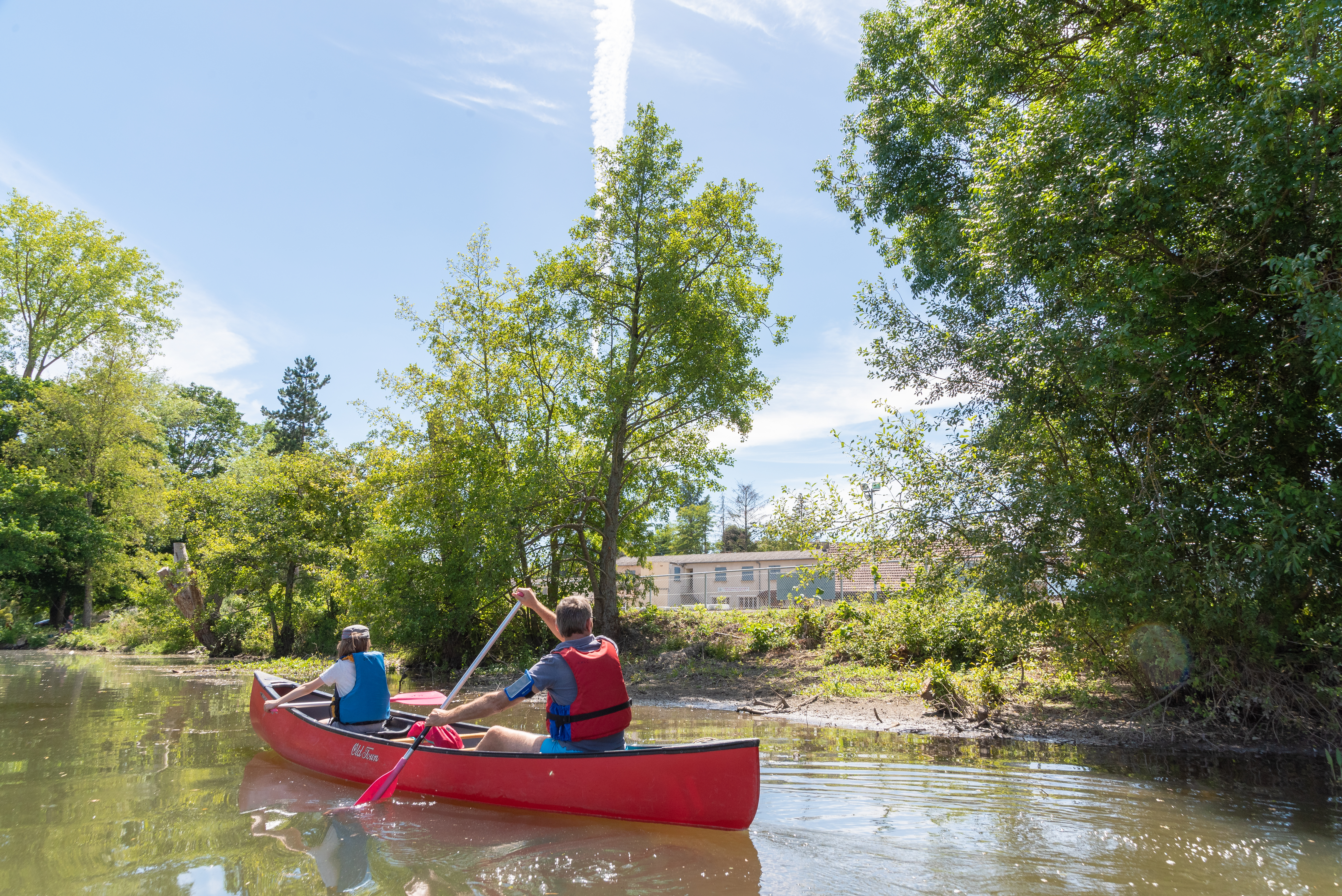
L'Indre coule au cœur de la cité.
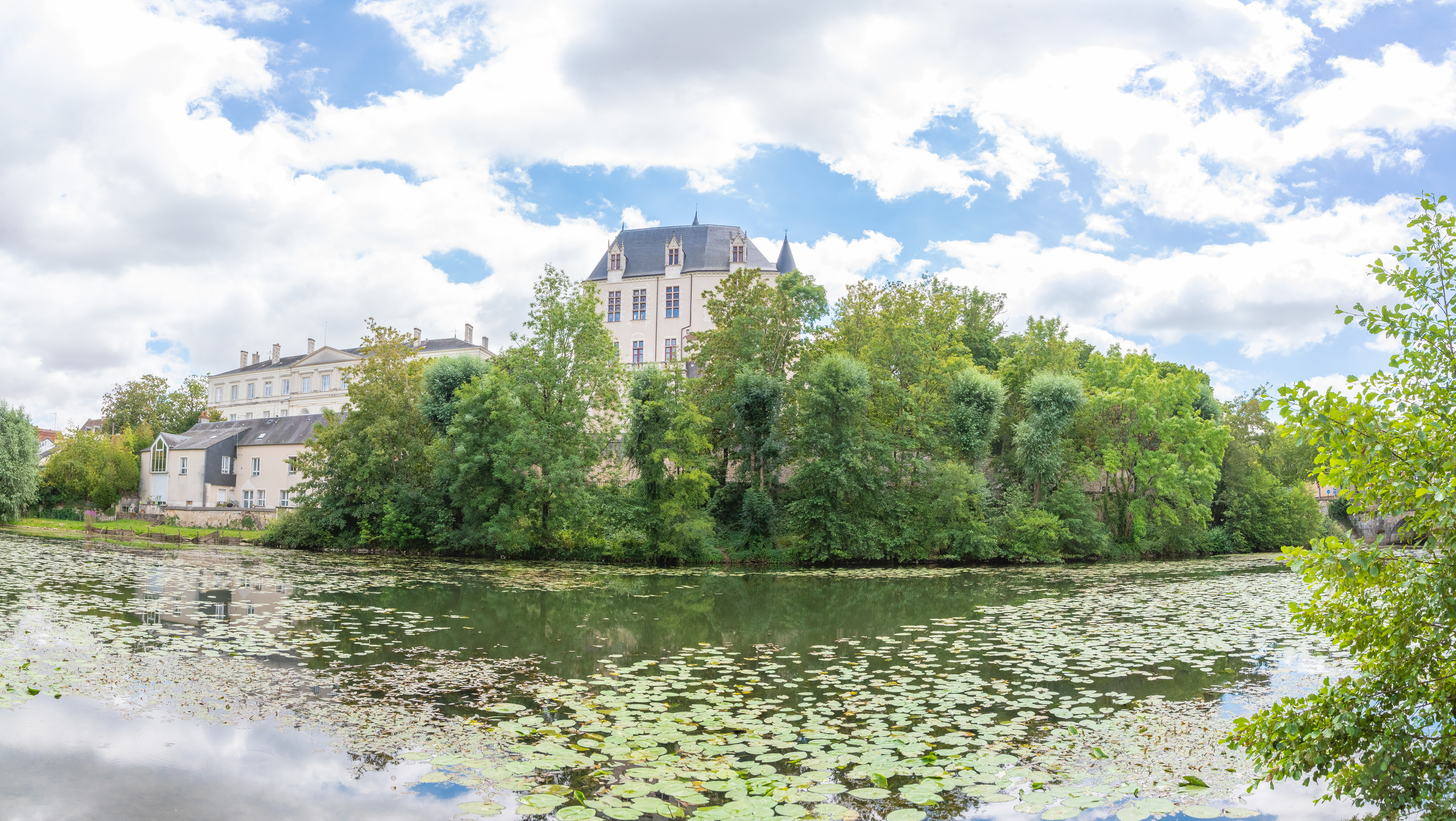
La rivière Indre, au pied du Château Raoul.

### Climat
Pour des articles plus généraux, voir Climat du Centre-Val de Loire et Climat de l'Indre.
En 2010, le climat de la commune est de type climat océanique dégradé des plaines du Centre et du Nord, selon une étude du Centre national de la recherche scientifique s'appuyant sur une série de données couvrant la période 1971-2000. En 2020, Météo-France publie une typologie des climats de la France métropolitaine dans laquelle la commune est exposée à un climat océanique altéré et est dans la région climatique  Centre et contreforts nord du Massif Central, caractérisée par un air sec en été et un bon ensoleillement.
Pour la période 1971-2000, la température annuelle moyenne est de 11,4 °C, avec une amplitude thermique annuelle de 15,6 °C. Le cumul annuel moyen de précipitations est de 762 mm, avec 11,7 jours de précipitations en janvier et 7 jours en juillet. Pour la période 1991-2020, la température moyenne annuelle observée sur la station météorologique installée dans la commune est de 12,2 °C et le cumul annuel moyen de précipitations est de 816,1 mm,. Pour l'avenir, les paramètres climatiques de la commune estimés pour 2050 selon différents scénarios d'émission de gaz à effet de serre sont consultables sur un site dédié publié par Météo-France en novembre 2022.
| Mois                                  | jan.             | fév.           | mars          | avril         | mai           | juin         | jui.           | août           | sep.          | oct.            | nov.            | déc.            | année      |
| ------------------------------------- | ---------------- | -------------- | ------------- | ------------- | ------------- | ------------ | -------------- | -------------- | ------------- | --------------- | --------------- | --------------- | ---------- |
| Température minimale moyenne (°C)     | 1,9              | 1,4            | 3,5           | 5,3           | 8,9           | 12,5         | 14,3           | 14,1           | 10,8          | 8,5             | 4,7             | 2,4             | 7,4        |
| Température moyenne (°C)              | 4,8              | 5,3            | 8,4           | 10,8          | 14,5          | 18,3         | 20,4           | 20,4           | 16,7          | 13              | 8,2             | 5,3             | 12,2       |
| Température maximale moyenne (°C)     | 7,8              | 9,1            | 13,2          | 16,4          | 20,2          | 24,1         | 26,5           | 26,6           | 22,6          | 17,5            | 11,7            | 8,3             | 17         |
| Record de froid (°C) date du record   | −17,5 17.01.1987 | −16,5 09.02.12 | −12 01.03.05  | −5 27.04.16   | −0,5 06.05.19 | 4,5 01.06.11 | 5,7 11.07.1990 | 4,5 29.08.1998 | 2 20.09.12    | −6,5 30.10.1997 | −9,5 22.11.1993 | −12,5 19.12.09  | −17,5 1987 |
| Record de chaleur (°C) date du record | 19,1 05.01.1999  | 24 27.02.19    | 25,5 31.03.21 | 29,5 30.04.05 | 33 28.05.17   | 40 29.06.19  | 41,5 25.07.19  | 41 05.08.03    | 36,5 14.09.20 | 30 12.10.01     | 24,5 08.11.15   | 20,1 16.12.1989 | 41,5 2019  |
| Précipitations (mm)                   | 71               | 57,6           | 59,3          | 70,9          | 75,9          | 57,2         | 60,7           | 56,4           | 64,2          | 83,1            | 77,9            | 81,9            | 816,1      |

### Paysages
Elle est située dans la région naturelle de la Champagne berrichonne.

## Urbanisme

### Typologie
Au 1er janvier 2024, Châteauroux est catégorisée centre urbain intermédiaire, selon la nouvelle grille communale de densité à sept niveaux définie par l'Insee en 2022.
Elle appartient à l'unité urbaine de Châteauroux, une agglomération intra-départementale regroupant quatre  communes, dont elle est ville-centre,,. Par ailleurs la commune fait partie de l'aire d'attraction de Châteauroux, dont elle est la commune-centre,. Cette aire, qui regroupe 71 communes, est catégorisée dans les aires de 50 000 à moins de 200 000 habitants,.

### Zonages d'études
La commune se situe dans l'unité urbaine de Châteauroux, dans l’aire urbaine de Châteauroux, dans la zone d’emploi de Châteauroux et dans le bassin de vie de Châteauroux.

### Logement
Le tableau ci-dessous présente le détail du secteur des logements de la commune :
| Date du relevé                                              | 2013   | 2015   |
| Nombre total de logements                                   | 26 148 | 26 140 |
| Résidences principales                                      | 85,5 % | 83,8 % |
| Résidences secondaires                                      | 1,8 %  | 1,6 %  |
| Logements vacants                                           | 12,7 % | 14,6 % |
| Part des ménages propriétaires de leur résidence principale | 46,4 % | 47,2 % |

### Quartiers
La ville est constituée de différents quartiers tels que : Saint-Denis, le Fontchoir, Bitray, l'Omelon, les Nations, la Belle Étoile, les Fadeaux, le Buxerioux, Saint-Jean-le-Lac, Touvent, les Grands-Champs, Cré, la Loge, les Méraudes, Beaulieu, la Pointerie, la Bourie, Notz, Saint-Jacques, le Grand Poirier, la Brauderie, les Chevaliers, Saint-Christophe, les Rocheforts, Vaugirard, Belle Isle, Centre-Ville et les Marins.

### Voies de communication et transports

#### Voies de communication
Le territoire communal est desservi par les routes départementales : 40, 81, 101, 151, 920, 925, 943, 956 et 990.

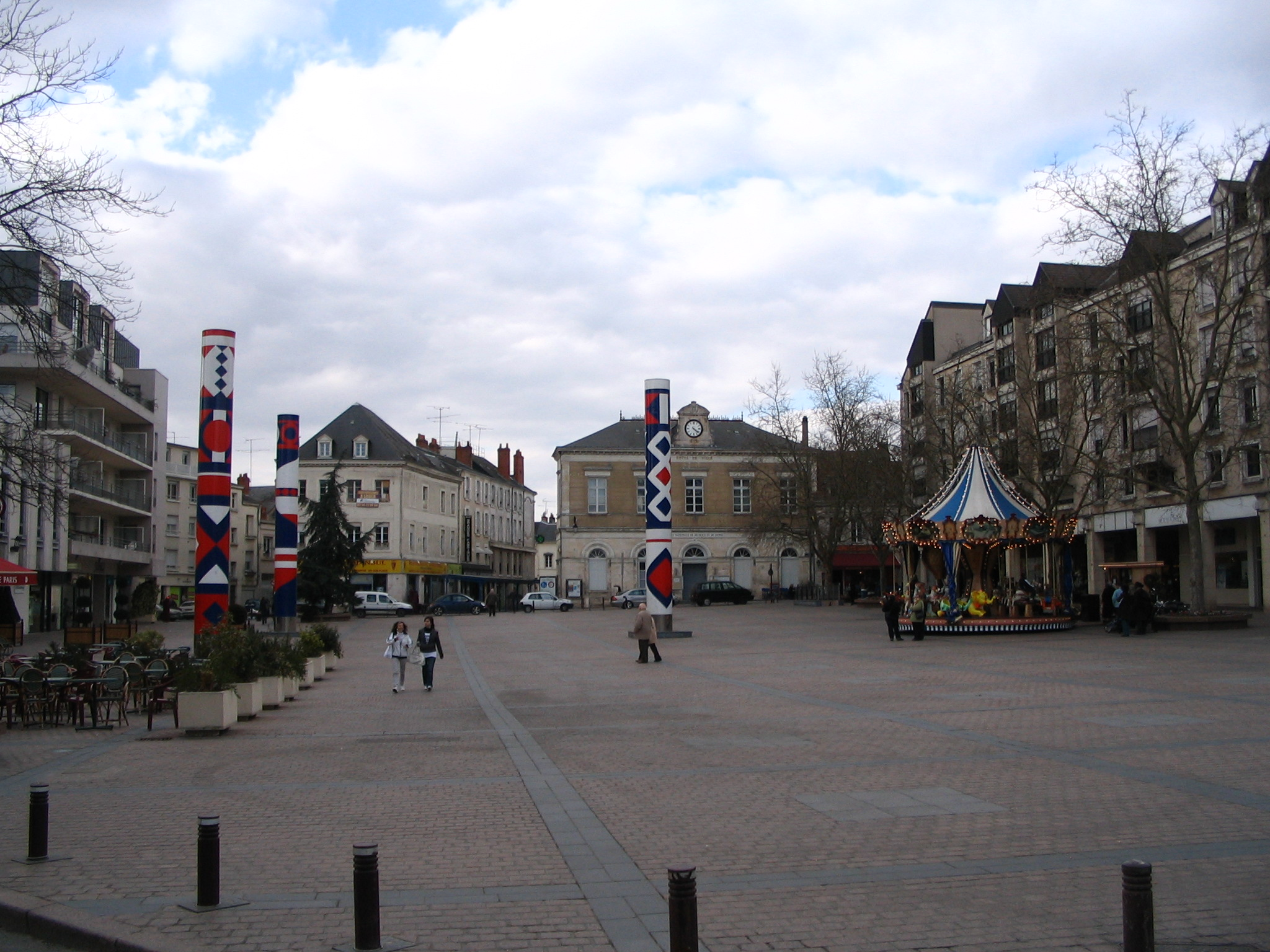
La place de la République en 2009.
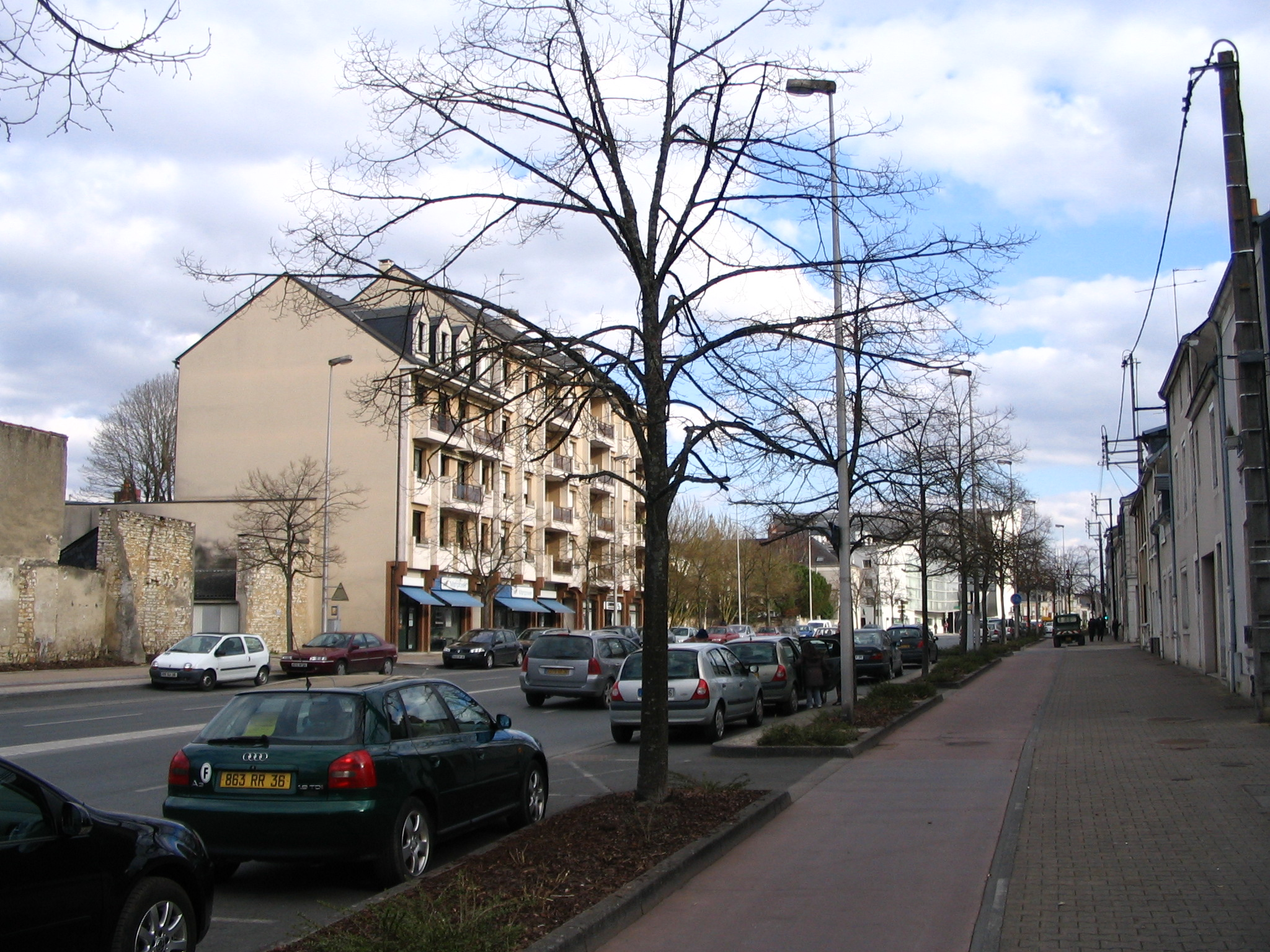
L'avenue Charles-de-Gaulle en 2009.
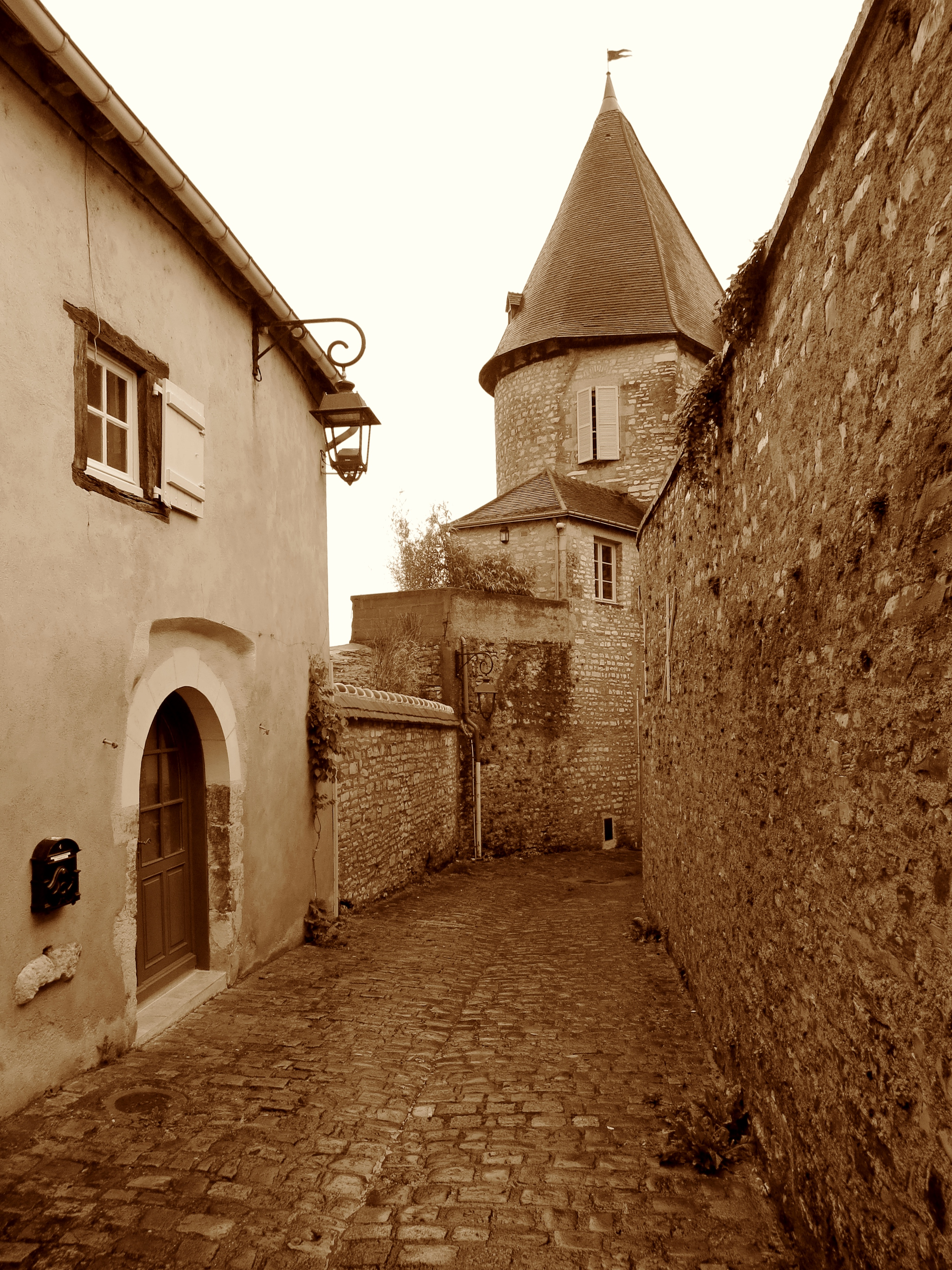
La rue de la Vieille-Prison en 2016.
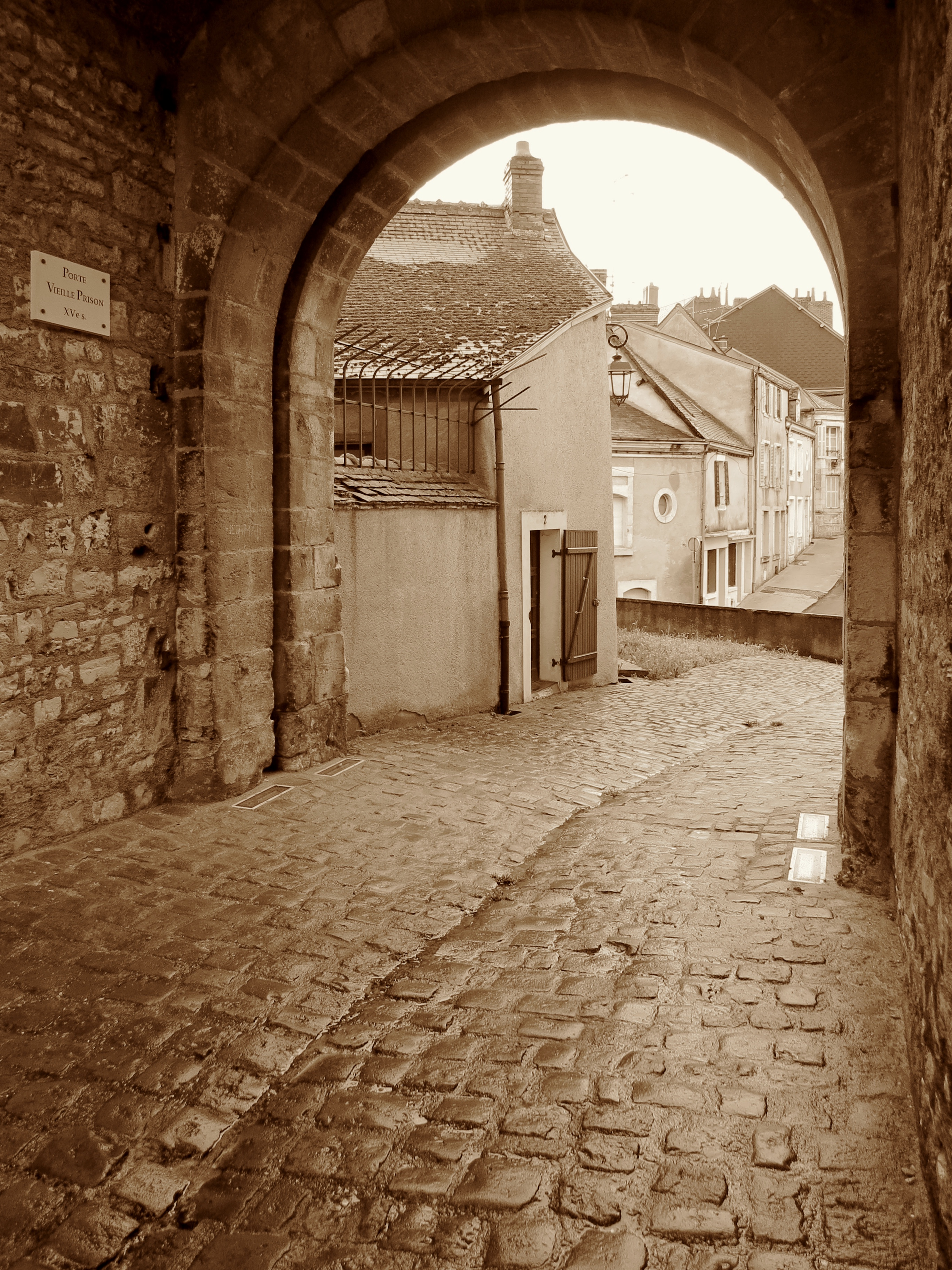
La porte Saint-Martin en 2016.

#### Transports
Les lignes des Aubrais - Orléans à Montauban-Ville-Bourbon et de Joué-lès-Tours à Châteauroux passent par le territoire communal, une gare dessert la commune.
Châteauroux est desservie par toutes les lignes du réseau de bus Horizon ; par les lignes A, B, D, F, I, N, Q, S et V du Réseau de mobilité interurbaine et par les lignes 1.3, 2.4, 4.2 et 4.3 du réseau d'autocars TER Centre-Val de Loire.
L'une des singularités de l'agglomération de Châteauroux est de proposer un accès gratuit à son réseau de bus urbain, depuis le 22 décembre 2001. Elle est une ville pionnière en France en matière de gratuité des transports en commun.
L'aéroport le plus proche est l'aéroport de Châteauroux-Centre, à 6 km.
Celui-ci est consacré au fret aérien, à la maintenance aéronautique, à l'entrainement des pilotes ainsi qu'à la formation des pompiers d'aéroports. Cependant, l'aéroport propose une ligne saisonnière régulière de fin mai à fin septembre chaque année vers Ajaccio en Corse mais également de nombreux vols « charters » durant les saisons printemps-été notamment vers l'Albanie, l'Autriche, la Bulgarie, la Crète, l'Égypte, la Jordanie, la Laponie, l'île de Madère, Faro/Lisbonne et Porto (Portugal) (programme février-octobre 2020).

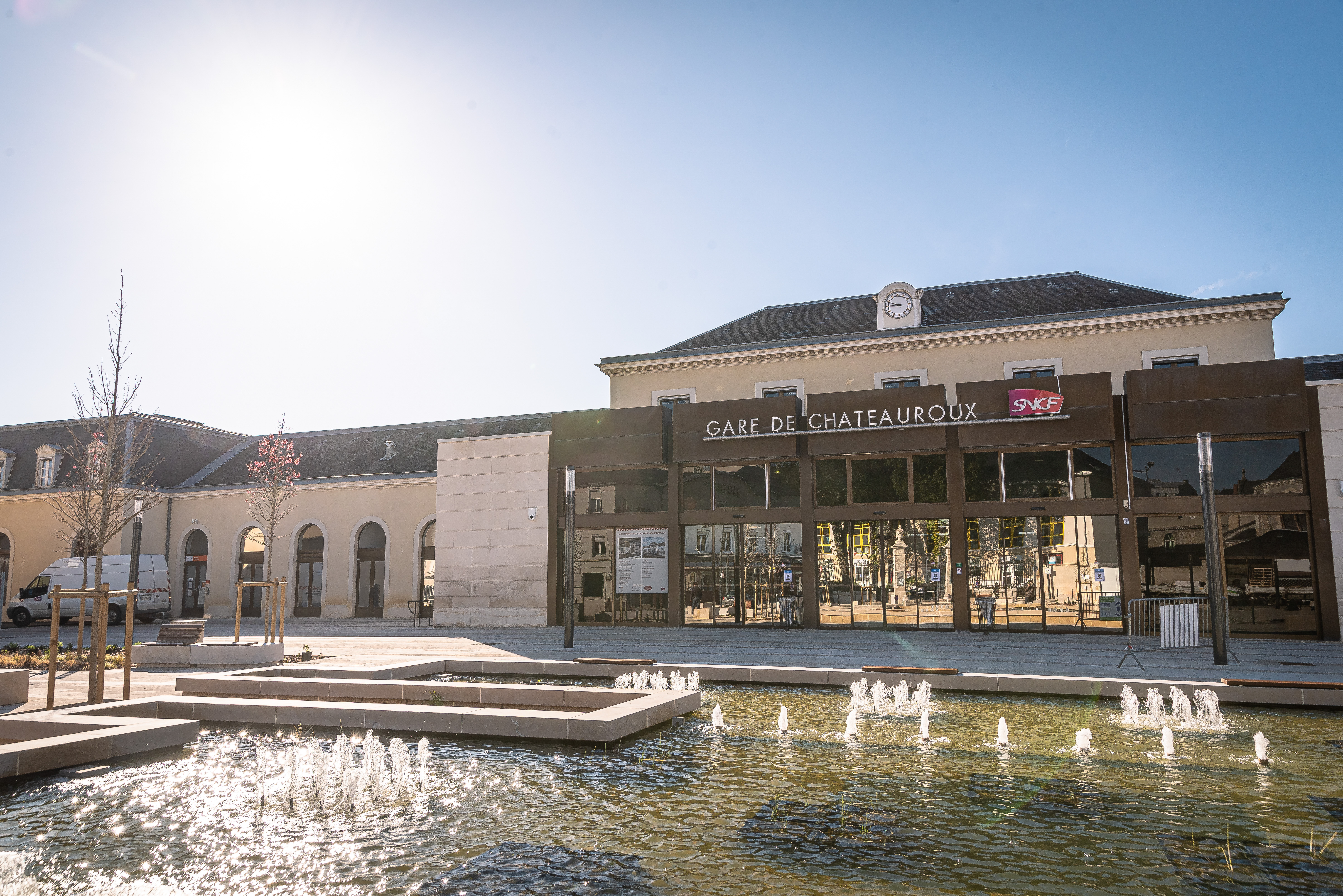
La gare SNCF, après rénovation du parvis, en 2021.
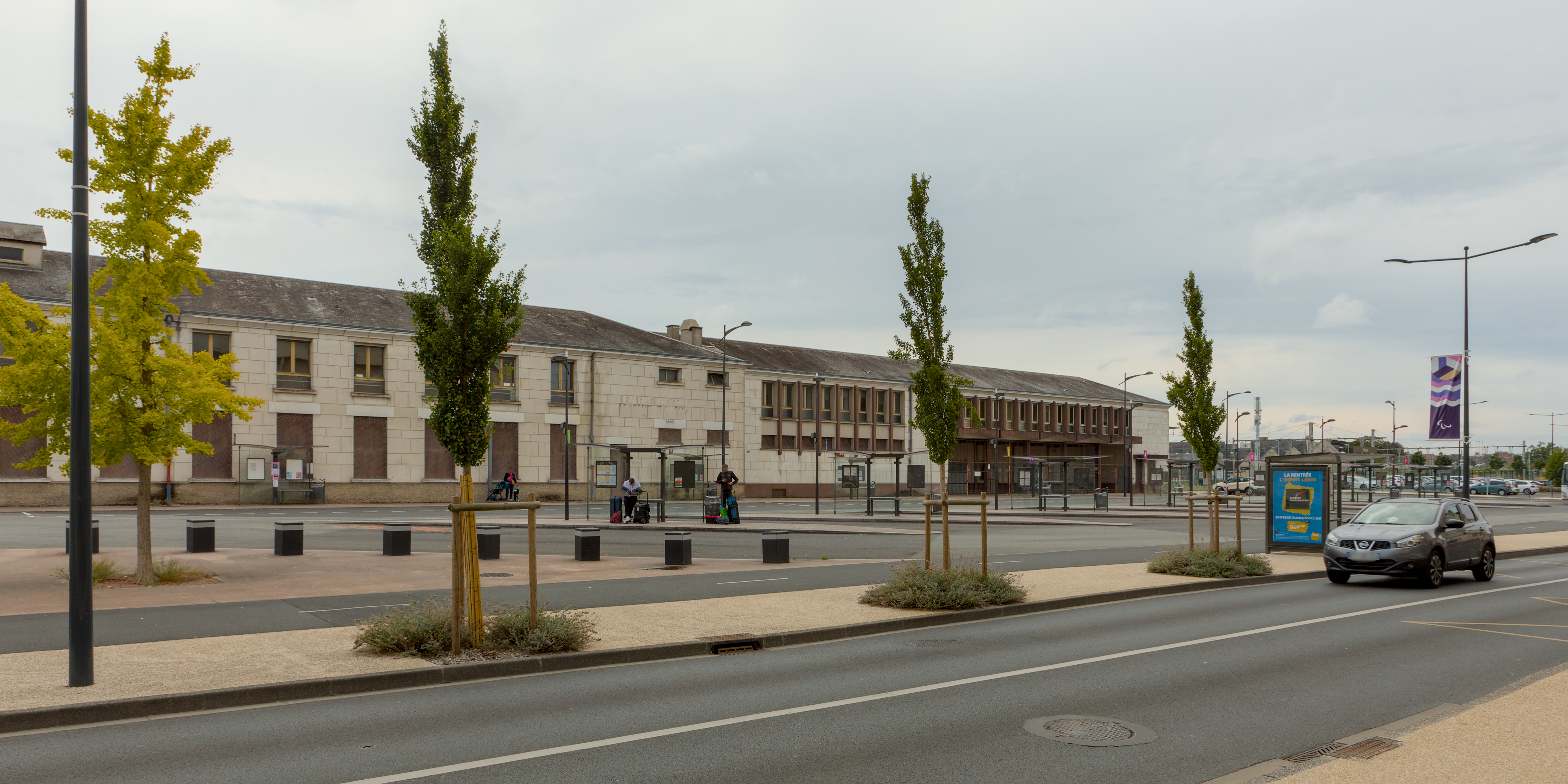
La gare routière en 2024.
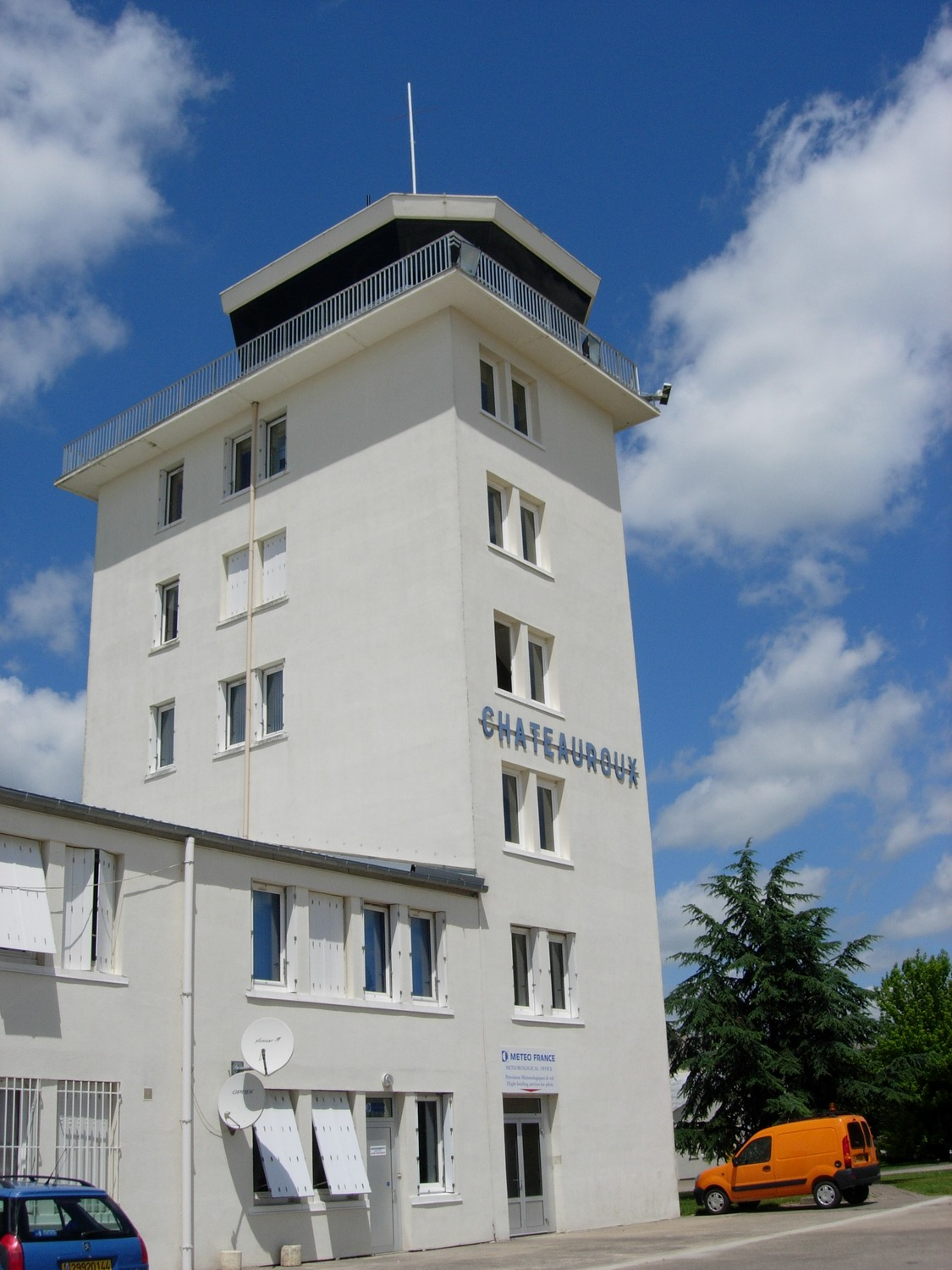
La tour de contrôle de l'aéroport en 2005.

| Ligne | Caractéristiques                                   | Caractéristiques                                   | Caractéristiques                                   | Caractéristiques                                   | Caractéristiques                                   | Caractéristiques                                        | Caractéristiques                                   | Caractéristiques                                   | Caractéristiques                                   |
| ----- | -------------------------------------------------- | -------------------------------------------------- | -------------------------------------------------- | -------------------------------------------------- | -------------------------------------------------- | ------------------------------------------------------- | -------------------------------------------------- | -------------------------------------------------- | -------------------------------------------------- |
| L21   | LIMOGES-BÉNÉDICTINS ↔ La Souterraine ↔ CHÂTEAUROUX | LIMOGES-BÉNÉDICTINS ↔ La Souterraine ↔ CHÂTEAUROUX | LIMOGES-BÉNÉDICTINS ↔ La Souterraine ↔ CHÂTEAUROUX | LIMOGES-BÉNÉDICTINS ↔ La Souterraine ↔ CHÂTEAUROUX | LIMOGES-BÉNÉDICTINS ↔ La Souterraine ↔ CHÂTEAUROUX | LIMOGES-BÉNÉDICTINS ↔ La Souterraine ↔ CHÂTEAUROUX      | LIMOGES-BÉNÉDICTINS ↔ La Souterraine ↔ CHÂTEAUROUX | LIMOGES-BÉNÉDICTINS ↔ La Souterraine ↔ CHÂTEAUROUX | LIMOGES-BÉNÉDICTINS ↔ La Souterraine ↔ CHÂTEAUROUX |
|       | Longueur 137,1 km                                  | Durée 1 h 20                                       | Nb. arrêts 15                                      | Soirée / Dimanche - Férié · Non /                  | Horaires 5 h 38 - 18 h 55                          | Réseau TER Nouvelle-Aquitaine / TER Centre-Val de Loire |                                                    |                                                    |                                                    |

### Énergie
La commune possède deux postes sources sur son territoire : « Madron » dans le quartier de Beaulieu et « Mousseau » dans le quartier de Buxerioux. Ils sont principalement approvisionnés par des lignes 90 et 225 kV, venant du barrage d'Éguzon.

### Risques naturels et technologiques
La commune est classée en zone de sismicité 2, correspondant à une sismicité faible.

### Qualité de l'environnement
L'Indice de qualité de l'air (IQA) était de 13, le 15 janvier 2023, ce qui signifie que la qualité de l'air est bonne. Le principal polluant est le PM2.5

### Risques majeurs
Le territoire de la commune de Châteauroux est vulnérable à différents aléas naturels : météorologiques (tempête, orage, neige, grand froid, canicule ou sécheresse), inondations, feux de forêts, mouvements de terrains et séisme (sismicité faible). Il est également exposé à deux risques technologiques, le transport de matières dangereuses et  le risque industriel. Un site publié par le BRGM permet d'évaluer simplement et rapidement les risques d'un bien localisé soit par son adresse soit par le numéro de sa parcelle.

#### Risques naturels
Certaines parties du territoire communal sont susceptibles d’être affectées par le risque d’inondation par débordement de cours d'eau, notamment la Ringoire et l'Indre. La commune a été reconnue en état de catastrophe naturelle au titre des dommages causés par les inondations et coulées de boue survenues en 1982, 1999, 2001 et 2014 et au titre des inondations par remontée de nappe en 2016,.
Pour anticiper une remontée des risques de feux de forêt et de végétation vers le nord de la France en lien avec le dérèglement climatique, les services de l’État en région Centre-Val de Loire (DREAL, DRAAF, DDT) avec les SDIS ont réalisé en 2021 un atlas régional du risque de feux de forêt, permettant d’améliorer la connaissance sur les massifs les plus exposés. La commune, étant pour partie dans le massif de Châteauroux, est classée au niveau de risque 4, sur une échelle qui en comporte quatre (1 étant le niveau maximal).

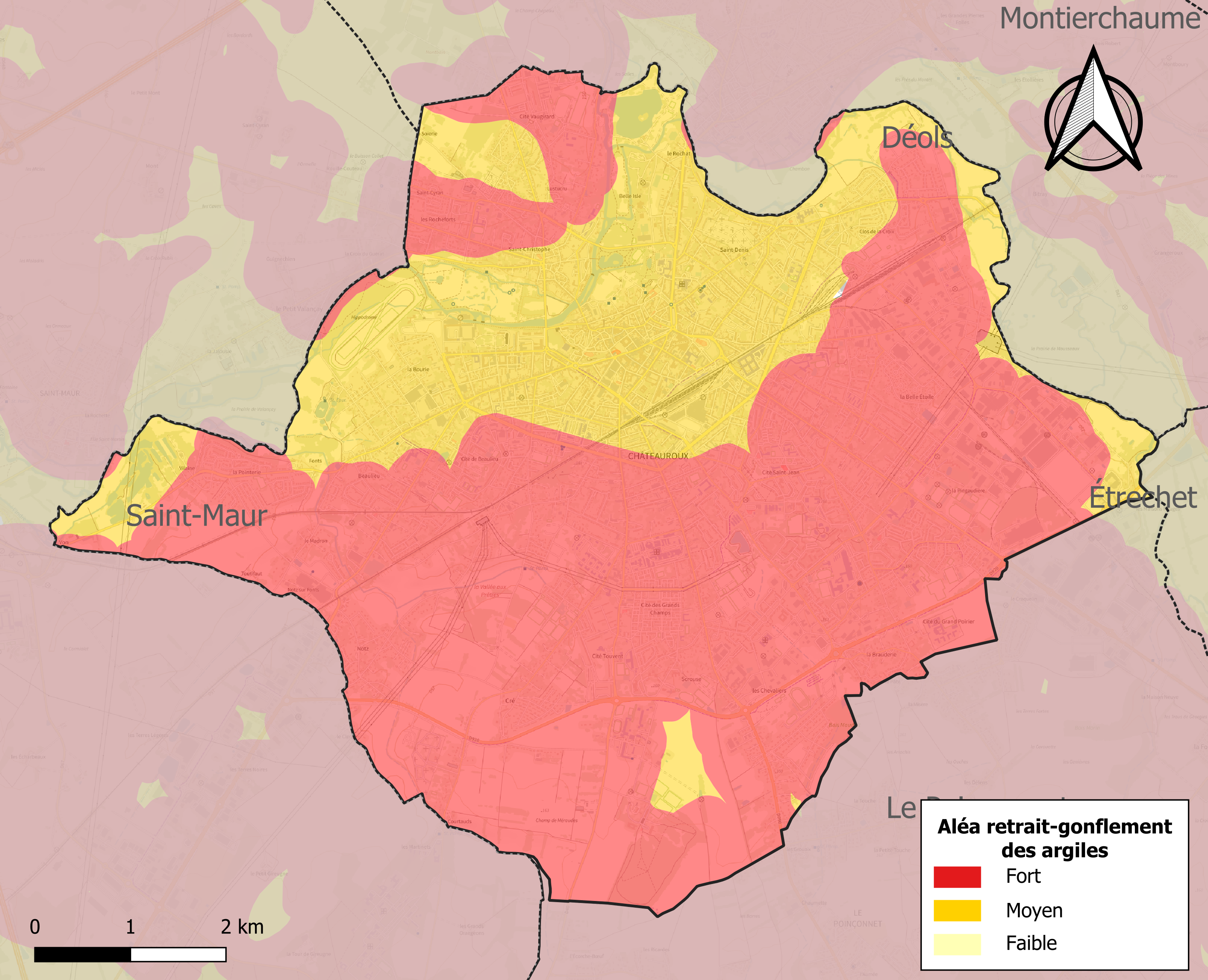
Carte des zones d'aléa retrait-gonflement des sols argileux de Châteauroux.

Les mouvements de terrains susceptibles de se produire sur le territoire de la commune sont des tassements différentiels.
Le retrait-gonflement des sols argileux est susceptible d'engendrer des dommages importants aux bâtiments en cas d’alternance de périodes de sécheresse et de pluie. La totalité de la commune est en aléa moyen ou fort (84,7 % au niveau départemental et 48,5 % au niveau national). Sur les 12 856 bâtiments dénombrés sur le territoire de la commune en 2019, 12856 sont en aléa moyen ou fort, soit 100 %, à comparer aux 86 % au niveau départemental et 54 % au niveau national. Une cartographie de l'exposition du territoire national au retrait gonflement des sols argileux est disponible sur le site du BRGM,.
Concernant les mouvements de terrains, la commune a été reconnue en état de catastrophe naturelle au titre des dommages causés par la sécheresse en 1989, 1991, 1992, 1993, 2002, 2011, 2018 et 2019 et par des mouvements de terrain en 1999.

#### Risques technologiques
La commune est exposée au risque industriel du fait de la présence sur son territoire d'une entreprise soumise à la directive européenne SEVESO.
Le risque de transport de matières dangereuses dans la commune est lié à sa traversée par des infrastructures routières ou ferroviaires importantes ou la présence d'une canalisation de transport d'hydrocarbures. Un accident se produisant sur de telles infrastructures est en effet susceptible d’avoir des effets graves au bâti ou aux personnes jusqu’à 350 m, selon la nature du matériau transporté. Des dispositions d’urbanisme peuvent être préconisées en conséquence.

## Toponymie
Châteauroux doit son nom à son fondateur, Raoul le Large, fils d'Ebbes le Noble, prince de Déols, qui, au XIe siècle, quitta le bourg héréditaire, berceau de sa famille et capitale de ses domaines, pour un château qu'il fit construire à environ deux kilomètres, sur un monticule abrupt plongeant dans les eaux de l'Indre. Autour, vinrent se grouper des habitations qui, plus tard, formèrent la ville.
Au cours de la Révolution française, la commune porta provisoirement les noms d’Indrelibre ou d'Indreville.
Ses habitants sont appelés les Castelroussins. Toutefois, Paul Glédel précise : "Châteauroux signifie « château de Raoul » (nom d’un prince de Déols) et c’est pourquoi les habitants doivent s’appeler Castelrudolphiens et non de cet abominable nom de « Castelroussin » qui fait plutôt penser à des chevaux qu’a des humains".

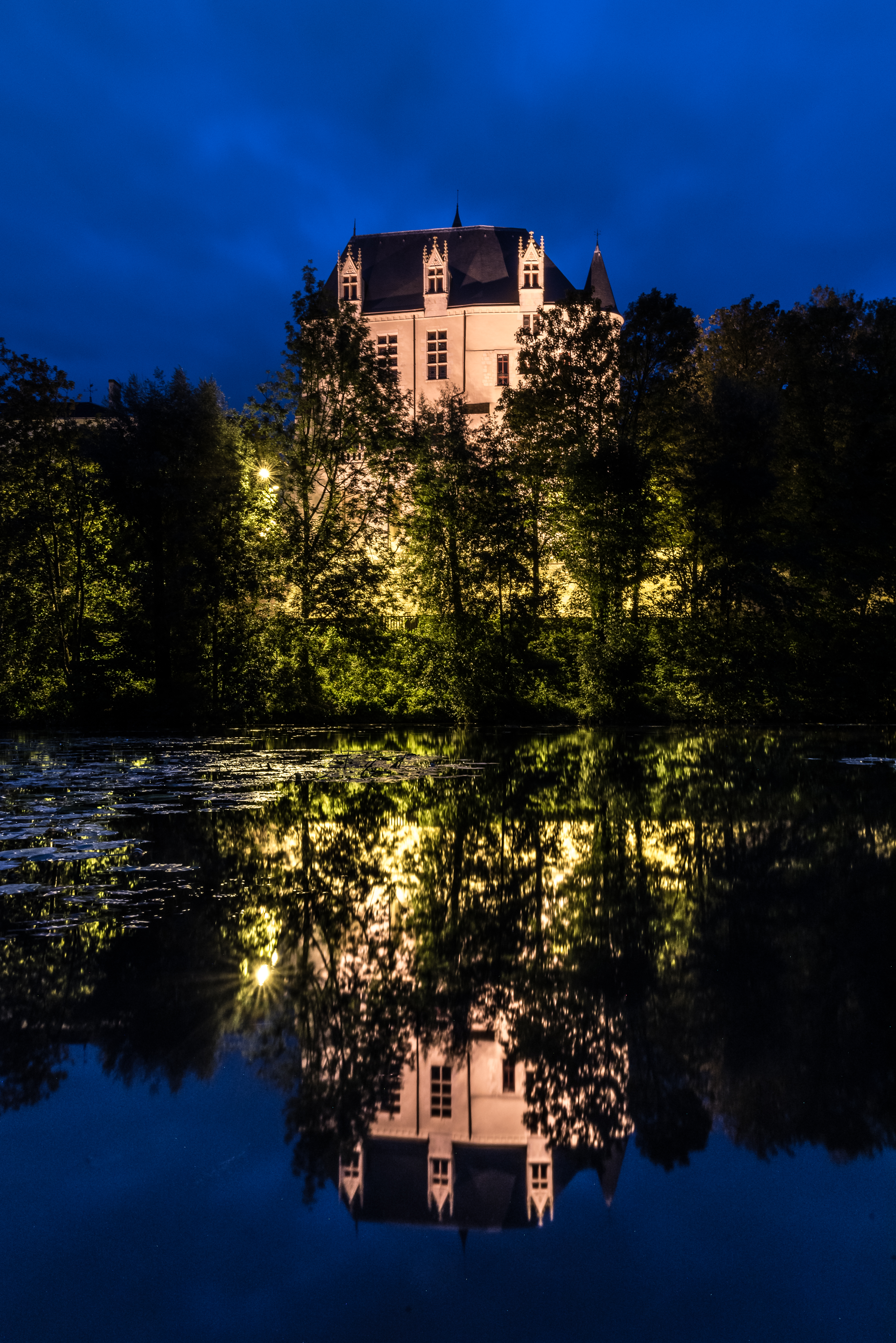
Vue sur le Château Raoul depuis la prairie Saint-Gildas.

## Histoire

### Antiquité
Châteauroux a été précédée dans l’histoire par Déols. La présence gallo-romaine y est attestée par des pierres sculptées, des monnaies, des céramiques, des urnes funéraires.
En 2013, les vestiges de quatre temples gallo-romains sont mis au jour à l'entrée de la ville lors de fouilles menées par l'INRAP sur le chantier de la rocade Est.

### Moyen Âge
Vers 920, les moines de l'abbaye Saint-Gildas de Rhuys près de Vannes, trouvent refuge auprès d'Ebbes le Noble, prince de Déols, pour protéger les reliques de saint Gildas de l'occupation du Sud de la Bretagne par les Normands entre 919 et 939. Ils fondent une abbaye sous le même vocable dans l'actuel quartier Saint-Christophe. Leur abbaye bretonne sera relevée en 1008 par les moines de l'abbaye de Fleury de Saint-Benoît-sur-Loire.
Vers 937, deux ans après la mort au combat de son père Ebbes le Noble à Orléans, lors d'un nouveau raid hongrois qui avait traversé Champagne et Bourgogne, le seigneur Raoul le Large, premier baron de Châteauroux, délaissa son palais de Déols, en raison de l’insécurité, ou encore pour doter l’abbaye Notre-Dame de Déols, également fondée par son père en 917, et il fit bâtir une forteresse en face de l'abbaye Saint-Gildas, sur un coteau de la rive gauche de l’Indre. À partir de 1112, ce château fut nommé « château Raoul », en raison du prénom fréquent chez les seigneurs de Déols, ce qui donna le nom de Châteauroux. La période féodale vit naître à l’abri de cet emplacement fortifié une bourgade d’artisans et de commerçants. Les seigneurs de Châteauroux étaient puissants : leur « principauté » couvrait les deux tiers de l’actuel département de l’Indre; au XIe siècle, ils avaient leur propre monnayage.
Le château et le bourg furent pris par Philippe Auguste en 1188. À cette époque, la ville connaissait déjà une activité drapière importante, avec un moulin à foulon depuis quelques décennies. Toute l’activité textile se concentrait le long de l’Indre, qui apportait sa force motrice, et une baronnie régie par ses propres coutumes se créa (actuelle rue de l’Indre). Cette production fut réglementée contre les fraudes externes (les drapiers de l’extérieur de Châteauroux vendant leurs pièces de tissu comme fabriquées à Châteauroux) et internes (les drapiers castelroussins étirant parfois leurs rouleaux de tissu pour vendre une plus grande longueur), et vendue lors de la grande foire annuelle.

### De la fin duXIXesiècleà nos jours
Le 14 mars 1939, un train de marchandise heurte un bœuf, entre la gare de Châteauroux et le « pont de Bryas », ce qui le fait dérailler. Malheureusement, le train rapide (voyageurs) no 67, circulant à proximité, entra en collision avec le train de marchandise. Cet accident fait 19 morts. Un jeune stagiaire de 25 ans, qui faisait fonction de sous-chef de gare, est inculpé pour « blessures et homicides par imprudence ».
Témoignage d'un journaliste de l'époque à La Dépêche du Centre :

« Quel horrible spectacle ! On ne sait quels mots employer pour décrire les scènes qui se déroulent sous nos yeux. La paroi gauche du wagon de 3e classe a été arrachée sur toute sa longueur et rejetée sur le ballast et sous les roues du wagon métallique. On ne distingue plus que couvertures, bras, jambes, enchevêtrés parmi les ressorts et le crin des banquettes ». Il y a aussi des miraculés, comme cette femme, blessée. « La malheureuse, qui avait conservé toute sa présence d'esprit, était étendue parmi trois ou quatre cadavres, dont celui de son mari. Elle marque une défaillance, car voilà déjà plus d'une heure qu'elle est dans cette position. On lui fait absorber une nouvelle rasade de rhum. »

Malgré la distance de la frontière espagnole, Châteauroux se retrouve concernée par la guerre d'Espagne. Dès 1936, des réfugiés arrivent. Ils sont installés dans les taudis de la cité Bitray. Entre le 29 janvier et le 8 février 1939, plus de deux mille réfugiés espagnols fuyant l'effondrement de la République espagnole devant les troupes de Franco, arrivent dans l’Indre. Contrairement aux départements voisins qui font appel aux communes, l’Indre les regroupe dans seulement sept centres (dont Châteauroux), ce qui permet un plus fort contrôle de cette population considérée comme dangereuse. Les réfugiés, essentiellement des femmes et des enfants, sont soumis à une quarantaine stricte, vaccinés, le courrier est limité, le ravitaillement, s'il est peu varié et cuisiné à la française, est cependant assuré.
De 1940 à 1942, les unités de l’armée d'armistice cantonnées à Châteauroux sont :
- le 32e régiment d’infanterie, régiment de Touraine ;
- le 8e régiment de cuirassiers, régiment de Lorraine ;
- le 89e groupe de transmissions ;
- le 14e régiment de tirailleurs algériens, un régiment d'infanterie de l'armée de terre française.

Dans le cadre des Jeux olympiques d'été de 2024, il est annoncé que la commune accueillera les épreuves de tir de ces jeux. Il est cependant à noter que c'est une erreur de localisation récurrente, le Centre national de tir sportif se trouvant dans la commune de Déols, dans l'agglomération de Châteauroux, et non pas dans la commune même.

## Politique et administration

### Découpage territorial
Châteauroux est membre :

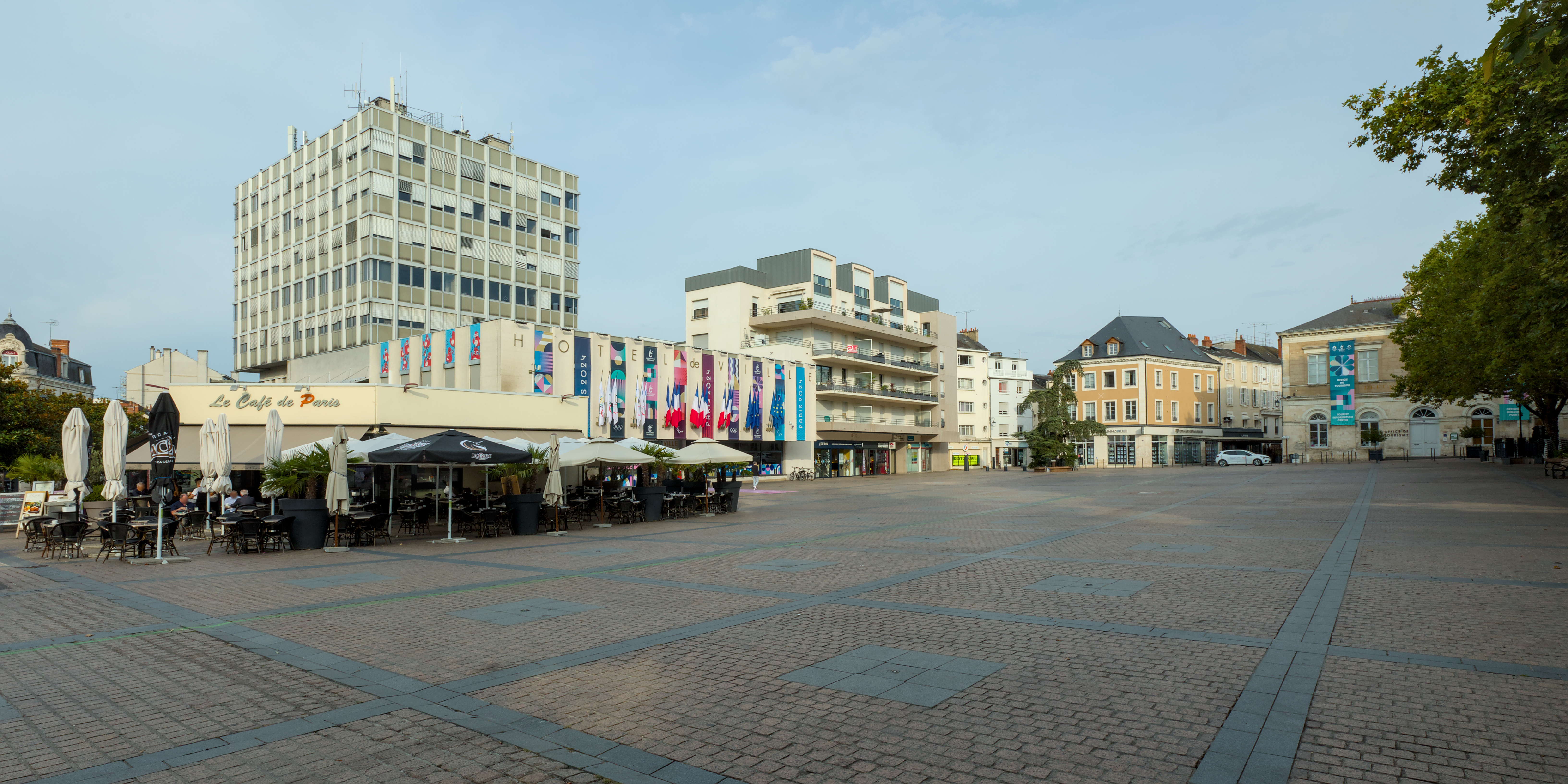
La Place de la République, avec l'Hôtel de Ville à gauche, en 2024.

- de la communauté d’agglomération Châteauroux Métropole ;
- des cantons de Châteauroux : Châteauroux-1 - Châteauroux-2 - Châteauroux-3
- de l'arrondissement de Châteauroux ;
- de la première circonscription de l'Indre.

De 1973 à 2015, la commune fut rattachée et fractionnée en quatre cantons : Châteauroux-Centre, Châteauroux-Est, Châteauroux-Ouest et Châteauroux-Sud.

### Administration municipale

#### Tendances politiques et résultats
| Élections présidentielles, résultats des deuxièmes tours.                                                                                               | Élections présidentielles, résultats des deuxièmes tours. | Élections présidentielles, résultats des deuxièmes tours. | Élections présidentielles, résultats des deuxièmes tours. | Élections présidentielles, résultats des deuxièmes tours. | Élections présidentielles, résultats des deuxièmes tours. | Élections présidentielles, résultats des deuxièmes tours. | Élections présidentielles, résultats des deuxièmes tours. |
| Année | Élu                                                       | Élu                                                       | Élu                                                       | Battu                                                     | Battu                                                     | Battu                                                     | Participation                                             |
| --- | --------------------------------------------------------- | --------------------------------------------------------- | --------------------------------------------------------- | --------------------------------------------------------- | --------------------------------------------------------- | --------------------------------------------------------- | --------------------------------------------------------- |
| 2002 | 85,36 %                                                   | Jacques Chirac                                            | RPR                                                       | 14,63 %                                                   | Jean-Marie Le Pen                                         | FN                                                        | 78,61 %                                                   |
| 2007 | 46,78 %                                                   | Nicolas Sarkozy                                           | UMP                                                       | 53,22 %                                                   | Ségolène Royal                                            | PS                                                        | 82,51 %                                                   |
| 2012 | 59,38 %                                                   | François Hollande                                         | PS                                                        | 40,62 %                                                   | Nicolas Sarkozy                                           | UMP                                                       | 77,08 %                                                   |
| 2017 | 71,05 %                                                   | Emmanuel Macron                                           | EM                                                        | 28,95 %                                                   | Marine Le Pen                                             | FN                                                        | 70,36 %                                                   |
| 2022 | 62,40 %                                                   | Emmanuel Macron                                           | LREM                                                      | 37,60 %                                                   | Marine Le Pen                                             | RN                                                        | 67,68 %                                                   |
| Élections législatives, résultats des deux meilleurs scores du dernier tour de scrutin.                                                                 |                                                           |                                                           |                                                           |                                                           |                                                           |                                                           |                                                           |
| Année | Élu                                                       | Élu                                                       | Élu                                                       | Battu                                                     | Battu                                                     | Battu                                                     | Participation                                             |
| Châteauroux est répartie sur plusieurs circonscriptions, cf. les résultats des .                                                                        |                                                           |                                                           |                                                           |                                                           |                                                           |                                                           |                                                           |
| Avant 2010, Châteauroux est répartie sur plusieurs circonscriptions, cf. les résultats des .                                                            |                                                           |                                                           |                                                           |                                                           |                                                           |                                                           |                                                           |
| 2002 | 51,09 %                                                   | Jean-Yves Hugon                                           | UMP                                                       | 48,91 %                                                   | Jean-Yves Gateaud                                         | PS                                                        | 62,46 %                                                   |
| 2007 | 52,06 %                                                   | Michel Sapin                                              | PS                                                        | 47,94 %                                                   | Jean-Yves Hugon                                           | UMP                                                       | 60,81 %                                                   |
| Après 2010, Châteauroux est répartie sur plusieurs circonscriptions, cf. les résultats de .                                                             |                                                           |                                                           |                                                           |                                                           |                                                           |                                                           |                                                           |
| 2012 | 60,55 %                                                   | Jean-Paul Chanteguet                                      | PS                                                        | 39,45 %                                                   | François Jolivet                                          | UMP                                                       | 53,92 %                                                   |
| 2017 | 75,08 %                                                   | François Jolivet                                          | EM                                                        | 24,92 %                                                   | Mylène Wunsch                                             | FN                                                        | 40,20 %                                                   |
| 2022 | 56,02 %                                                   | François Jolivet                                          | ENS                                                       | 43,98 %                                                   | Éloïse Gonzalez                                           | NUPES                                                     | 46,43 %                                                   |
| 2024 | 64,46 %                                                   | François JOLIVET                                          | HOR                                                       | 35,54 %                                                   | Mylène WUNSCH                                             | RN                                                        | 61,78 %                                                   |
| Élections européennes, résultats des deux meilleurs scores.                                                                                             |                                                           |                                                           |                                                           |                                                           |                                                           |                                                           |                                                           |
| Année | Liste 1re                                                 | Liste 1re                                                 | Liste 1re                                                 | Liste 2e                                                  | Liste 2e                                                  | Liste 2e                                                  | Participation                                             |
| 2004 | 38,03 %                                                   | Catherine Guy-Quint                                       | PS                                                        | 16,81 %                                                   | Brice Hortefeux                                           | UMP                                                       | 41,08 %                                                   |
| 2009 | 30,33 %                                                   | Jean-Pierre Audy                                          | UMP                                                       | 19,25 %                                                   | Henri Weber                                               | PS                                                        | 37,72 %                                                   |
| 2014 | 22,48 %                                                   | Bernard Monot                                             | FN                                                        | 21,78 %                                                   | Brice Hortefeux                                           | UMP                                                       | 38,18 %                                                   |
| 2019 | 22,81 %                                                   | Jordan Bardella                                           | FN                                                        | 22,60 %                                                   | Nathalie Loiseau                                          | LREM                                                      | 46,75 %                                                   |
| 2024 | %                                                         |                                                           |                                                           | %                                                         |                                                           |                                                           | %                                                         |
| Élections régionales, résultats des deux meilleurs scores.                                                                                              |                                                           |                                                           |                                                           |                                                           |                                                           |                                                           |                                                           |
| Année | Liste 1re                                                 | Liste 1re                                                 | Liste 1re                                                 | Liste 2e                                                  | Liste 2e                                                  | Liste 2e                                                  | Participation                                             |
| 2004 | 57,36 %                                                   | Michel Sapin                                              | PS                                                        | 29,86 %                                                   | Serge Vinçon                                              | UMP                                                       | 61,88 %                                                   |
| 2010 | 57,01 %                                                   | François Bonneau                                          | PS                                                        | 31,62 %                                                   | Hervé Novelli                                             | UMP                                                       | 48,90 %                                                   |
| 2015 | 41,75 %                                                   | François Bonneau                                          | PS                                                        | 34,72 %                                                   | Philippe Vigier                                           | UDI                                                       | 54,23 %                                                   |
| 2021 | 42,65 %                                                   | François Bonneau                                          | PS                                                        | 29,46 %                                                   | Nicolas Forissier                                         | LR                                                        | 29,53 %                                                   |
| Élections cantonales |                                                           |                                                           |                                                           |                                                           |                                                           |                                                           |                                                           |
| Année | Élu                                                       | Élu                                                       | Élu                                                       | Battu                                                     | Battu                                                     | Battu                                                     | Participation                                             |
| Châteauroux est répartie sur plusieurs cantons, cf. les résultats de ceux de Châteauroux-Centre, Châteauroux-Est, Châteauroux-Ouest et Châteauroux-Sud. |                                                           |                                                           |                                                           |                                                           |                                                           |                                                           |                                                           |
| 2001 | %                                                         |                                                           |                                                           | %                                                         |                                                           |                                                           | %                                                         |
| 2004 | %                                                         |                                                           |                                                           | %                                                         |                                                           |                                                           | %                                                         |
| 2008 | %                                                         |                                                           |                                                           | %                                                         |                                                           |                                                           | %                                                         |
| 2011 | %                                                         |                                                           |                                                           | %                                                         |                                                           |                                                           | %                                                         |
| Élections départementales |                                                           |                                                           |                                                           |                                                           |                                                           |                                                           |                                                           |
| Année | Élus                                                      | Élus                                                      | Élus                                                      | Battus                                                    | Battus                                                    | Battus                                                    | Participation                                             |
| Châteauroux est répartie sur plusieurs cantons, cf. les résultats de ceux de Châteauroux-1, Châteauroux-2 et Châteauroux-3.                             |                                                           |                                                           |                                                           |                                                           |                                                           |                                                           |                                                           |
| 2015 | %                                                         |                                                           |                                                           | %                                                         |                                                           |                                                           | %                                                         |
| 2021 | %                                                         |                                                           |                                                           | %                                                         |                                                           |                                                           | %                                                         |
| Référendums. |                                                           |                                                           |                                                           |                                                           |                                                           |                                                           |                                                           |
| Année | Oui (national)                                            | Oui (national)                                            | Oui (national)                                            | Non (national)                                            | Non (national)                                            | Non (national)                                            | Participation                                             |
| 1992 | 50,39 % (51,04 %)                                         | 50,39 % (51,04 %)                                         | 50,39 % (51,04 %)                                         | 49,61 % (48,96 %)                                         | 49,61 % (48,96 %)                                         | 49,61 % (48,96 %)                                         | 69,80 %                                                   |
| 2000 | 74,88 % (73,21 %)                                         | 74,88 % (73,21 %)                                         | 74,88 % (73,21 %)                                         | 25,12 % (26,79 %)                                         | 25,12 % (26,79 %)                                         | 25,12 % (26,79 %)                                         | 29,65 %                                                   |
| 2005 | 41,41 % (45,33 %)                                         | 41,41 % (45,33 %)                                         | 41,41 % (45,33 %)                                         | 58,59 % (54,67 %)                                         | 58,59 % (54,67 %)                                         | 58,59 % (54,67 %)                                         | 67,81 %                                                   |

#### Liste des maires
| Période        | Période      | Identité            | Étiquette         | Qualité |
| -------------- | ------------ | ------------------- | ----------------- | --- |
| septembre 1944 | octobre 1944 | François Lamousse   | PCF               | Cheminot, résistant FTP Président du comité local de Libération Nommé maire provisoire |
| octobre 1944   | mai 1945     | Pierre Chaumeil     | PCF               | Inspecteur des Assurances sociales |
| mai 1945       | octobre 1947 | Pierre Gaultier     | PCF               | Employé de commerce Conseiller général de Châteauroux (1945 → 1949) |
| octobre 1947   | mars 1959    | Édouard Ramonet     | Rad.              | Attaché d'administration, secrétaire d'État Député de l'Indre (1945 → 1958) |
| mars 1959      | juillet 1967 | Louis Deschizeaux   | DVG (SFIO app.)   | Avocat à la Cour d'appel de Paris puis publicitaire Député de l'Indre (1re circ.) (1958 → 1967) Conseiller général de Levroux (1964 → 1970) Démissionnaire |
| juillet 1967   | octobre 1971 | Gaston Petit        | SFIO puis PS      | Instituteur, ancien résistant Ancien maire de La Châtre (1944 → 1945) Démissionnaire pour raisons de santé |
| octobre 1971   | mars 1989    | Daniel Bernardet    | UDF-PSD           | Conseiller en gestion, dirigeant d'une ébénisterie Député de l'Indre (1986 → 1988) Sénateur de l'Indre (1989 → 2007) Président du conseil régional du Centre (1983 → 1985) Conseiller général de Châteauroux-Ouest (1985 → 1998) Président du conseil général (1985 → 1998) |
| mars 1989      | mars 2001    | Jean-Yves Gateaud   | PS                | Professeur agrégé de géographie Député de l'Indre (1re circ.) (1988 → 1993 et 1997 → 2002) Conseiller général de Châteauroux-Sud (1994 → 1997) |
| mars 2001      | avril 2014   | Jean-François Mayet | DVD puis UMP      | Chef d'entreprise Président de la CCI de l'Indre (1997 → 2000) Sénateur de l'Indre (2008 → 2020) Conseiller général de Châteauroux-Centre (2001 → 2008) Président de la CA castelroussine (2001 → 2014)                                                                     |
| avril 2014     | En cours     | Gil Avérous,        | UMP → LR puis DVD | Attaché territorial Ancien directeur de cabinet de Jean-François Mayet Ancien maire de Fontguenand (2008 → 2014) Président de Châteauroux Métropole (2014 → ) Président de Villes de France (2022 → ) Réélu pour le mandat 2020-2026                                        |

### Jumelages
La commune est jumelée avec :
- Gütersloh (Allemagne) depuis 1977, à l'initiative notamment d'anciens prisonniers de guerre des deux cités ;
- Bitou (Burkina Faso) depuis novembre 1985 ;
- Olsztyn (Pologne) depuis le 23 février 1991 ;
- Fresno (Californie) (États-Unis) depuis le 9 mars 2016[92].

## Équipements et services publics

### Eau et déchets
Châteauroux s'est engagée dans une démarche de développement durable avec l'élaboration de son Agenda 21 qui a débuté en avril 2007. Celui-ci s'articule autour de quatre axes regroupant 39 actions :
- axe I : développer l'attractivité de la ville ;
- axe II : préserver et valoriser la qualité environnementale et patrimoniale ;
- axe III : renforcer la sensibilisation de tous et les comportements écoresponsables ;
- axe IV : organiser les partenariats et renforcer les solidarités.

### Espaces publics

#### National
- Agence nationale de l'habitat[94]

#### Régional
- Agence régionale de santé[95]

#### Départemental
- Chambre de commerce et d'industrie de l'Indre[96]
- Chambre départementale des huissiers de justice[97]
- Chambre d'agriculture[98]
- Chambre de métiers et de l'artisanat[99]
- Archives départementales de l'Indre[100]
- Direction des services départementaux de l'Éducation nationale[101]
- Direction départementale des finances publiques[102]
- Direction départementale des territoires[103]
- Direction départementale de la cohésion sociale et de la protection des populations[104]
- Hôtel des finances[105]
- Hôtel des impôts[105]
- deux Trésor public[105]
- Caisse d'allocations familiales[106]
- Union de recouvrement des cotisations de sécurité sociale et d'allocations familiales[107]
- Unité départementale de l'architecture et du patrimoine[108]
- Agence départementale d'information sur le logement[109]
- Maison départementale des personnes handicapées[110]
- Centre de protection maternelle et infantile[111]
- Centre de gestion de la fonction publique territoriale[112]

#### Communal
- Office de tourisme[113]
- Caisse primaire d'assurance maladie[114]
- Pôle emploi[115]
- Centre d'information et d'orientation[116]
- Centre d'information de conseil et d'accueil des salariés[117]

### Enseignement

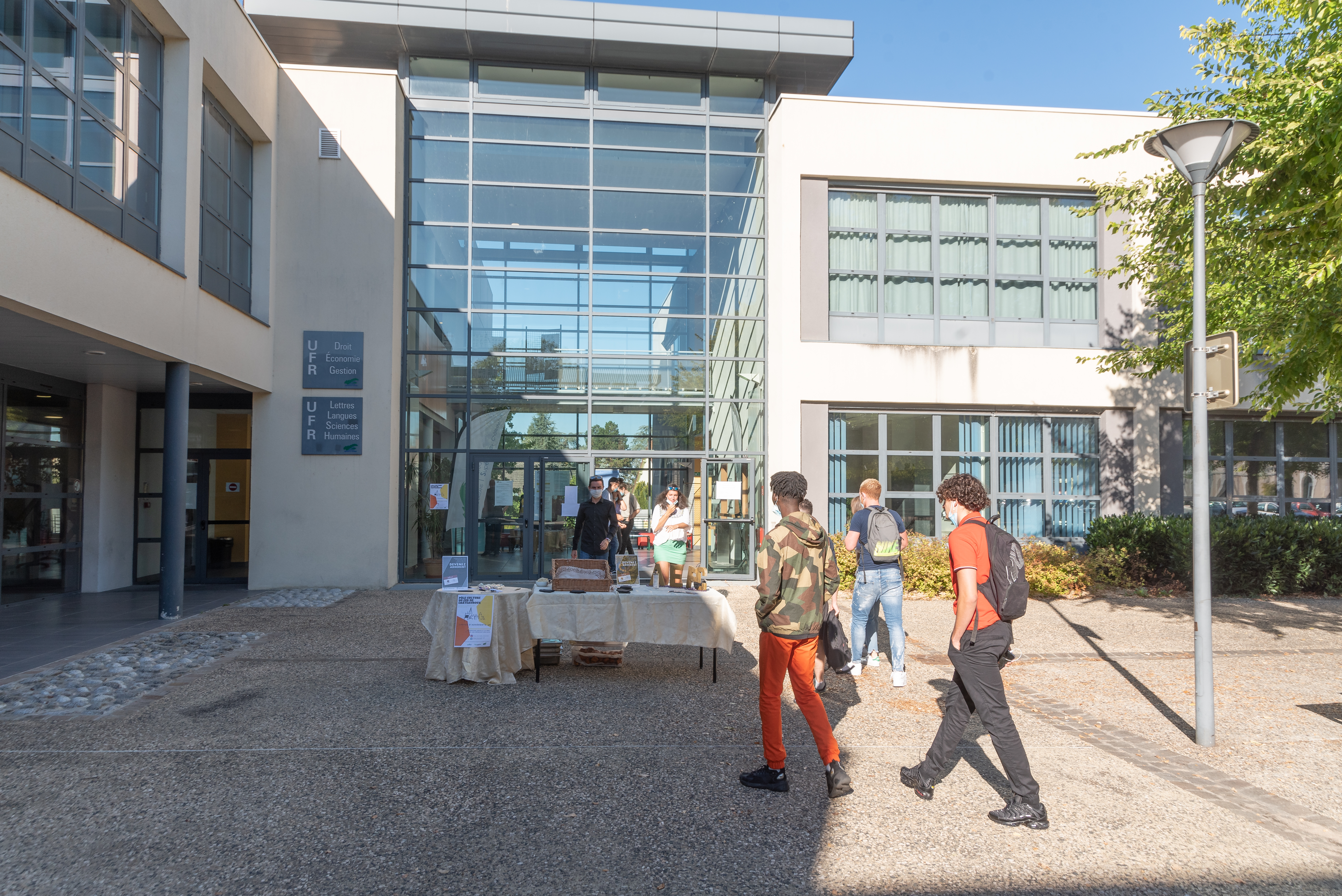
Le Centre d'études supérieures.
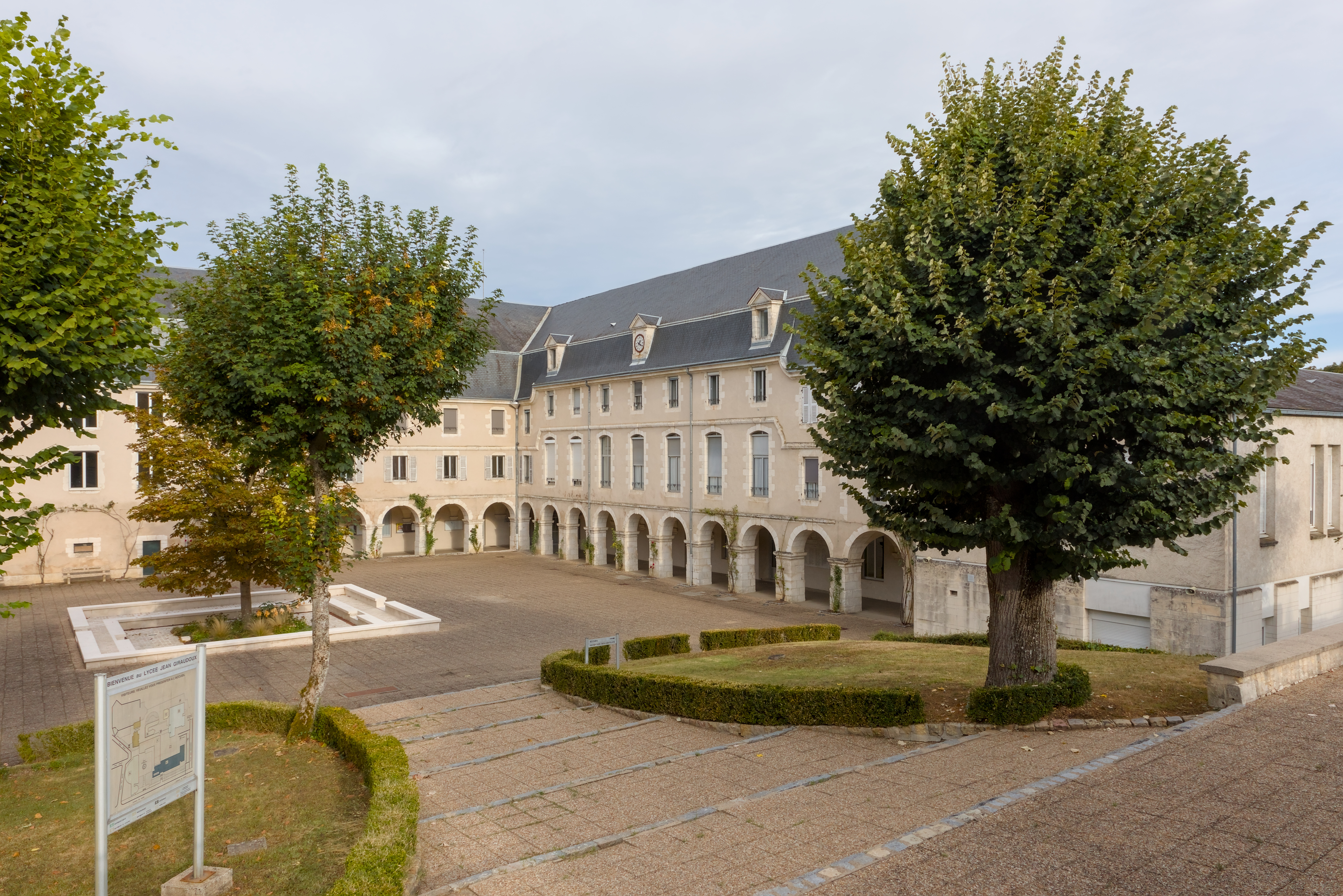
Le lycée Jean Giraudoux.

L'agglomération de Châteauroux compte neuf collèges et sept lycées.

### Postes et télécommunications
Châteauroux compte six bureaux de poste et un centre de tri postal.

### Santé
La commune possède un centre hospitalier (Samu 36 et Smur 36), ainsi que plusieurs maisons médicales, maisons de retraites et pharmacies.

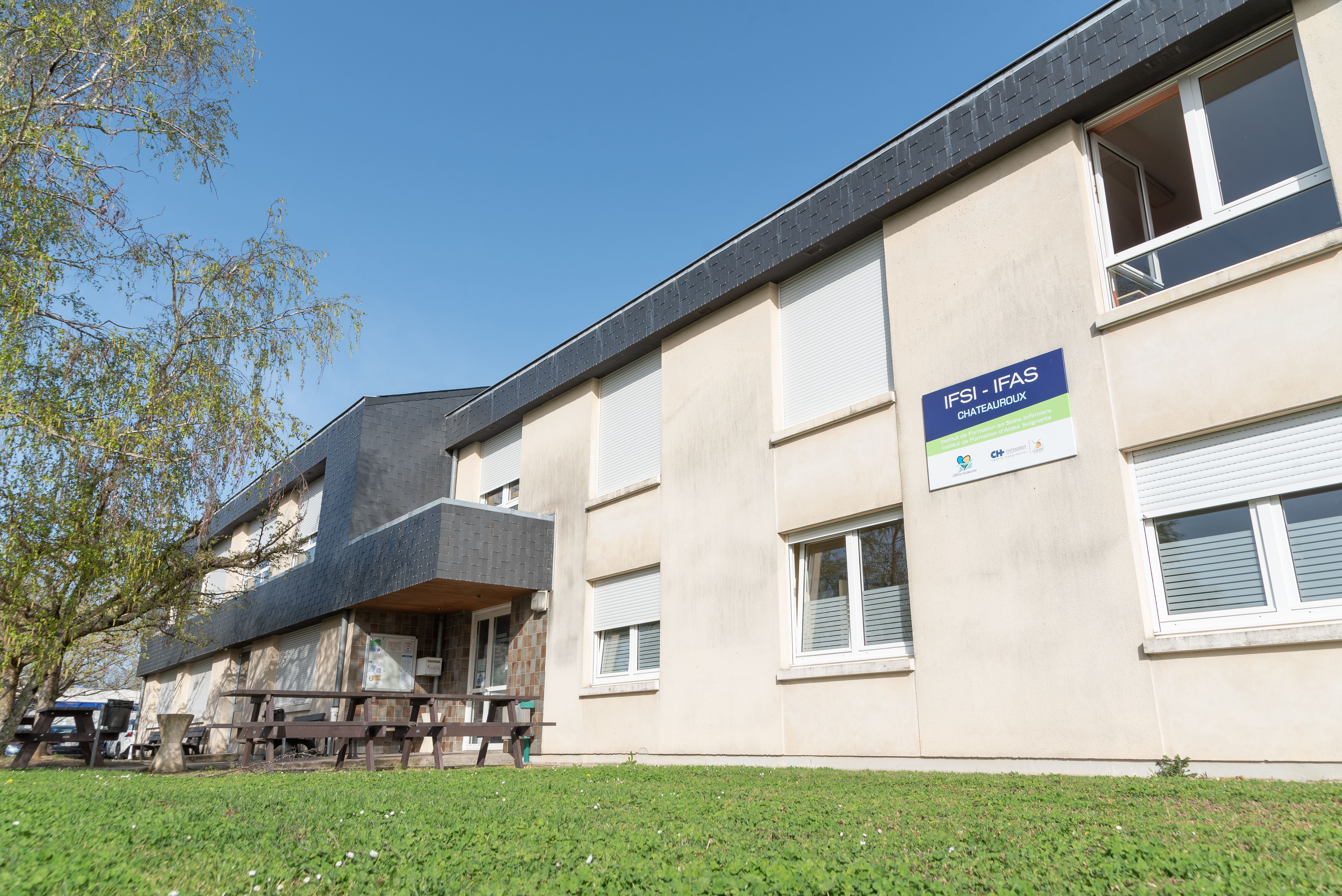
Institut de formation en soins infirmiers.

### Justice, sécurité, secours et défense
- Préfecture de l'Indre[121]
- Centre pénitentiaire du Craquelin[122]
- Palais de justice
- Tribunal d'instance[123]
- Tribunal de grande instance[124]
- Tribunal de commerce[125]
- Tribunal pour enfants[126]
- Conseil de prud'hommes[127]
- Commissariat de police[128]
- Groupement de gendarmerie départementale de l'Indre[129],[130]
- Police municipale[131]
- Centre de secours principal[132]
- Centre d'entretien et d'exploitation des routes du conseil départemental de l'Indre[133]

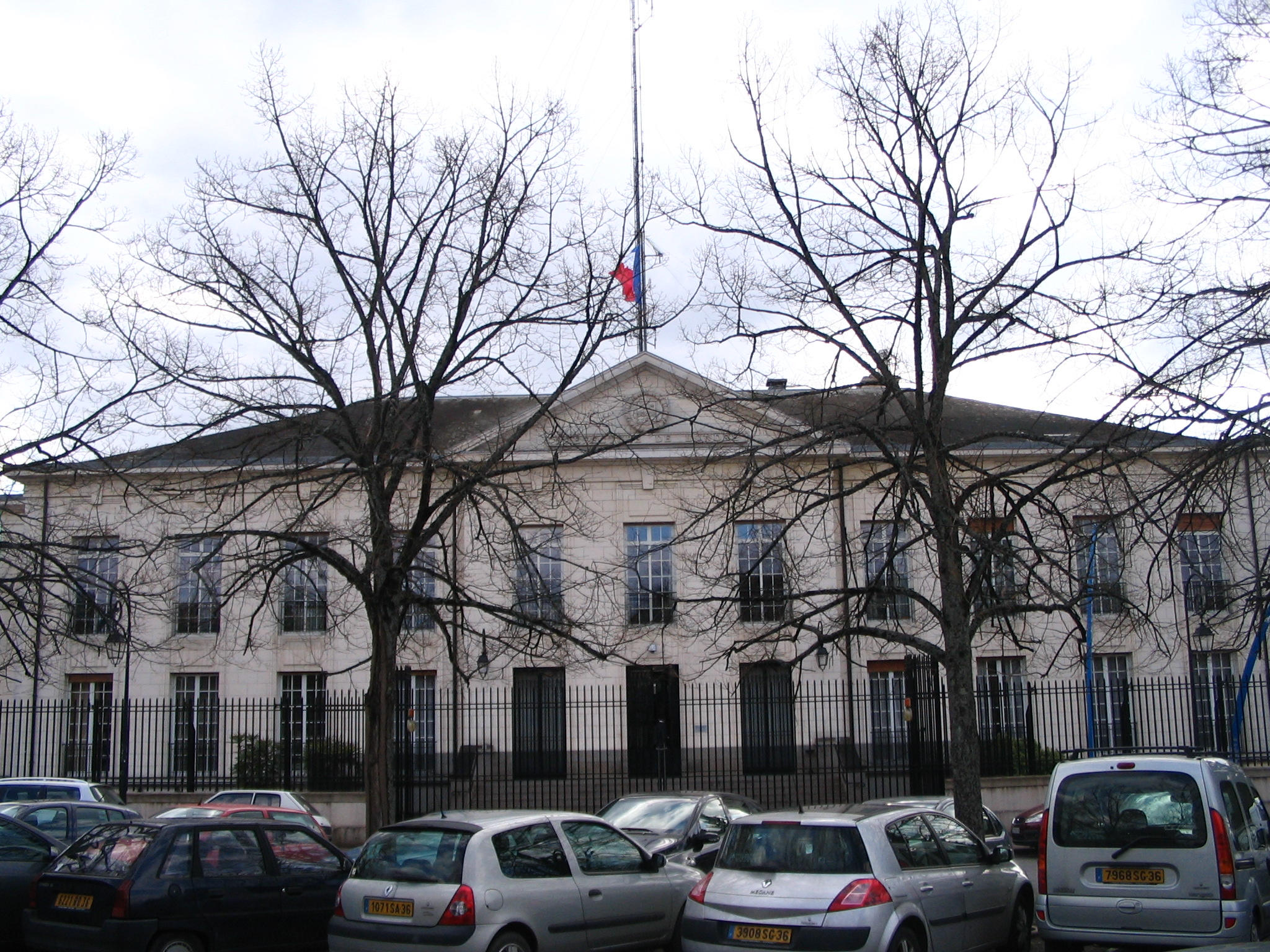
La préfecture en 2009.
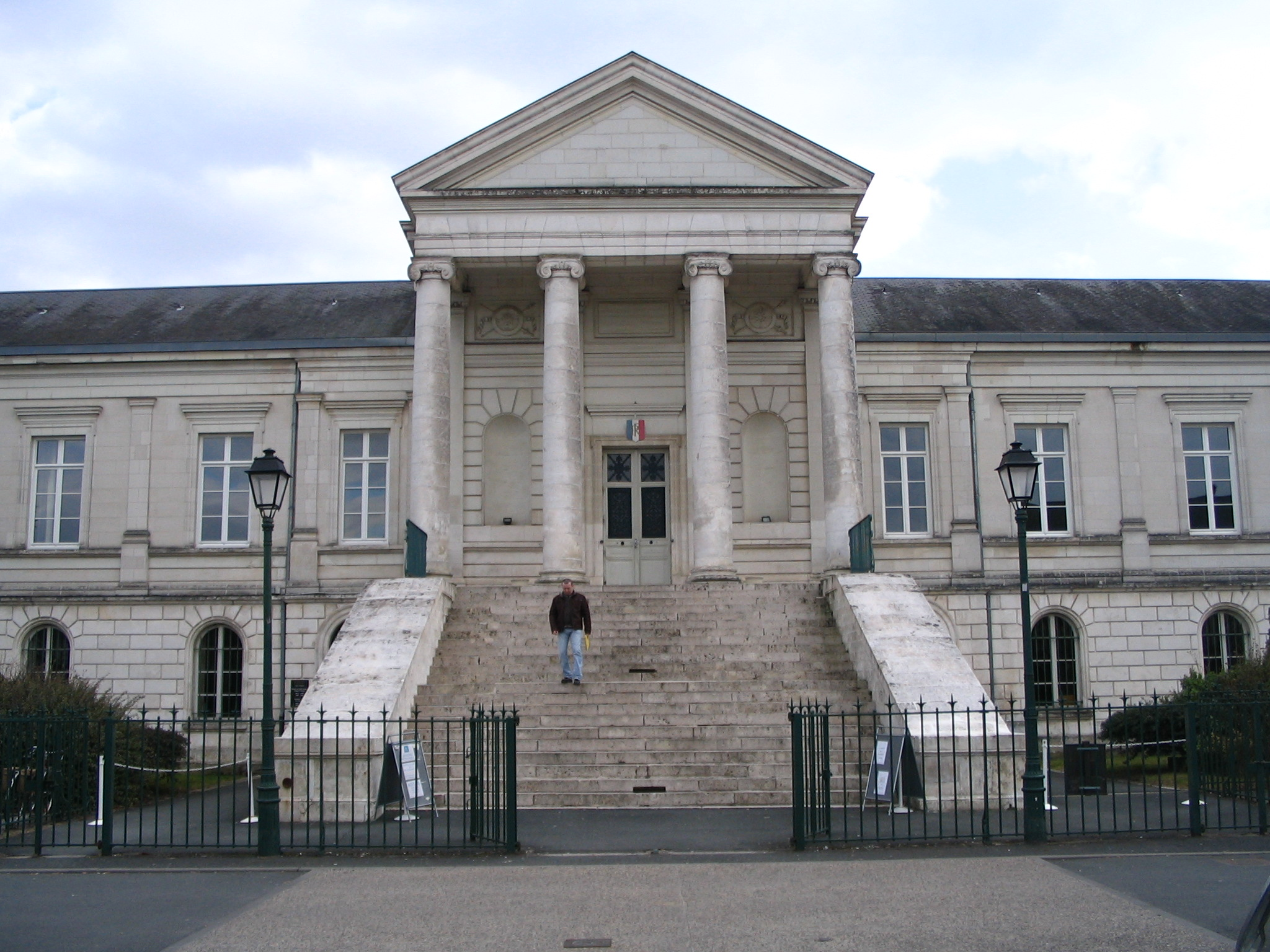
Le palais de justice en 2009.
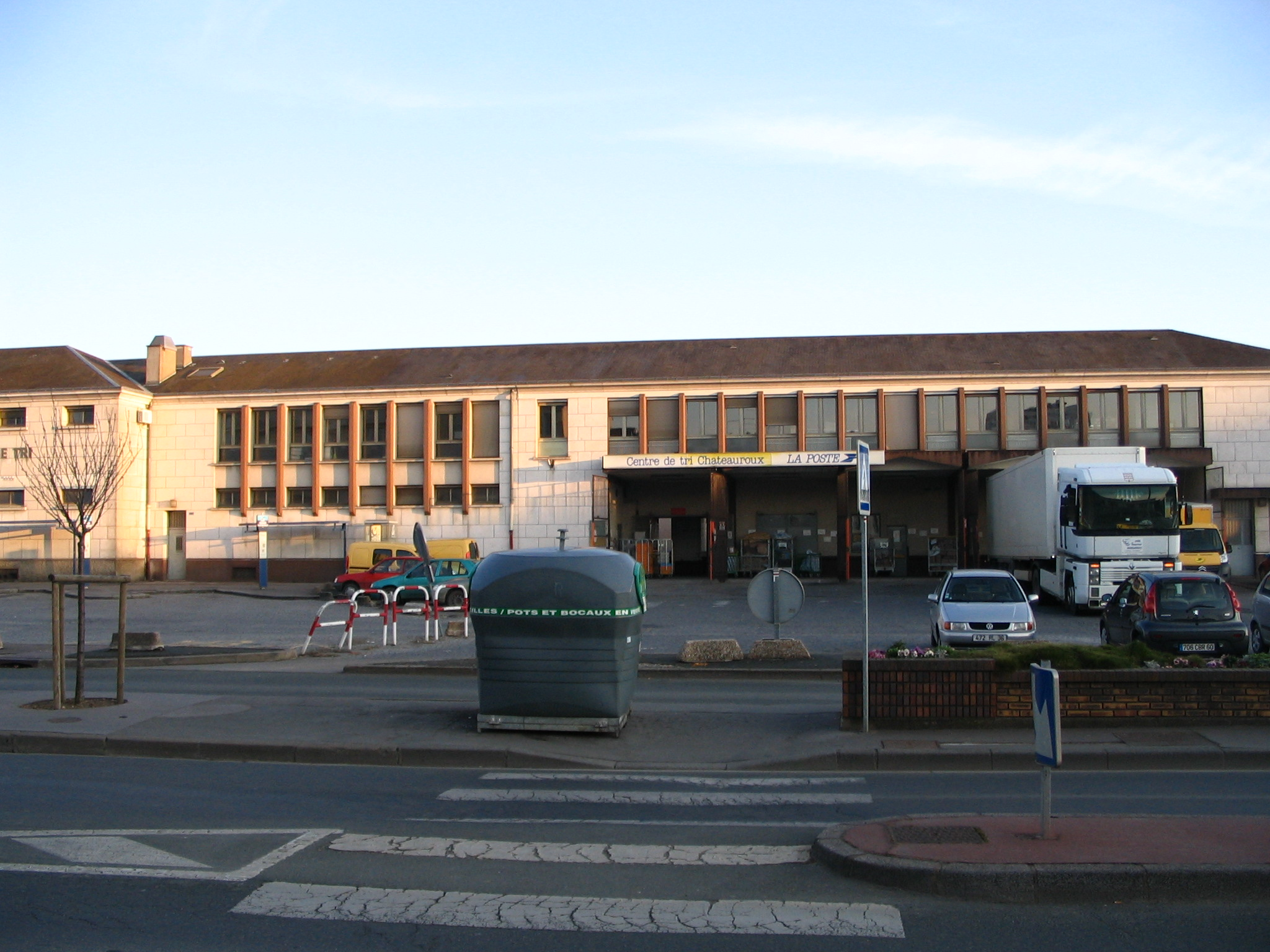
Le centre de tri postal en 2009.

## Population et société

### Démographie
L'évolution du nombre d'habitants est connue à travers les recensements de la population effectués dans la commune depuis 1793. Pour les communes de plus de 10 000 habitants les recensements ont lieu chaque année à la suite d'une enquête par sondage auprès d'un échantillon d'adresses représentant 8 % de leurs logements, contrairement aux autres communes qui ont un recensement réel tous les cinq ans,.

En 2022, la commune comptait 43 079 habitants, en évolution de −2,29 % par rapport à 2016 (Indre : −3 %, France hors Mayotte : +2,11 %).
| 1793  | 1800  | 1806  | 1821   | 1831   | 1836   | 1841   | 1846   | 1851   |
| ----- | ----- | ----- | ------ | ------ | ------ | ------ | ------ | ------ |
| 7 503 | 8 049 | 8 512 | 10 429 | 11 587 | 13 847 | 13 551 | 14 517 | 15 931 |

| 1856   | 1861   | 1866   | 1872   | 1876   | 1881   | 1886   | 1891   | 1896   |
| ------ | ------ | ------ | ------ | ------ | ------ | ------ | ------ | ------ |
| 18 237 | 16 170 | 17 161 | 18 670 | 19 442 | 21 179 | 22 860 | 23 924 | 23 863 |

| 1901   | 1906   | 1911   | 1921   | 1926   | 1931   | 1936   | 1946   | 1954   |
| ------ | ------ | ------ | ------ | ------ | ------ | ------ | ------ | ------ |
| 24 957 | 25 437 | 26 095 | 26 566 | 25 806 | 26 707 | 28 578 | 34 611 | 36 420 |

| 1962   | 1968   | 1975   | 1982   | 1990   | 1999   | 2006   | 2011   | 2016   |
| ------ | ------ | ------ | ------ | ------ | ------ | ------ | ------ | ------ |
| 45 063 | 49 138 | 53 429 | 51 942 | 50 969 | 49 632 | 47 559 | 45 521 | 44 088 |

| 2021   | 2022   | - | - | - | - | - | - | - |
| ------ | ------ | - | - | - | - | - | - | - |
| 42 968 | 43 079 | - | - | - | - | - | - | - |

Le recensement de 2015 indique un vieillissement de la population et un solde naturel négatif : 438 naissances pour 499 décès.

### Manifestations culturelles et festivités
- Biennale internationale de céramique de Châteauroux, organisée par les musées de la ville de Châteauroux et Châteauroux métropole
- Envolée des Livres
- Festival de la Voix
- Festival Darc
- Festival de musique romantique Lisztomanias
- Festival Berry Lait
- Nuit Polar Black Berry
- Blizzard Festival (2016 à 2019)[137]

### Sports
La Berrichonne de Châteauroux est le club de football de la ville, évoluant en National pour la saison 2024/2025.
Châteauroux est traversé par le sentier de grande randonnée 46.
Élue 3e ville la plus sportive de France lors du « Challenge l'Équipe » en 1997, Châteauroux offre la possibilité aux 12 500 licenciés des 137 associations sportives et sections omnisports de pratiquer 52 disciplines dans plus de 70 équipements sportifs mis à leur disposition :
- Centre national de tir sportif à Déols, réalisé en 2016 sur l'ancienne zone militaire de « La Martinerie ».
- vingt-trois stades dont Gaston-Petit ;
- dix gymnases omnisports ;
- vingt-cinq courts de tennis ;
- deux piscines ;
- un complexe de motocross et d'autocross ;
- une salle de skate, de roller qui contient aussi un mur d'escalade ;
- un hippodrome ;
- boulodrome ;
- des pistes de voitures téléguidées ;
- des pistes d’aéromodélisme
- un golf 18 trous ;
- un plan d'eau de 8 hectares ;
- deux skate-park ;
- lac de Belle-Isle (site de baignade surveillé[140]).

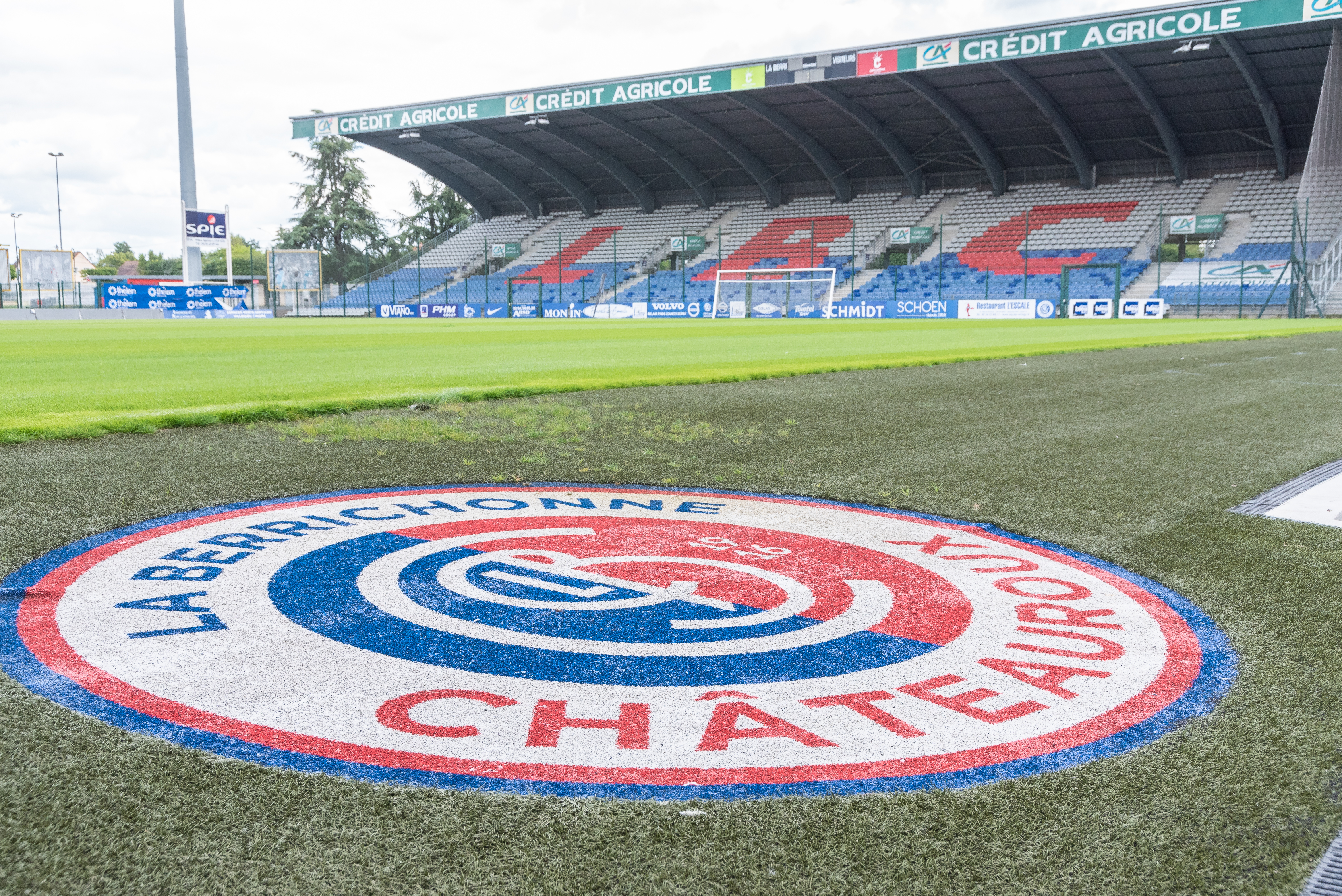
Stade Gaston-Petit.
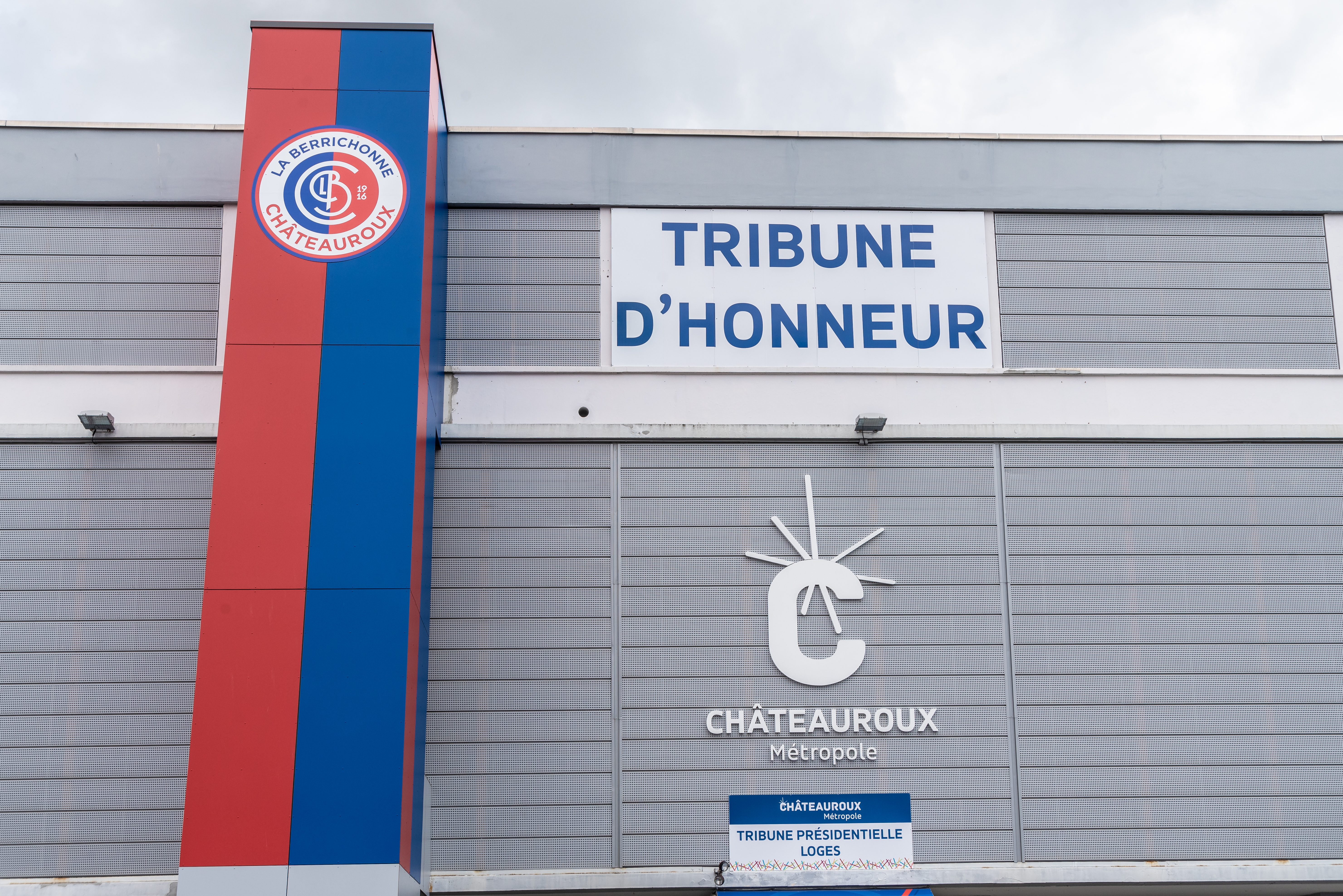
Stade Gaston-Petit.

Tour de France de cyclisme
Le 10 mars 1996, la commune a accueilli le départ de la 1re étape de la course de cyclisme Paris-Nice 1996. Elle a également accueilli quatre étapes du Tour de France, le 16 juillet 1998 (5e étape) ; le 9 juillet 2008 (à nouveau la 5e étape) ; le 8 juillet 2011, la 7e étape et le 1er juillet 2021.
Mark Cavendish remporte trois étapes (2008, 2011, 2021) à l'arrivée de l'avenue de la Châtre à côté du stade Gaston-Petit.

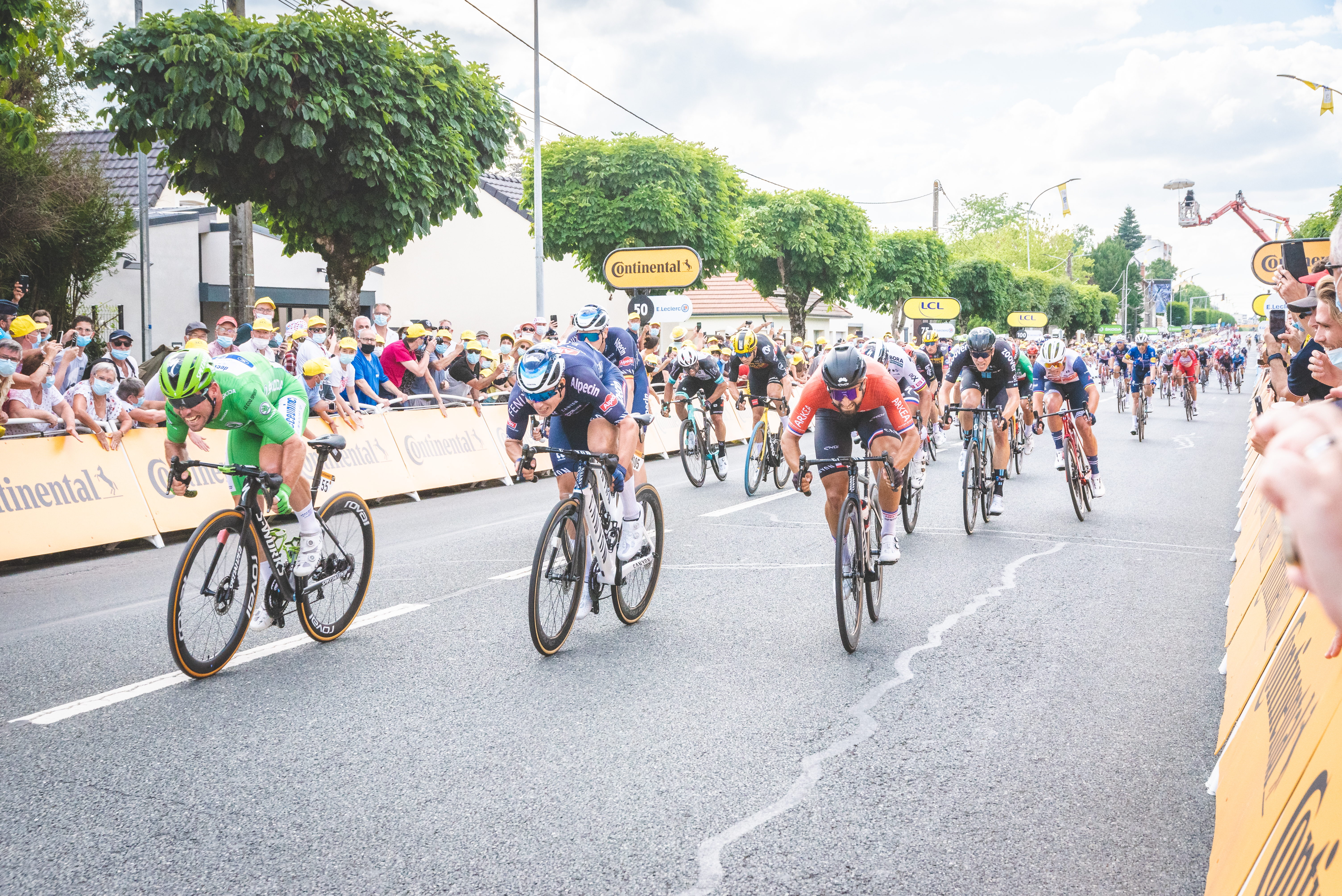
Arrivée du Tour de France 2021.

### Épreuves de tirs sportif des Jeux Olympiques et Paralympiques Paris 2024
Dans le cadre des Jeux Olympiques d’été de Paris 2024, la ville de Châteauroux a accueilli l’ensemble des épreuves de tir sportif du 27 juillet au 5 août 2024. La compétition s'est déroulée au Centre National de Tir Sportif (CNTS), l’un des plus grands complexes de tir d’Europe, situé à Déols, en périphérie de la ville.

#### Le choix de Châteauroux comme site olympique
Initialement, les épreuves de tir devaient être organisées en Île-de-France, mais en raison de contraintes logistiques et environnementales, le Comité d’Organisation des Jeux Olympiques et Paralympiques (COJOP) a décidé de les attribuer au Centre National de Tir Sportif de Châteauroux. Ce site, inauguré en 2018 et géré par la Fédération Française de Tir (FFTir), est reconnu pour ses infrastructures modernes et sa capacité à accueillir des compétitions internationales de haut niveau.
Le 10 décembre 2022, le stand des finales du CNTS – qui accueillera les épreuves de tir des JO 2024 – a été inauguré à Châteauroux en présence de 200 invités. Des personnalités comme Michel Baczyk (président de la FFTir) et Gil Avérous (maire) ont assisté à un match-exhibition, illustrant la préparation active du site pour les Jeux. Cette inauguration symbolise l’aboutissement des aménagements du CNTS en vue des compétitions olympiques et paralympiques de Paris 2024.

#### Les disciplines et épreuves disputées
Les épreuves de tir sportif des Jeux Olympiques de Paris 2024 se sont déroulées dans trois disciplines principales :
- Tir à la carabine
  - 10 m air comprimé (hommes et femmes)
  - 50 m trois positions (hommes et femmes)
- Tir au pistolet
  - 10 m air comprimé (hommes et femmes)
  - 25 m pistolet (femmes)
  - 25 m pistolet rapide (hommes)
- Tir aux plateaux (fusil de chasse)
  - Skeet (hommes et femmes)
  - Trap (hommes et femmes)

Ces disciplines ont regroupé un total de 15 épreuves olympiques, dont des épreuves individuelles et mixtes, permettant de départager les meilleurs tireurs mondiaux.

#### L'impact sur la ville
L’accueil des épreuves de tir à Châteauroux a eu des retombées économiques mesurables pour le territoire. Durant la quinzaine olympique, la ville a quadruplé son chiffre d’affaires hôtelier par rapport à un mois de juillet normal, avec un taux d’occupation en hausse de ~30% et des tarifs moyens en hausse de +150%. Au total, on a enregistré 119% de touristes en plus dans l’Indre pendant les Jeux par rapport à 2023.
Du point de vue local, l’effet Jeux a été plus mitigé sur le commerce et la vie quotidienne. Selon Cathie Delvallée, représentante des commerçants de Châteauroux, les retombées économiques directes ont été faibles en centre-ville malgré l’augmentation de fréquentation due aux JO. Une partie des habitants a préféré éviter la cohue en quittant la ville pendant les compétitions, et les visiteurs, majoritairement venus pour l’événement sportif, n’ont pas forcément profité aux boutiques locales. Sur le plan sportif, l’engouement populaire pour le tir dans la région reste à construire sur le long terme, même si Châteauroux a gagné en notoriété et en expérience organisationnelle.

#### Les épreuves paralympiques
Le tir sportif est l’un des rares sports paralympiques délocalisés hors de la région parisienne en 2024. Toutes les épreuves de para-tir (carabine et pistolet) des Jeux paralympiques de Paris 2024 ont eu lieu au CNTS de Châteauroux. Châteauroux est ainsi, avec Paris, la seule ville hôte paralympique de France métropolitaine en 2024. Les compétitions de tir paralympique s’y sont déroulées du 30 août au 5 septembre 2024, mobilisant 160 athlètes paralympiques venus du monde entier. L’organisation de ces épreuves a suivi de près les JO, utilisant les mêmes infrastructures. Elle a démontré la capacité du CNTS à enchaîner deux événements d’ampleur et à offrir aux athlètes handisport des conditions de compétition optimales, tout en mettant en lumière le para-tir sportif auprès du public français.

### Médias
La commune est couverte par les médias suivants : La Nouvelle République du Centre-Ouest, Le Berry républicain, L'Écho - La Marseillaise, La Bouinotte, Le Petit Berrichon, France 3 Centre-Val de Loire, Berry Issoudun Première, Vibration, Forum, France Bleu Berry, RCF en Berry et Radio balistiq.
L'émission de France 3 Midi en France, présentée par Laurent Boyer, a tourné cinq émissions les 19 et 20 janvier 2015.
Plusieurs films ont aussi été tournés :
- 1987 : Châteauroux district, film de Philippe Charigot, sorti en salle le 12 août 1987 ;
- 2010 : L'Ordre et la Morale, film de Mathieu Kassovitz, quelques scènes tournées en intérieur et en extérieur dans le quartier Saint-Jacques, rue Pierre-de-Ronsard, dans un décor rappelant une cité militaire.

### Cultes

#### Catholique
La commune de Châteauroux dépend de l'archidiocèse de Bourges et de sa subdivision le doyenné de Châteauroux.
Elle est divisée en trois paroisses : Saints-Apôtres - Châteauroux, La Résurrection - Châteauroux et Saint Gildas - Châteauroux.
Les lieux de culte sont les églises : Saint-Martial, Saint-André, Notre-Dame, Saint-Christophe, Saint-Joseph, Sainte-Thérèse et Saint-Jean, ainsi que la chapelle Saint-Jacques située dans le quartier du même nom.

#### Islamique
La commune compte trois mosquées : Al Mouhssinine, Ibn abaas et la mosquée des Turcs, toutes dans le quartier Saint-Jean.

#### Évangélique
- Église évangélique, rue de la Concorde.
- Église protestante évangélique, allée des Lucioles.
- Église néo-apostolique, rue Charles-Perrault.

## Économie

### Revenus de la population et fiscalité
Le revenu net déclaré moyen par foyer fiscal et le pourcentage de foyers fiscaux imposables sont présentés dans les tableaux ci-dessous, :
|                     | 2009     | 2015     |
| Châteauroux         | ?€       | 18 609 € |
| Indre               | 19 310 € | 19 175 € |
| Centre-Val de Loire | 22 400 € | 20 494 € |
| France              | 23 433 € | 20 566 € |

|                     | 2009   | 2015   |
| Châteauroux         | ?%     | 49,2 % |
| Indre               | 47,9 % | 48,7 % |
| Centre-Val de Loire | 55,1 % | 55,5 % |
| France              | 54,3 % | 55,4 % |

### Entreprises et commerces
Lancé en 2007, la zone d'aménagement concerté d'Ozans est un parc d'activités économiques d'une taille de 508 hectares.
Le Châteauroux Business District devait ouvrir en 2012, afin de relancer la croissance économique et l'emploi dans la région. Des investisseurs chinois devaient s'y installer. Toutefois des questions demeurent quant aux avantages qu'en tirerait la ville. La Maison française du verre (usine de verre Pyrex) y est installée.
La commune se trouve dans l'aire géographique et dans la zone de production du lait, de fabrication et d'affinage du fromage Valençay.

### Tourisme et hébergement
Le camping Le Rochat Belle-Isle dispose de 142 emplacements.

## Culture locale et patrimoine

### Ville et Pays d'art et d'histoire
Châteauroux a obtenu au concours des villes et villages fleuris :
- quatre fleurs en 2008[158] ;
- le Grand Prix National en 2004[159], 2005[160], 2006[161] et 2007[162].

### Lieux et monuments

#### Châteaux

##### Château Raoul
Le château Raoul (Xe siècle) domine les bords de l'Indre, il appartenait aux seigneurs de Déols. Il fut reconstruit au XVe siècle, et restauré au XIXe siècle.

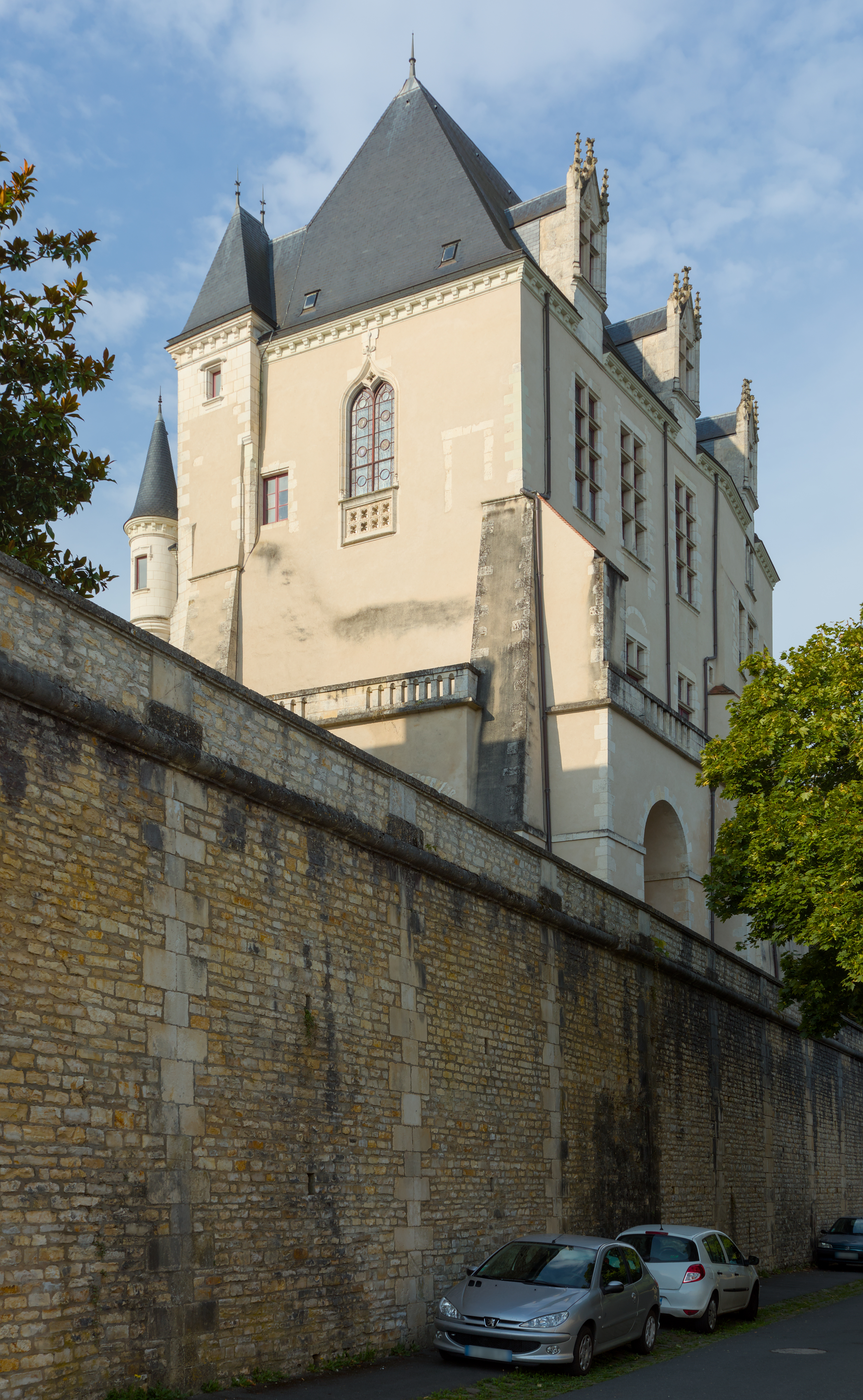
Le château vu depuis la rue du Château Raoul.
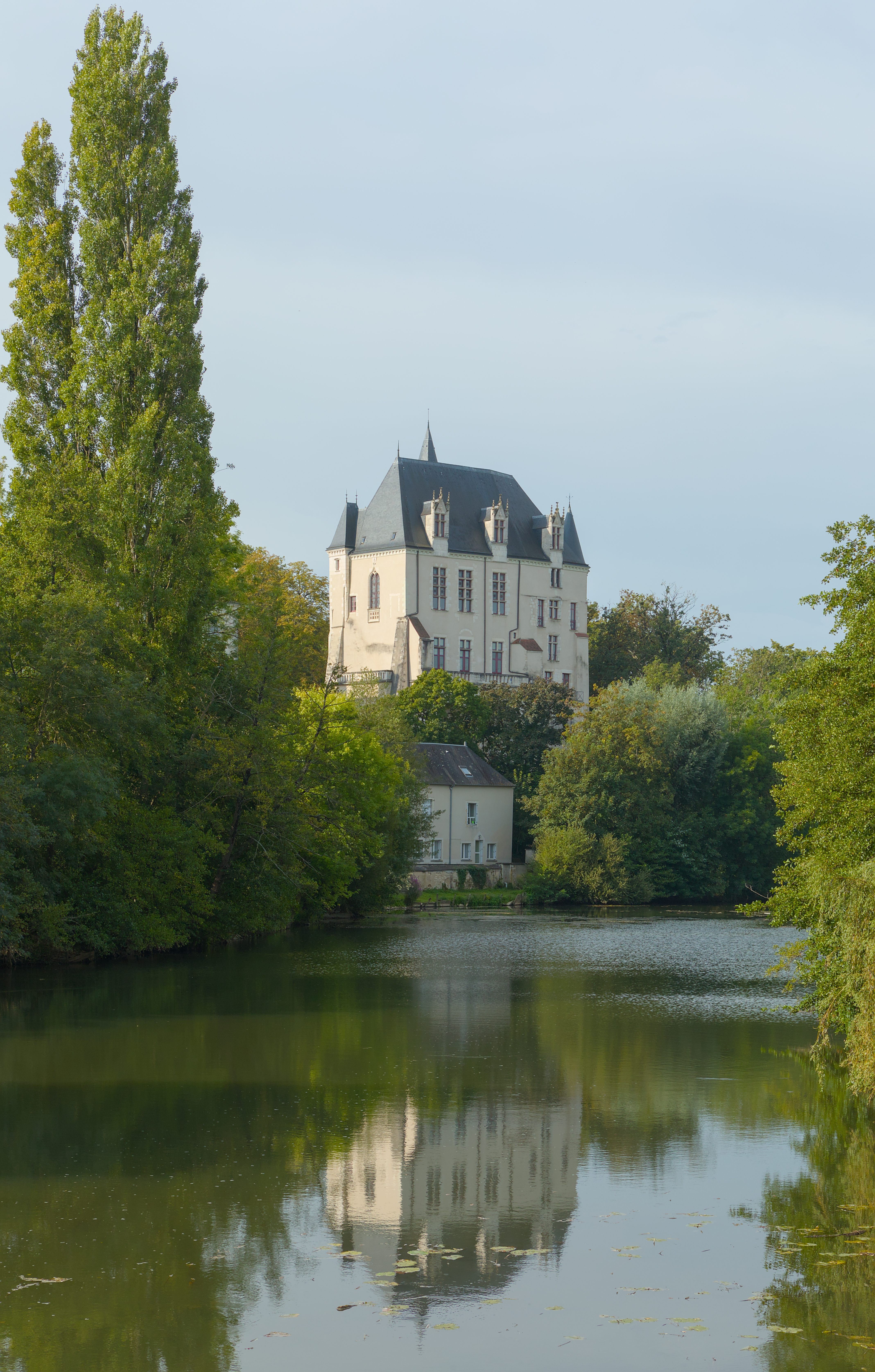
Le château vu depuis le Pont Neuf.

##### Château du Parc
Le château fait l’objet d’une inscription au titre des monuments historiques depuis le 12 décembre 1996. Il est situé dans le parc Balsan, entre l'IUT de Châteauroux et le centre universitaire supérieur de Châteauroux.

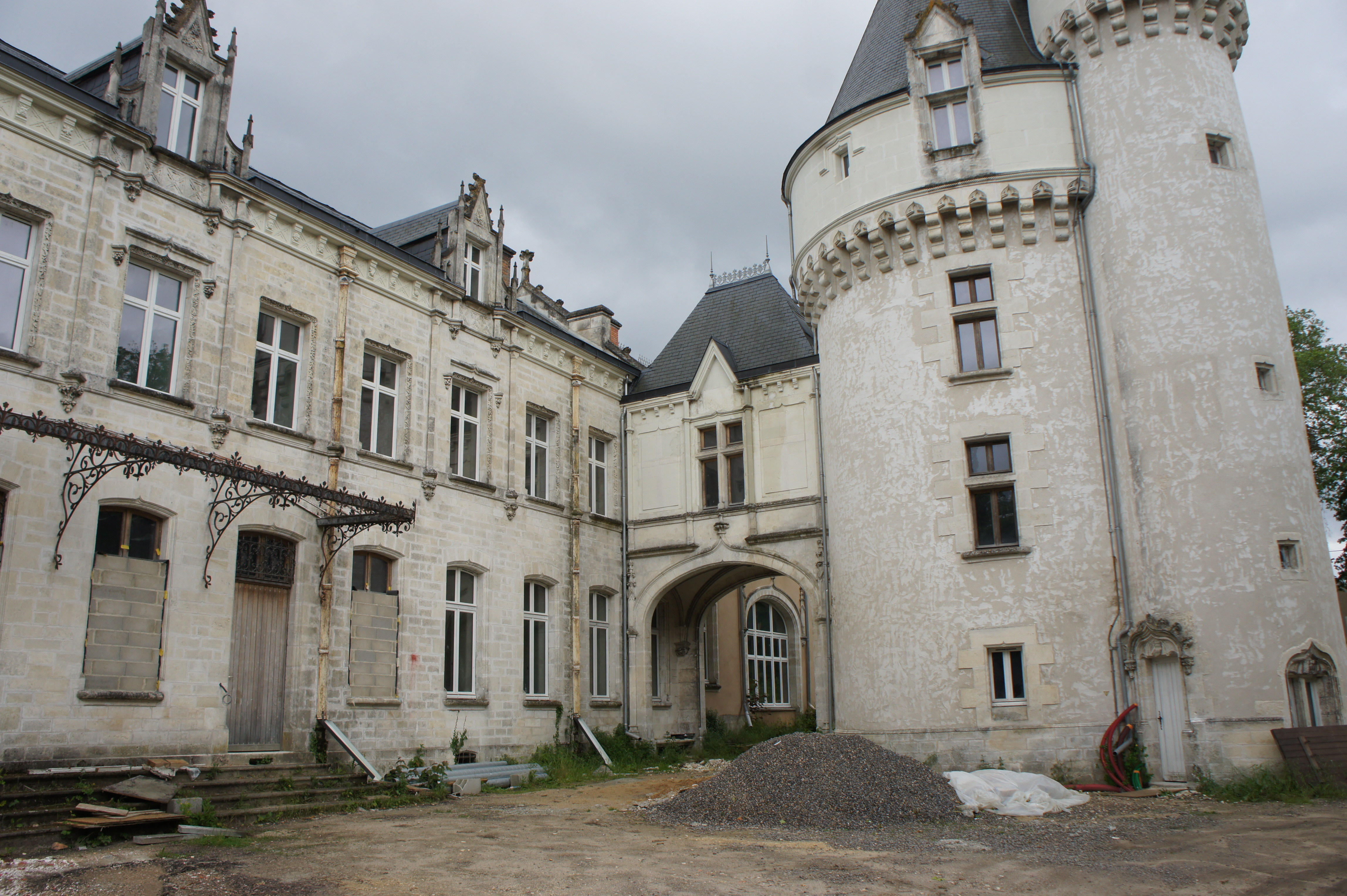
Le château du Parc en 2014.

##### Château du Touvent
La chapelle du château du Touvent a été construite en 1855. Elle dispose de dimensions modestes et orientée. La chapelle a un vaisseau unique de cinq travées, flanqué de bas-côtés très étroits, et terminé par une abside en hémicycle.

#### Édifices religieux

##### Couvent des Cordeliers
Le couvent des Cordeliers est un ancien couvent franciscain du XIIIe siècle, place Sainte-Hélène, il héberge aujourd'hui une partie de l'École des beaux-arts et des expositions d'art contemporain (par exemple la biennale internationale de céramique de Châteauroux). Situé dans la partie historique de la ville et dominant la vallée de l'Indre, c'est un lieu de promenade agréable.

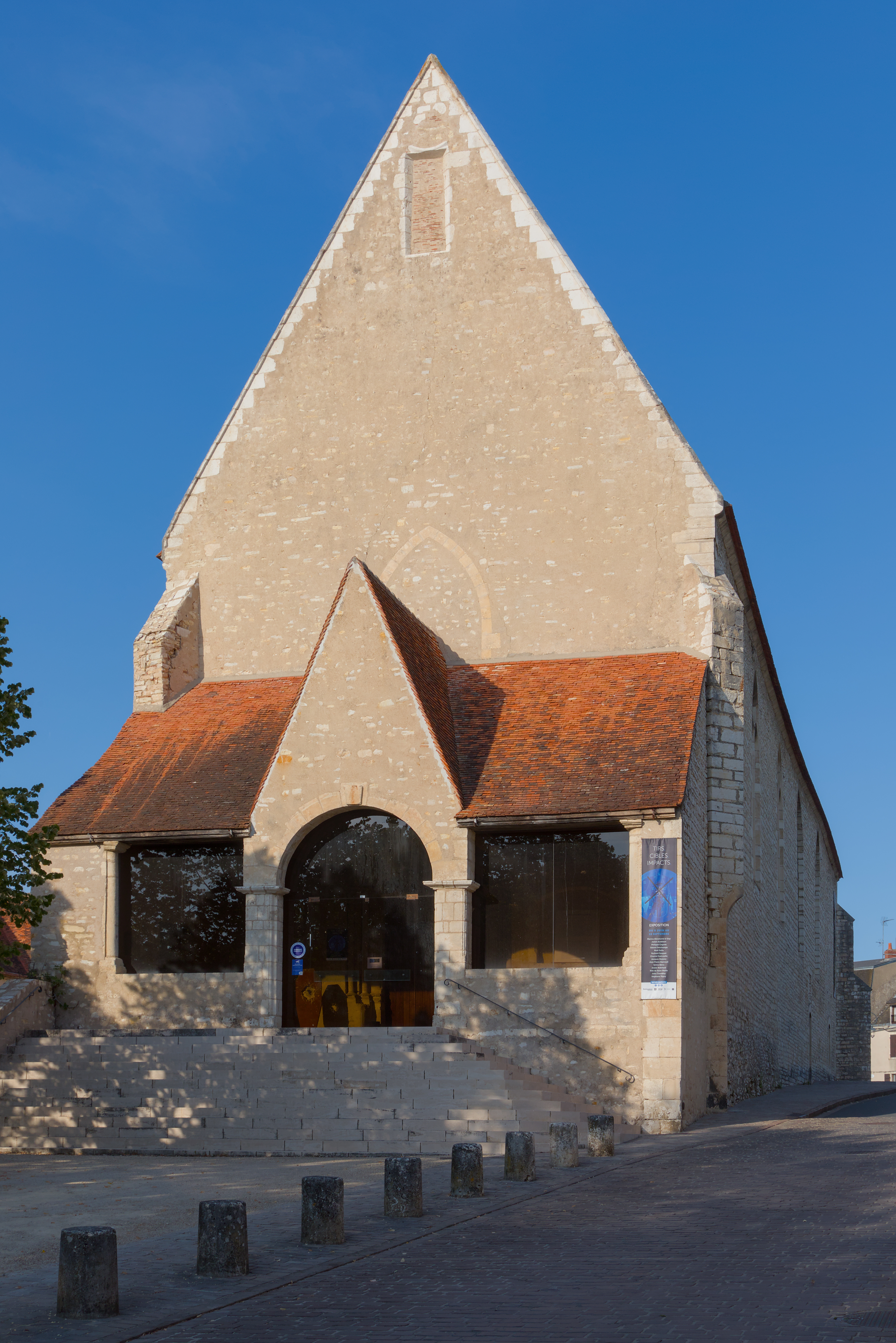
L'ancienne église du couvent.
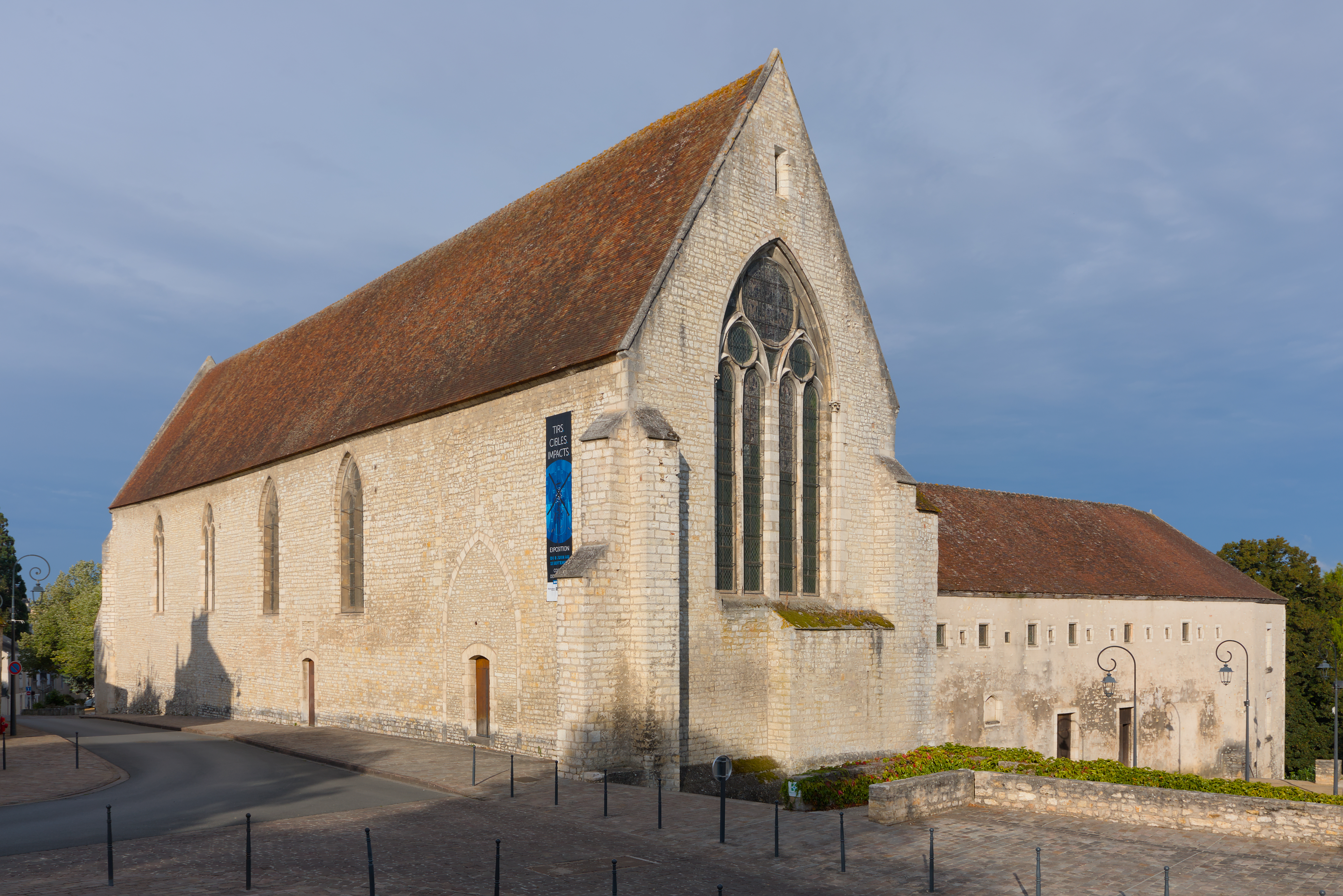
Vue depuis l'ouest.
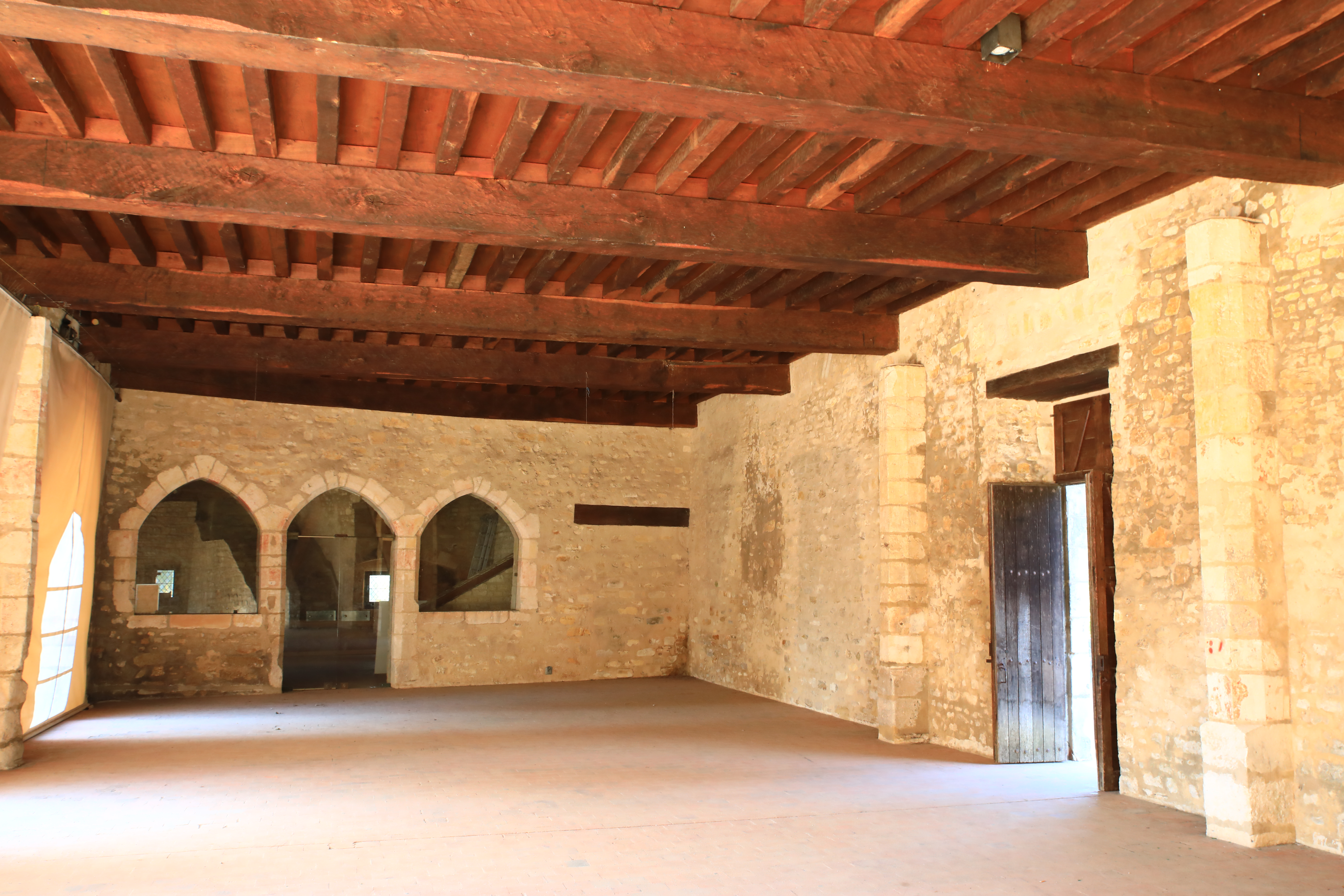
Passage couvert vers les jardins.
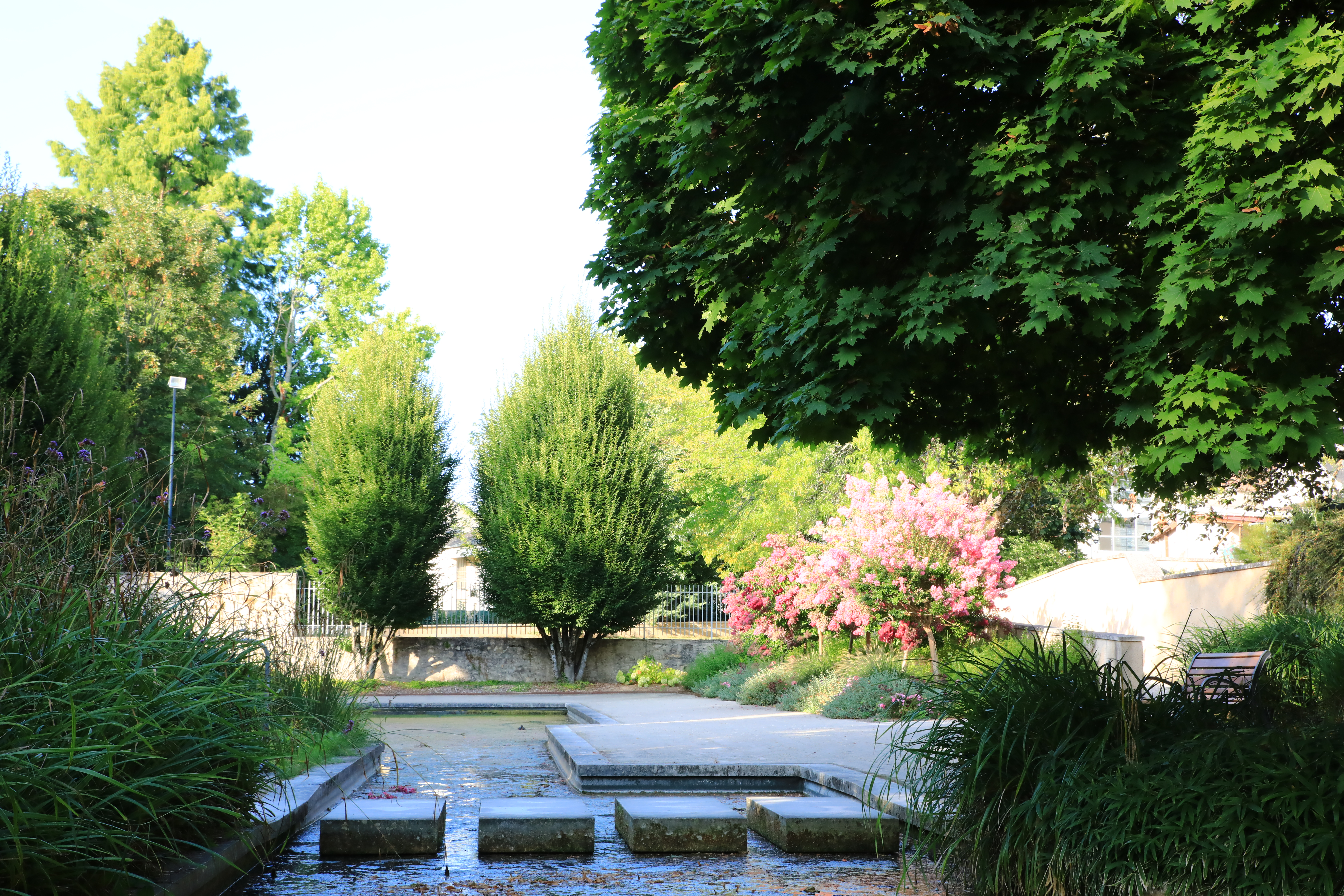
Vue d'une partie des jardins.
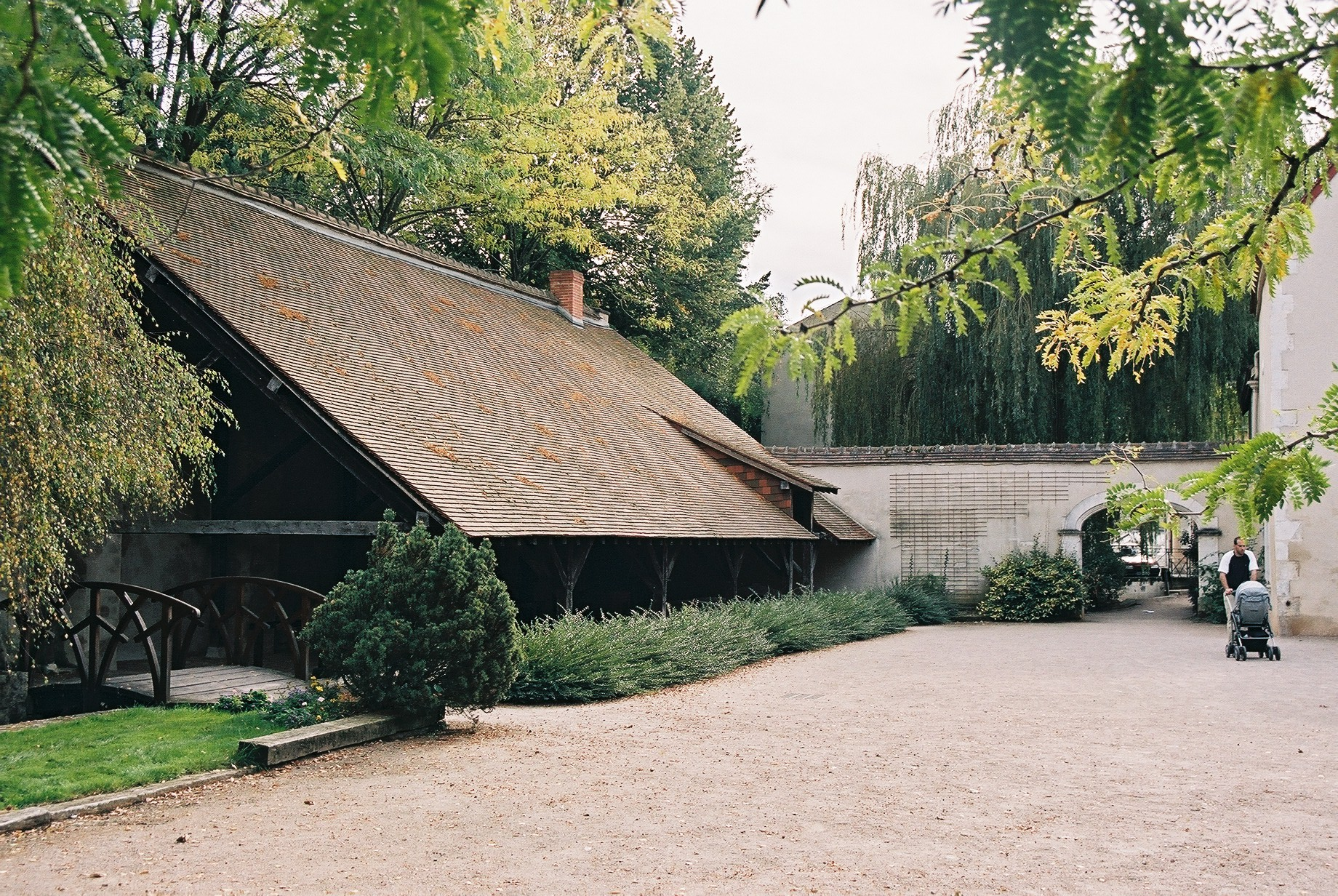
Le lavoir des Cordeliers en 2002.

##### Centre paroissial Saint-Jacques
Il a été construit en deux temps entre le milieu des années 1970 (logement de fonction et première chapelle, actuelle salle de réunion) et le début des années 1980 (chapelle actuelle), rue Stéphane-Mallarmé, le centre paroissial Saint-Jacques est implanté au cœur du quartier du même nom (Saint-Jacques - le Grand Poirier). Son architecture est représentative des centres paroissiaux construits à cette époque dans les nouveaux quartiers en périphérie des villes. Il dépend de la paroisse des Saints-Apôtres.

##### Églises, chapelles et temple
- Église Saint-Martial, rue Grande.
- Église Saint-Christophe, place Saint-Christophe.
- Église Saint-André, place Voltaire.
- Église Notre-Dame, rue Porte-Neuve.
- Église Saint-Joseph, avenue John-Kennedy (moderne).
- Église Sainte-Thérèse, rue de Bourgogne (moderne).
- Église Saint-Jean, allée Gustave-Flaubert (moderne).
- Chapelle de la Rédemptoristes, rue Paul-Louis-Courier.
- Chapelle Sainte-Solange, rue de la Gare.
- Chapelle de la maison de retraite George Sand, rue du 3e-Régiment-d'Aviation-de-Chasse.
- Chapelle du château de Tout Vent, route de Velles.
- Temple protestant de Châteauroux, rue Thabaud-Boislareine, construit en 1877.

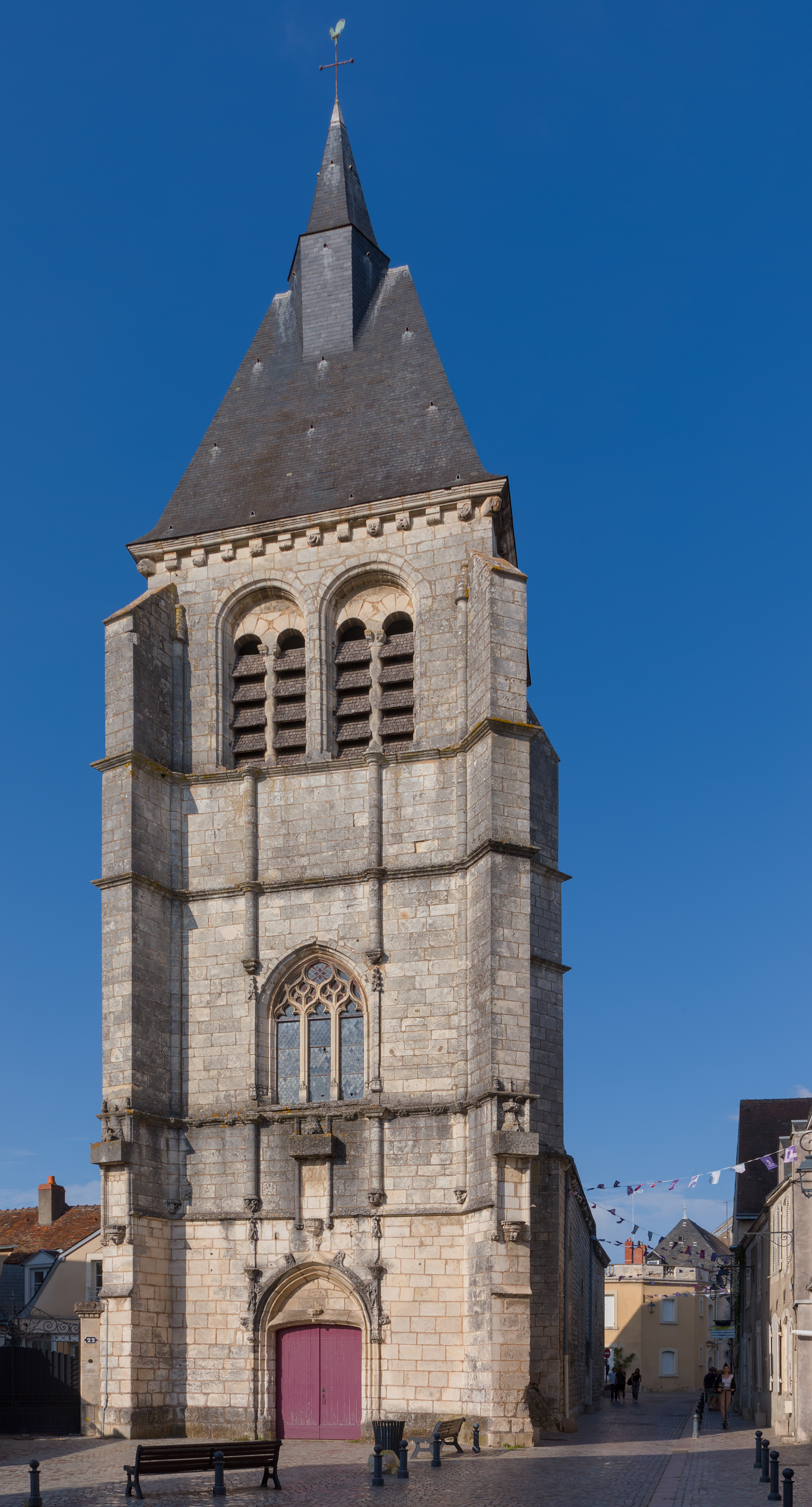
L'église Saint-Martial en 2024.
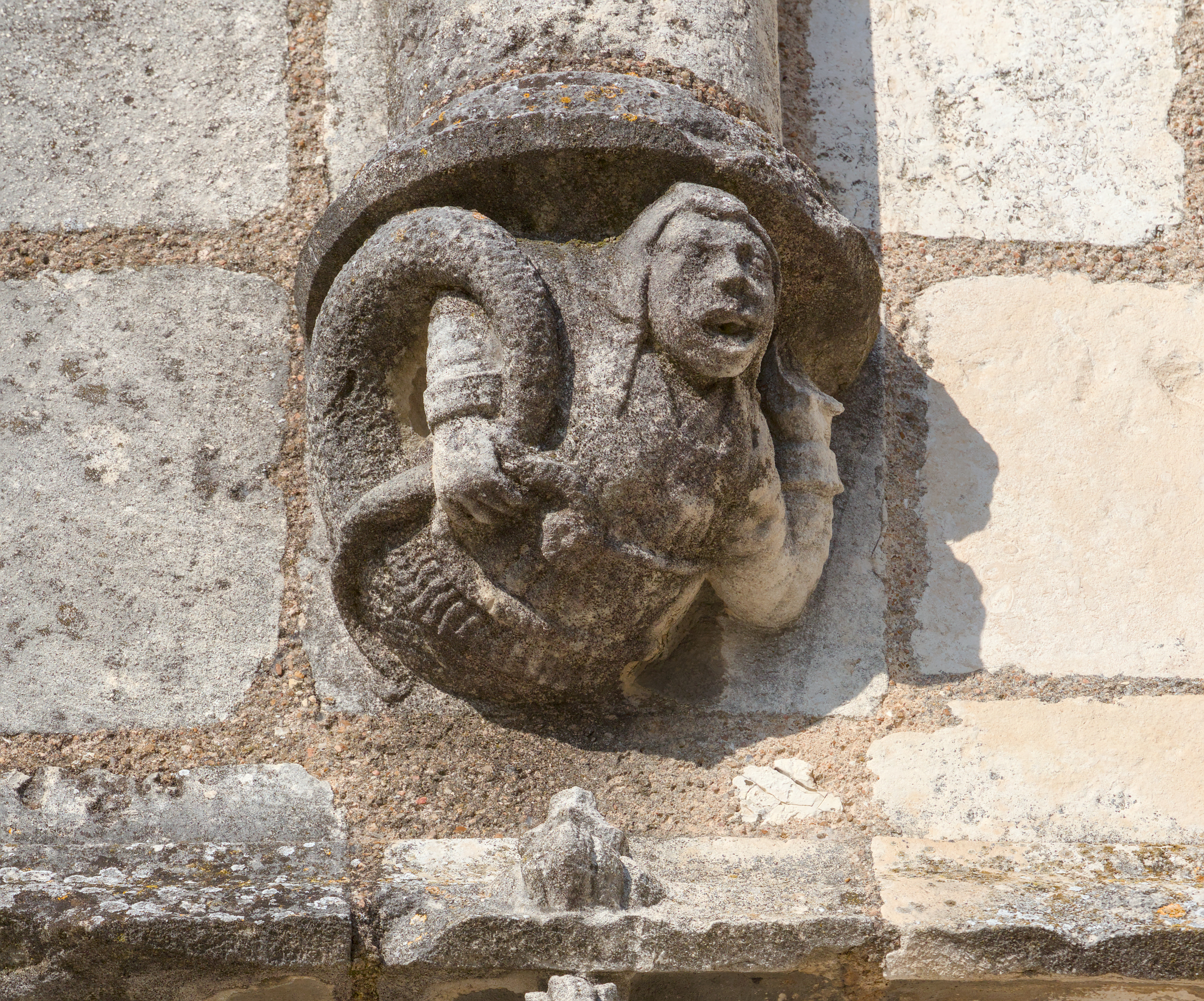
Détail de la façade de l'église Saint-Martial.
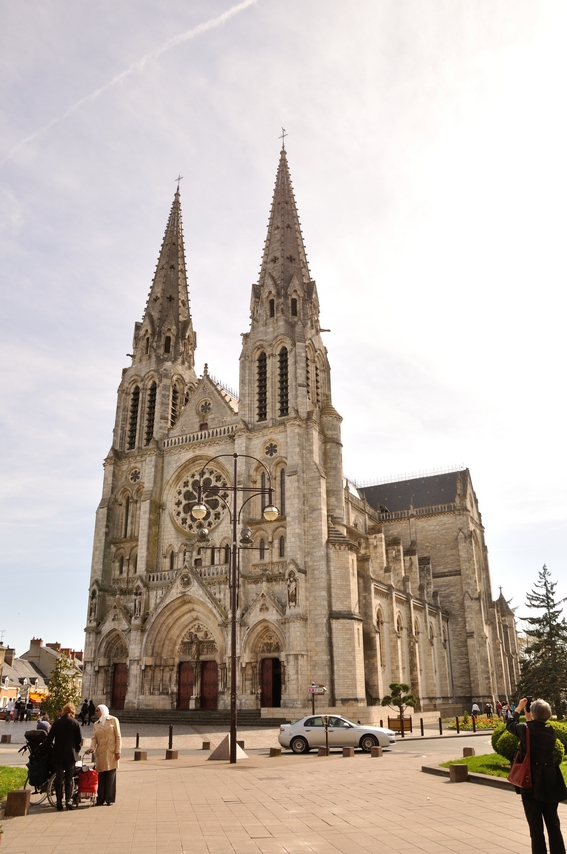
L'église Saint-André en 2011.
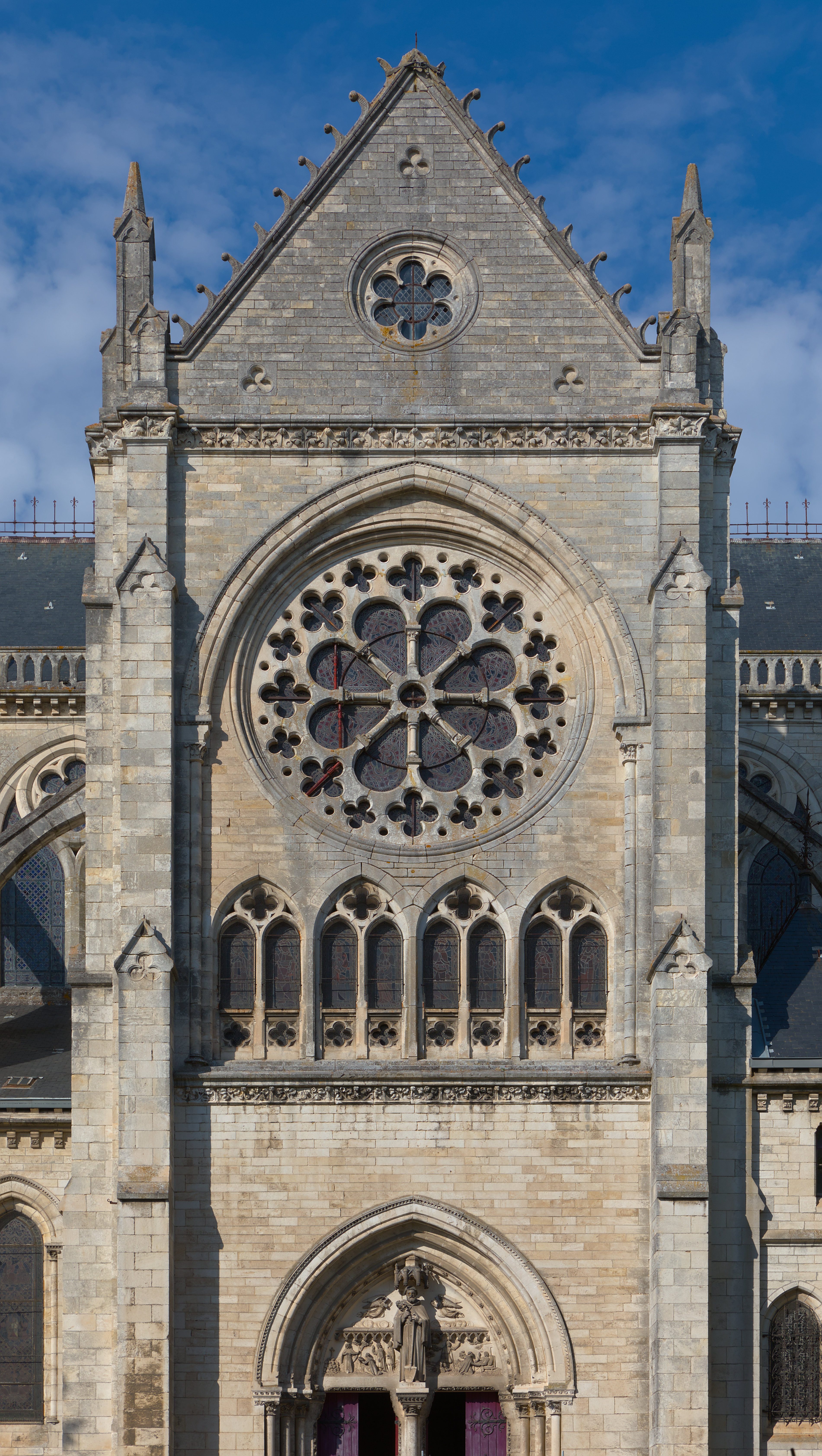
Portail sud de l'église Saint-André en 2024.
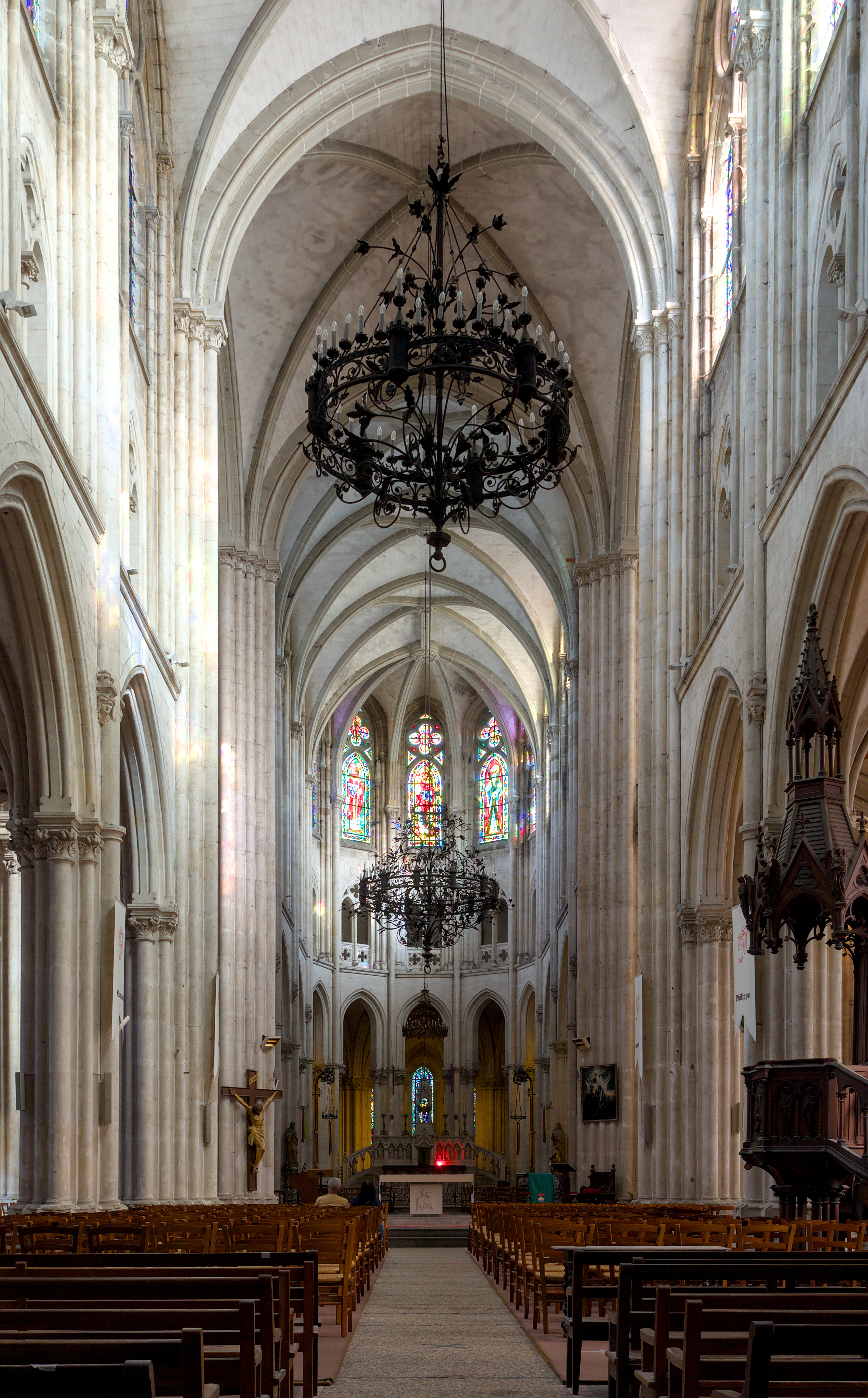
Intérieur de l'église Saint-André.
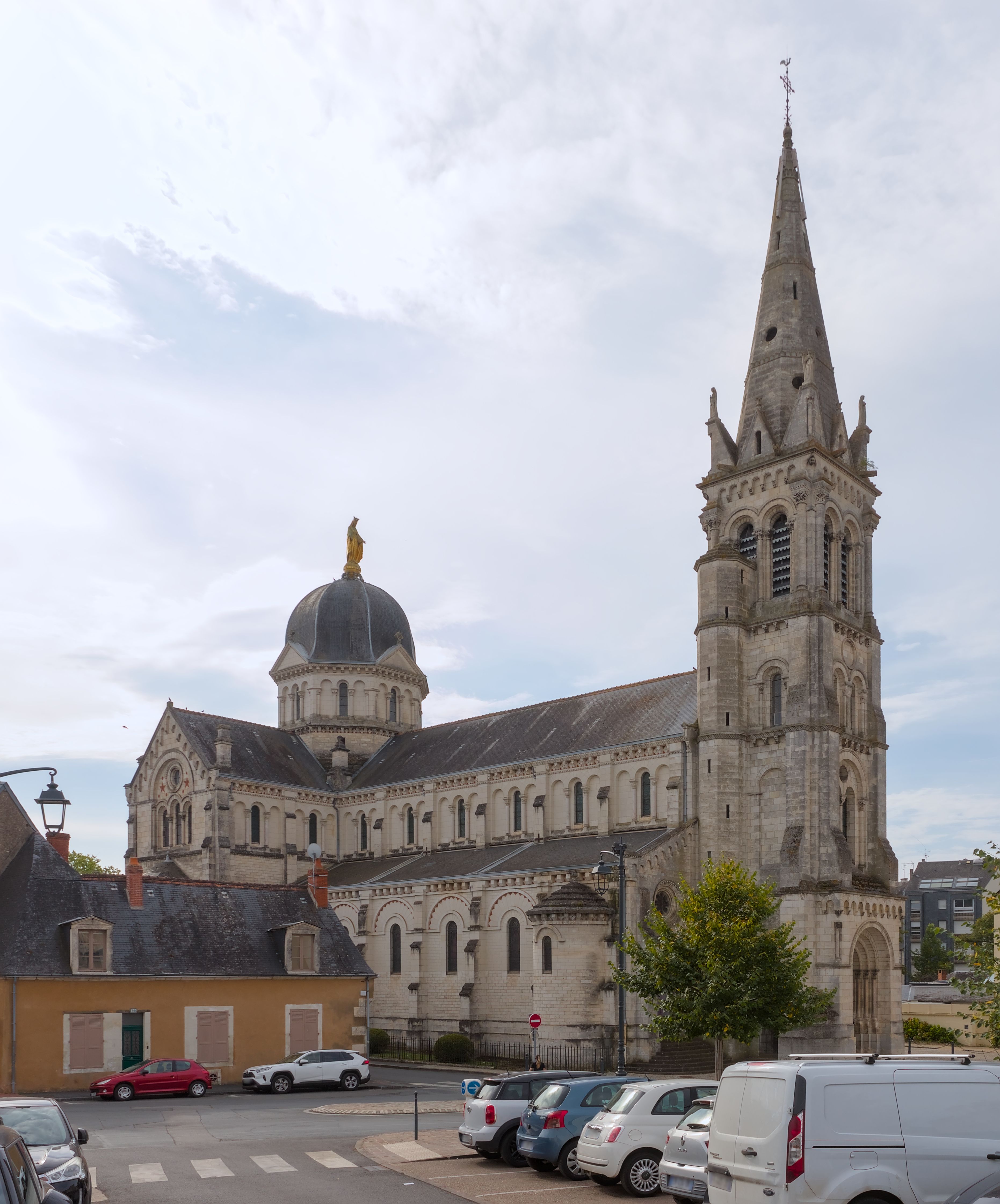
L'église Notre-Dame en 2024.
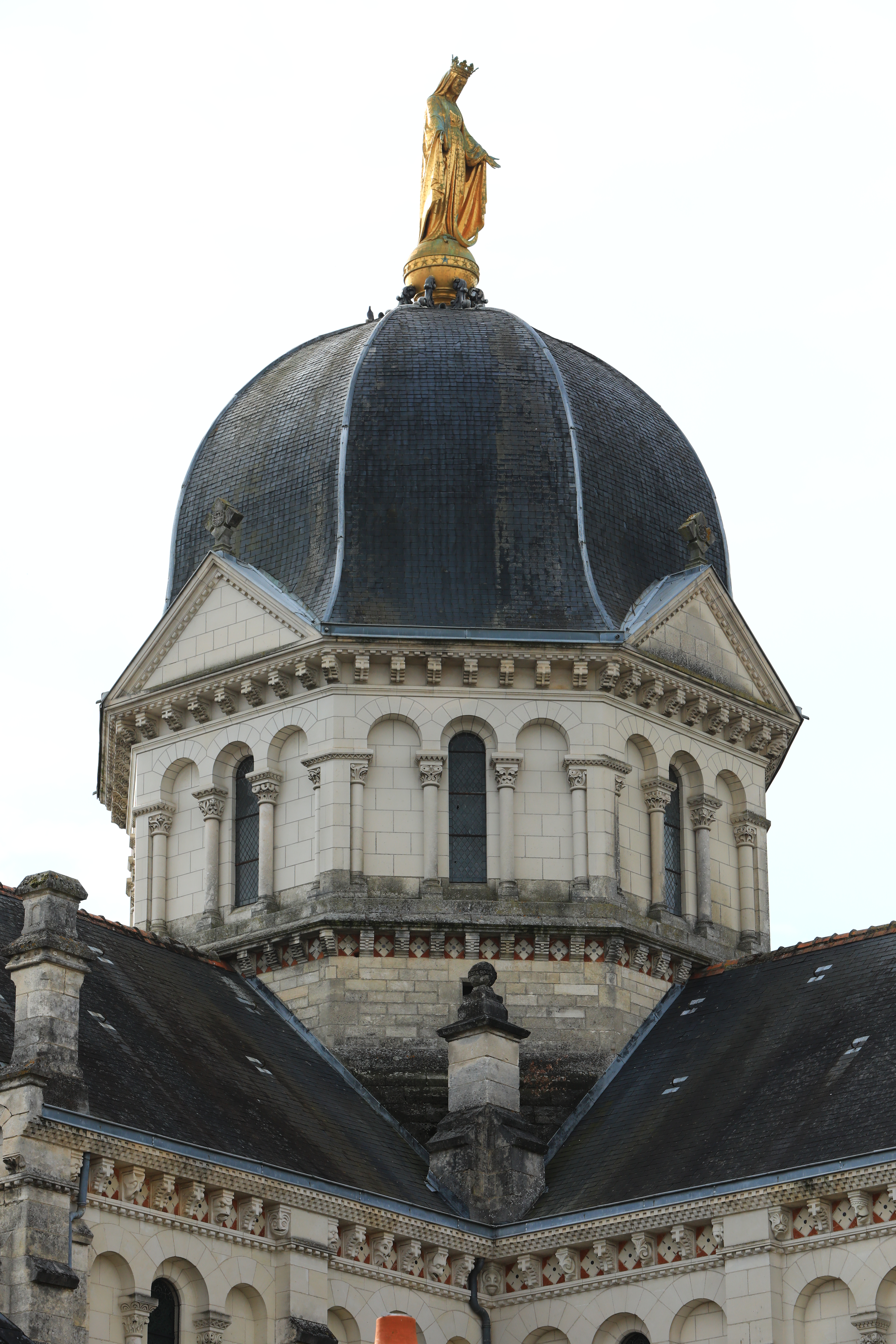
Dôme de l'église Notre-Dame.
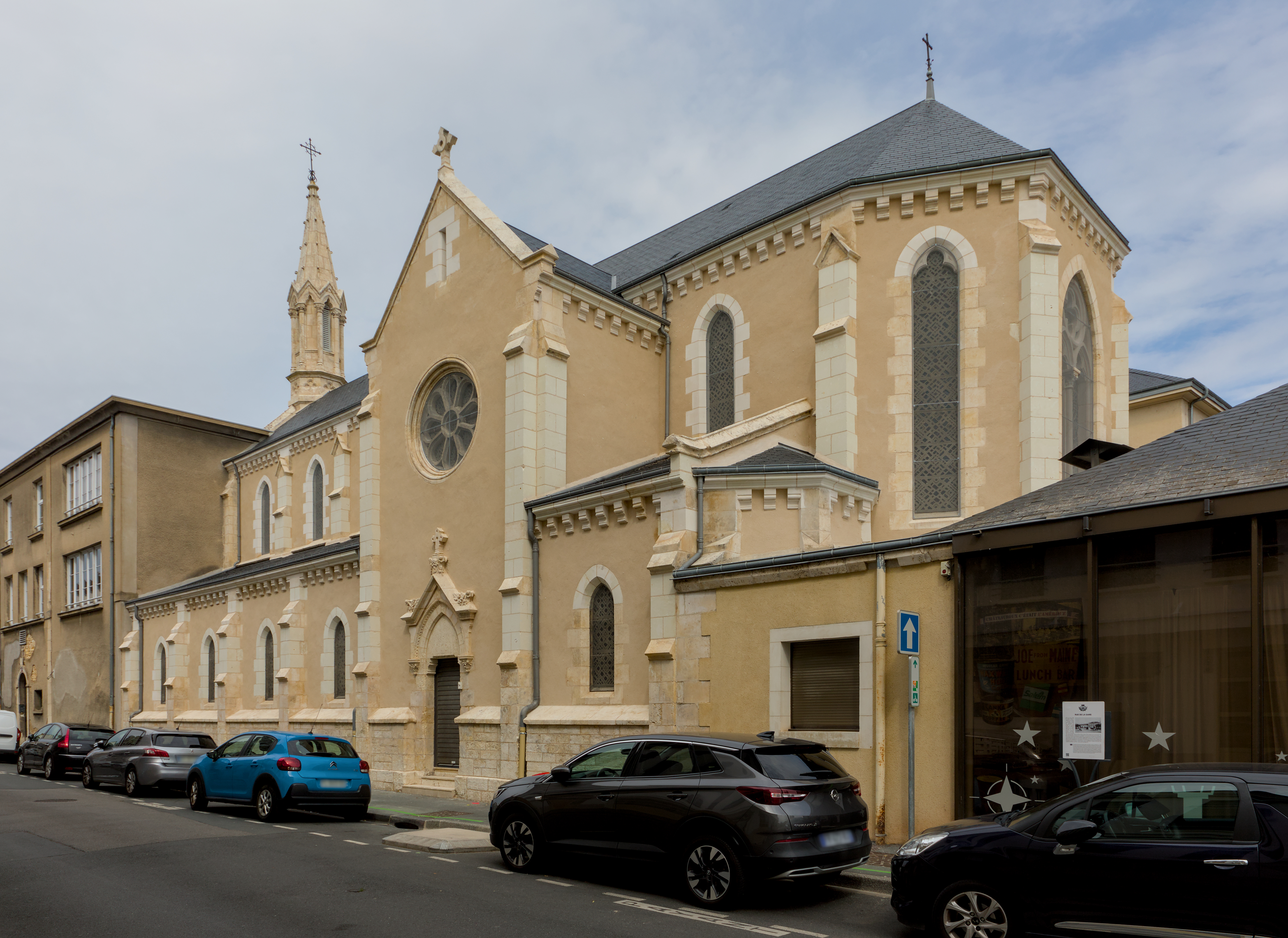
La chapelle Sainte-Solange.

##### Chapelle Saint-Martin
La chapelle Saint-Martin, place Roger-Brac, existait déjà au début du Xe siècle, comme l'atteste la charte lors de la fondation de l'abbaye de Déols en 917 qui la désigne comme étant à côté du château de Déols.

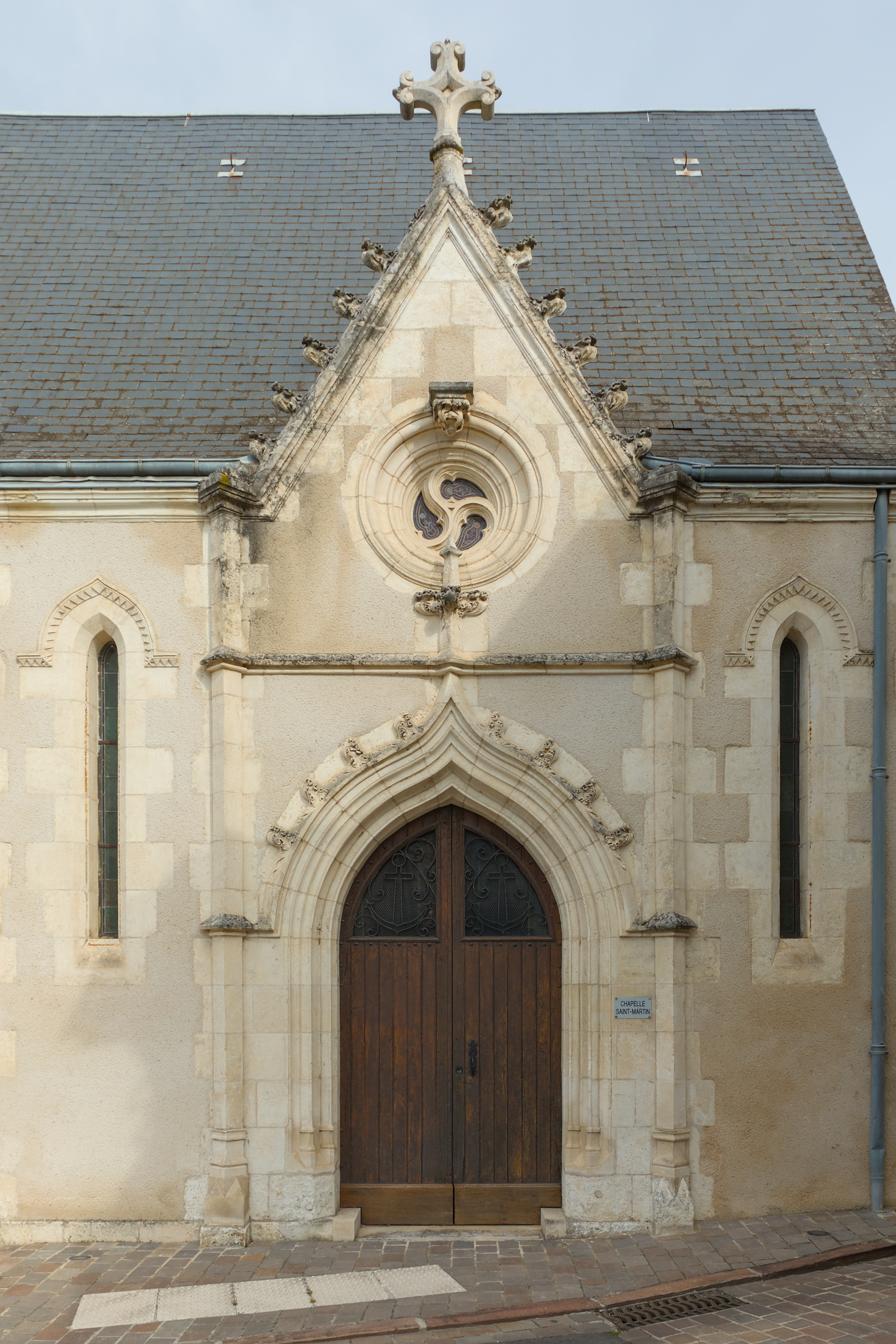
La chapelle Saint-Martin en 2024.

#### Autres
Plusieurs rues du centre-ville (en particulier la rue de la Gare) accueillent des hôtels particuliers du XIXe et du début du XXe siècles. L'Hôtel des Postes est une construction Art Déco achevée en 1928. La ville compte plusieurs statues et sculptures situées dans l'espace public, parmi lesquels le monument aux morts de la guerre de 1870, le groupe sculpté Les Pleureuses (monument départemental aux morts des deux guerres mondiales) et une statue du général Bertrand.

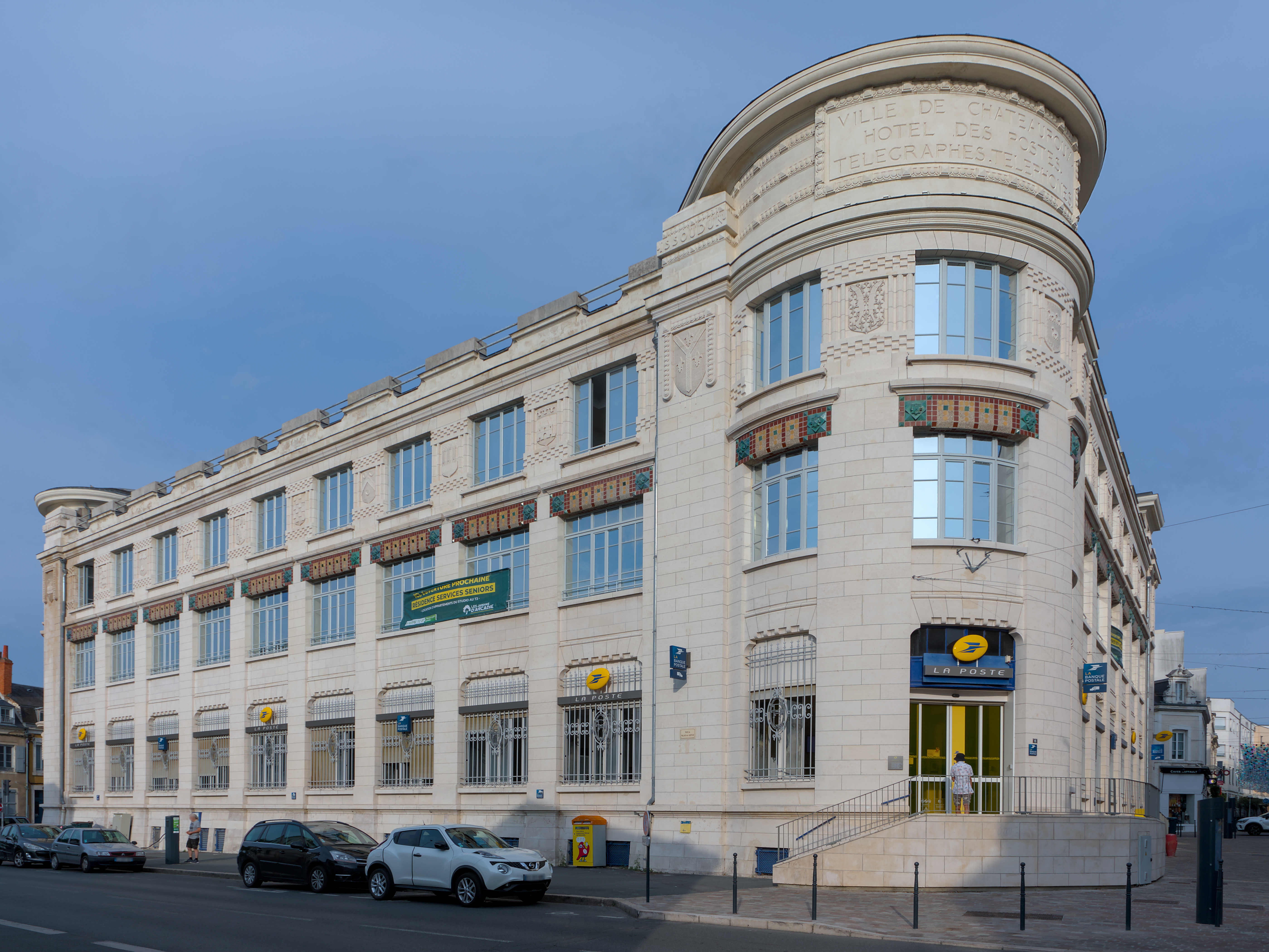
L'Hôtel des Postes (1928).
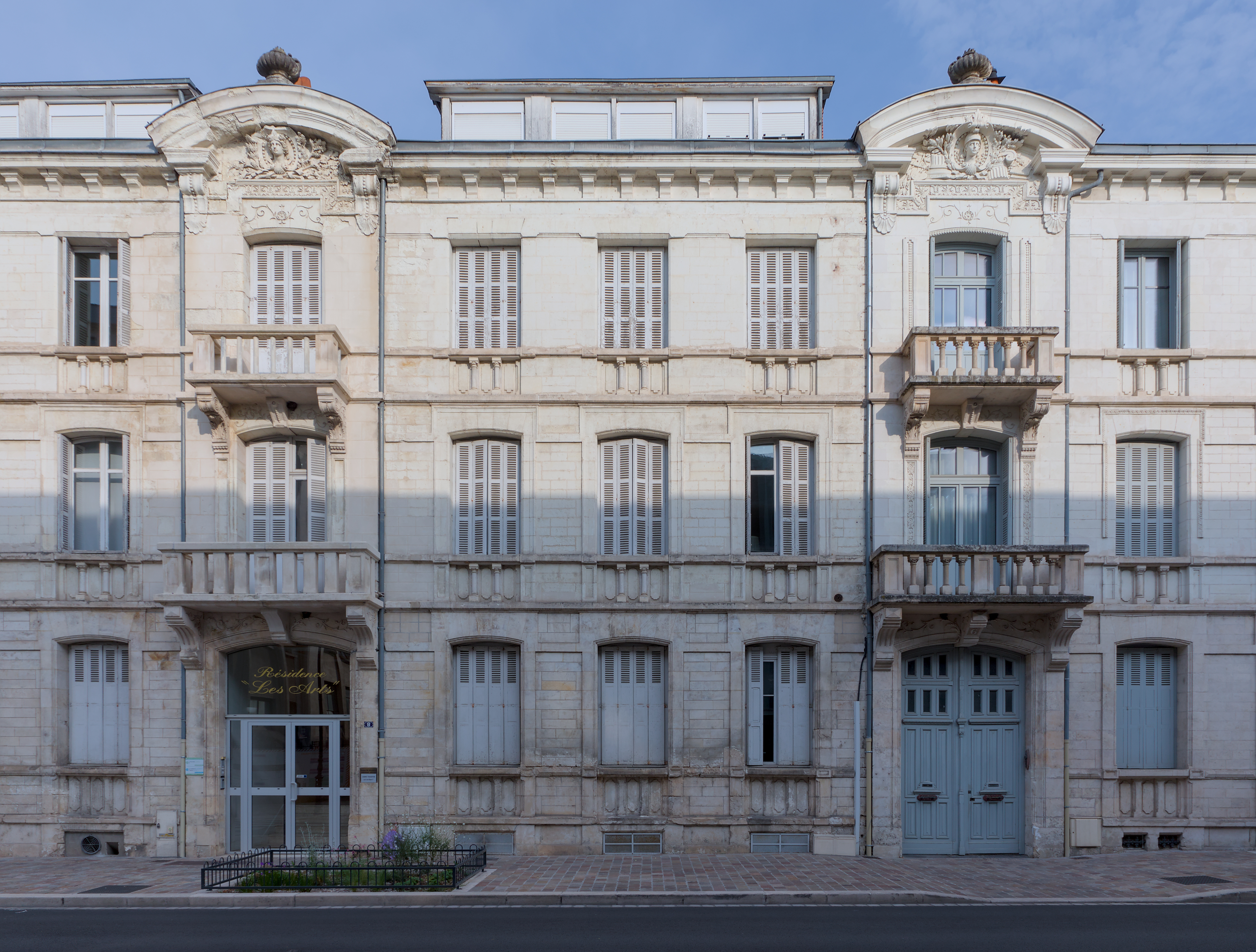
Immeuble situé 8 rue de la République.
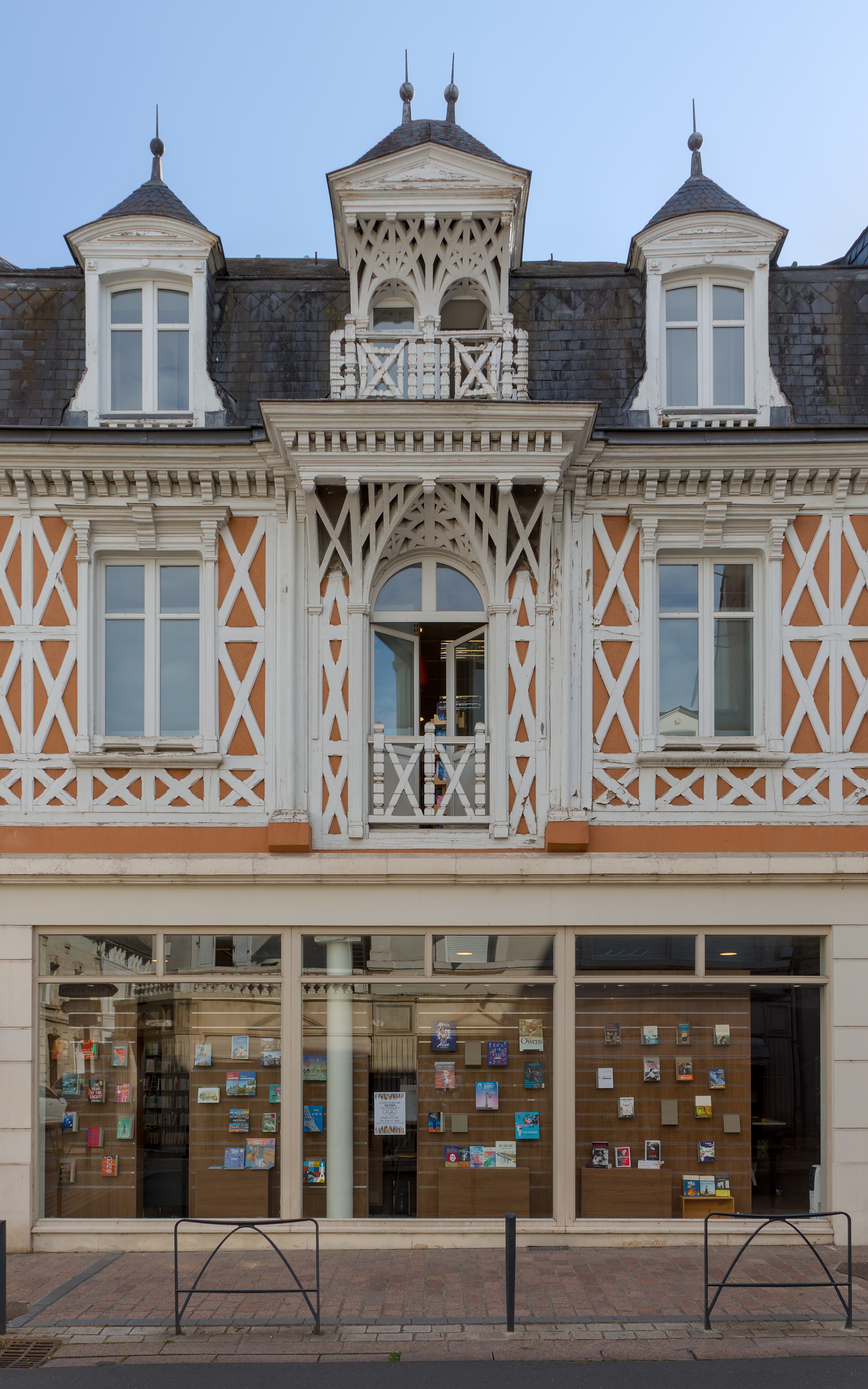
Bâtiment situé 12 rue de la Gare, comportant une lucarne ouvragée.
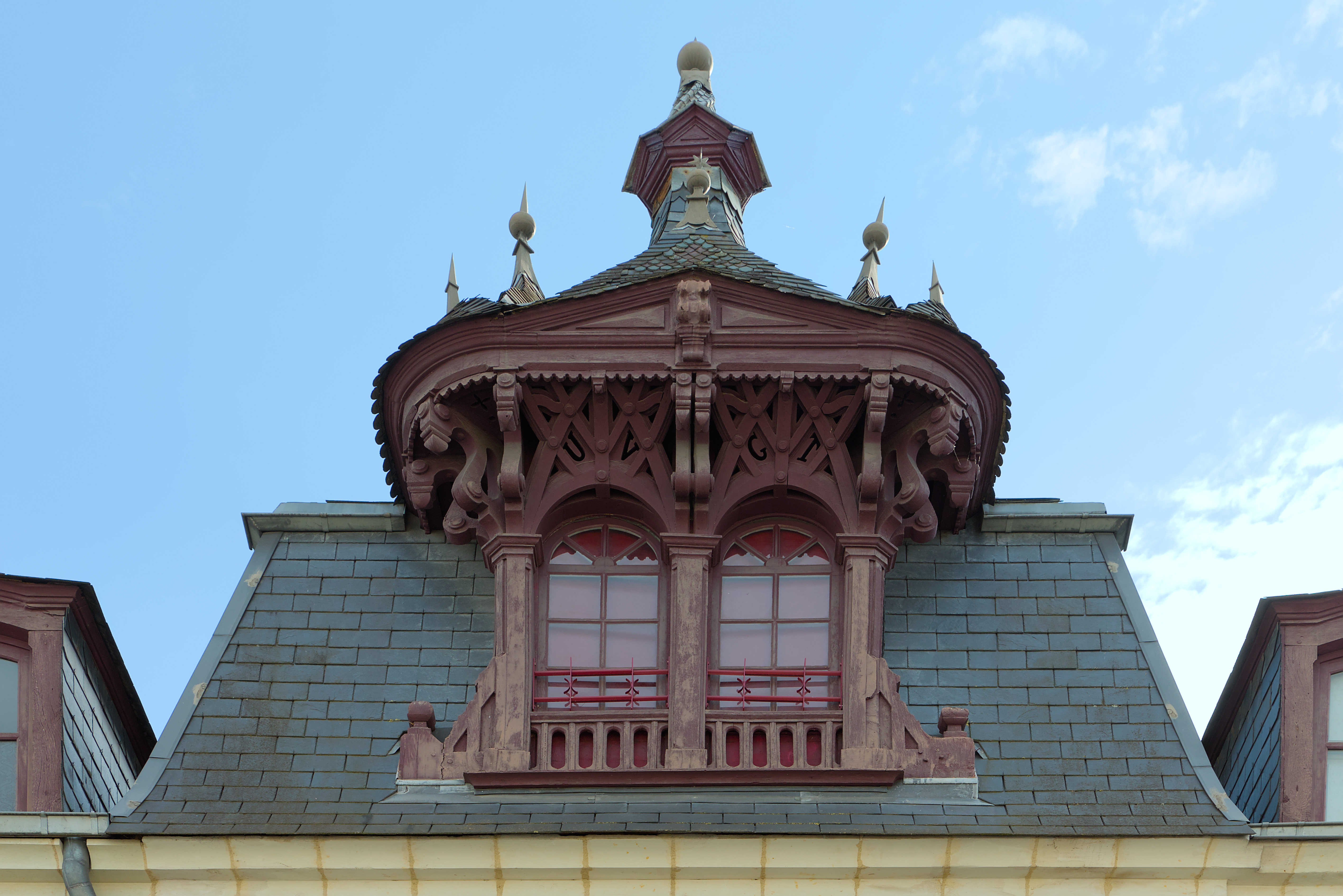
Lucarne du 54 rue de la Gare.
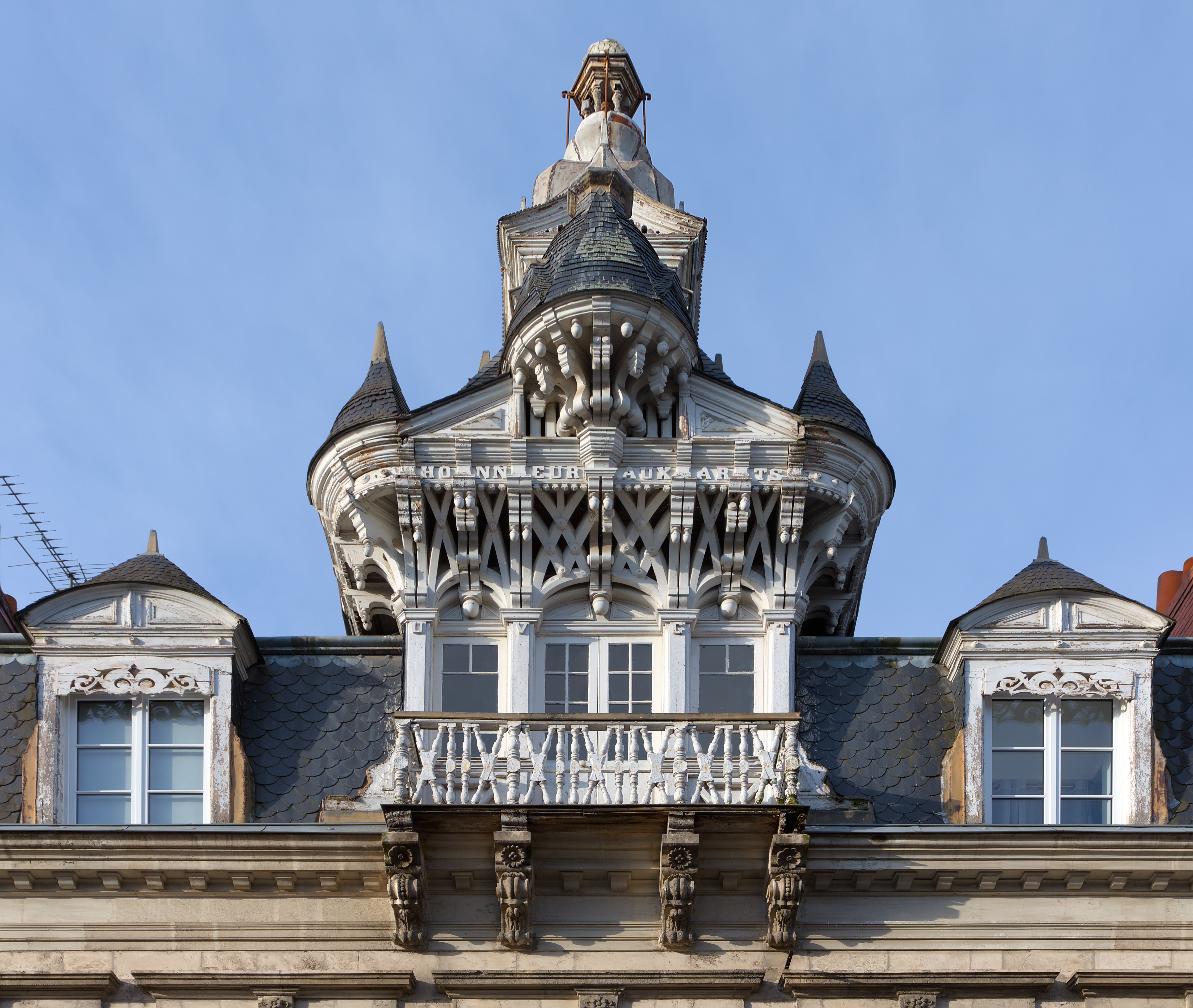
Lucarne du 72 rue de la Gare.
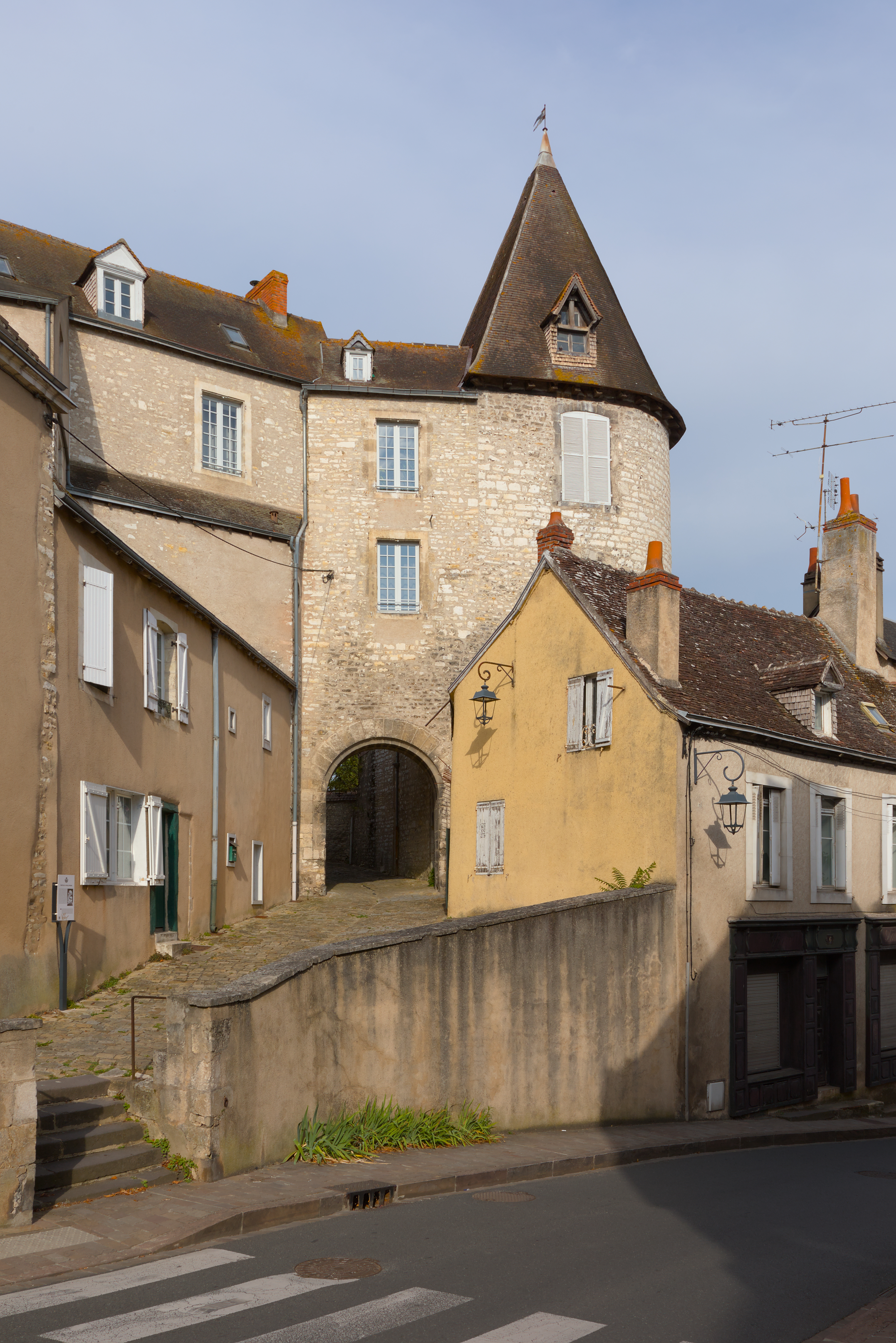
La Porte de Châteauroux (XVe siècle).
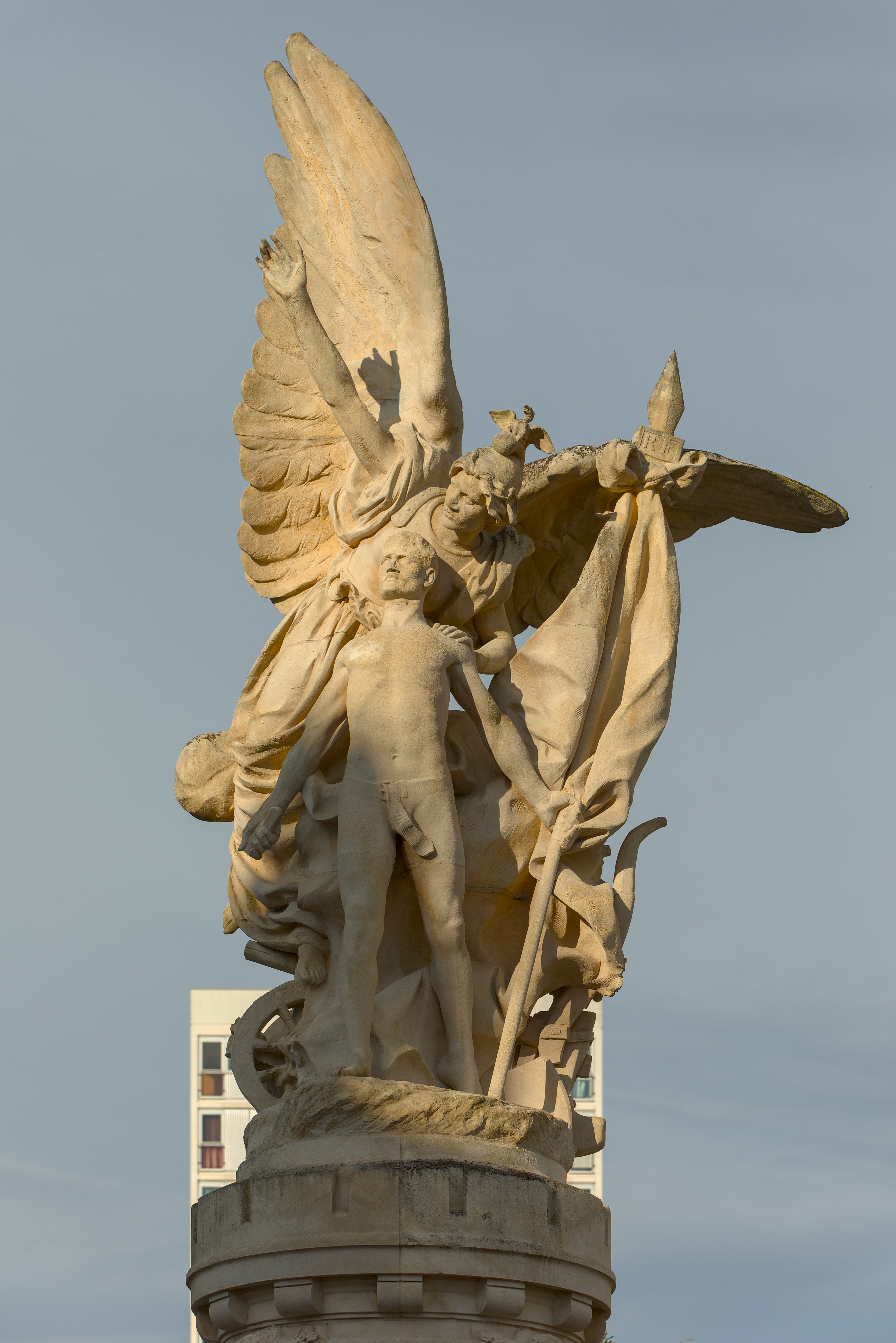
Groupe sculpté au sommet du monument aux morts de la guerre de 1870.
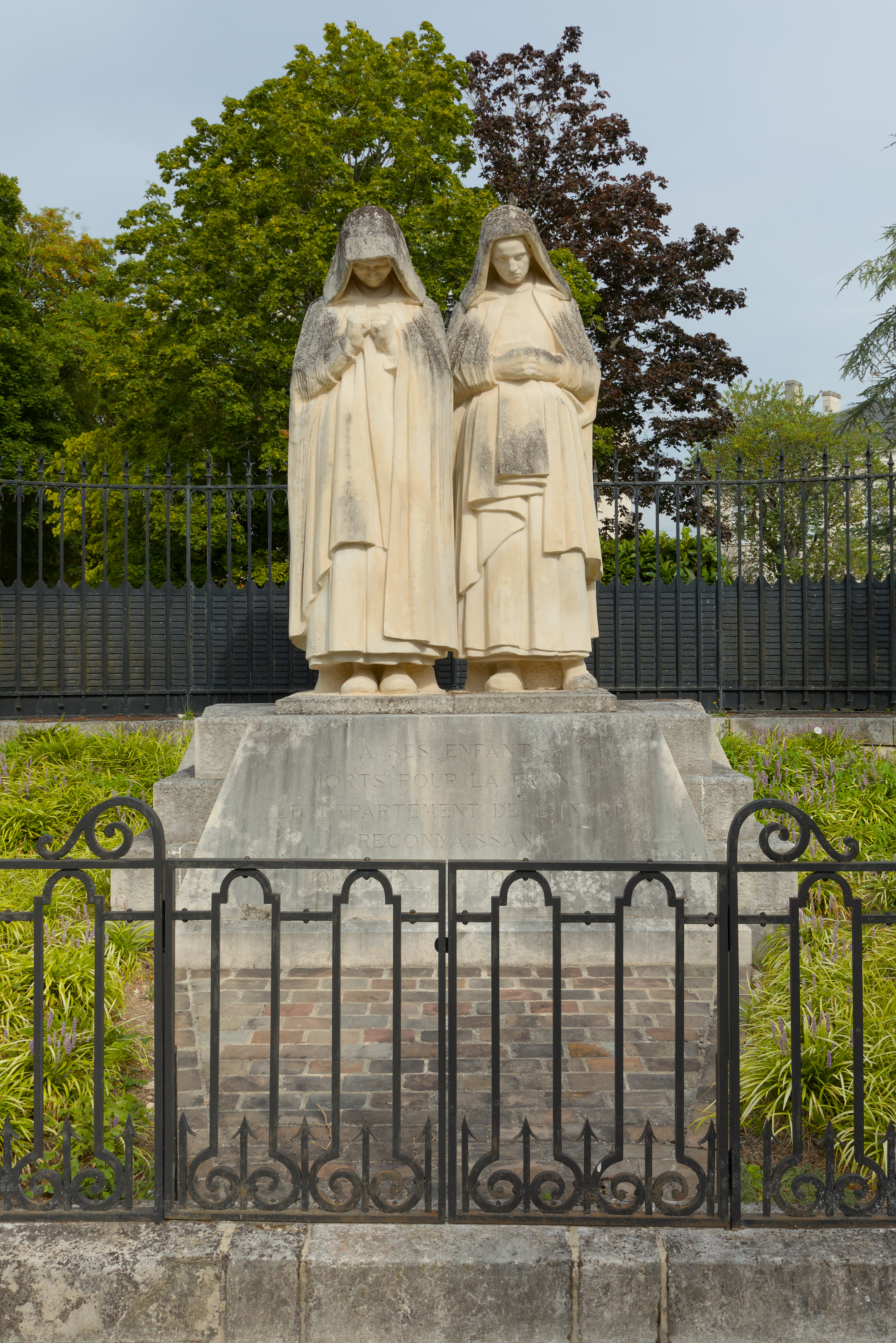
Les Pleureuses, par Ernest Nivet.

### Musées

#### Musée Bertrand
Le musée Bertrand (XVIIIe siècle) : dans un ancien hôtel particulier du XVIIIe siècle ayant appartenu au général Bertrand se trouvent des collections napoléoniennes, des souvenirs du général Desaix, de bons spécimens de peinture flamande du XVIIe siècle et des écoles régionales de peinture et de sculpture XIXe et XXe siècles, dont le sculpteur Ernest Nivet.

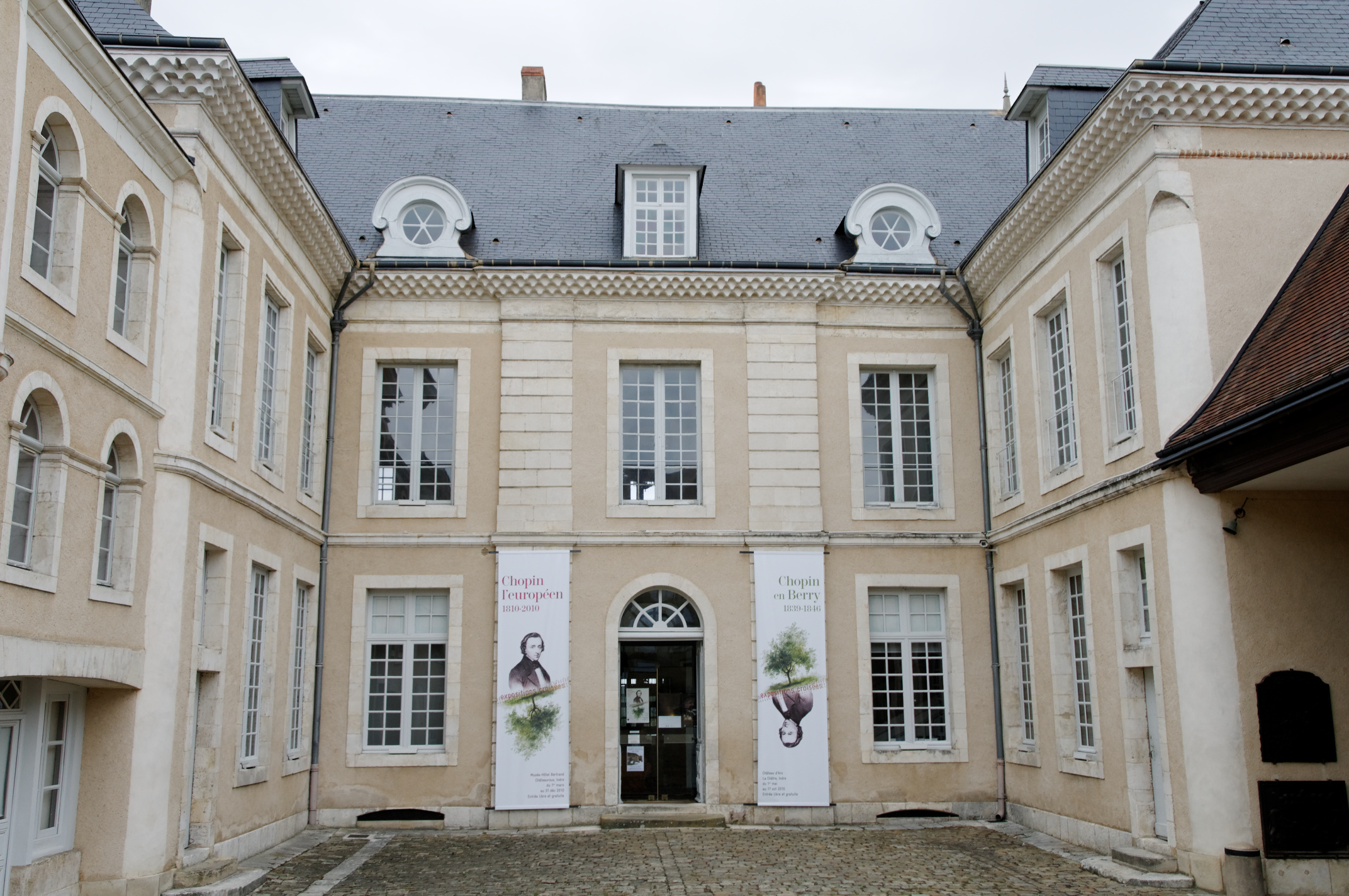
Le musée Bertrand en 2010.
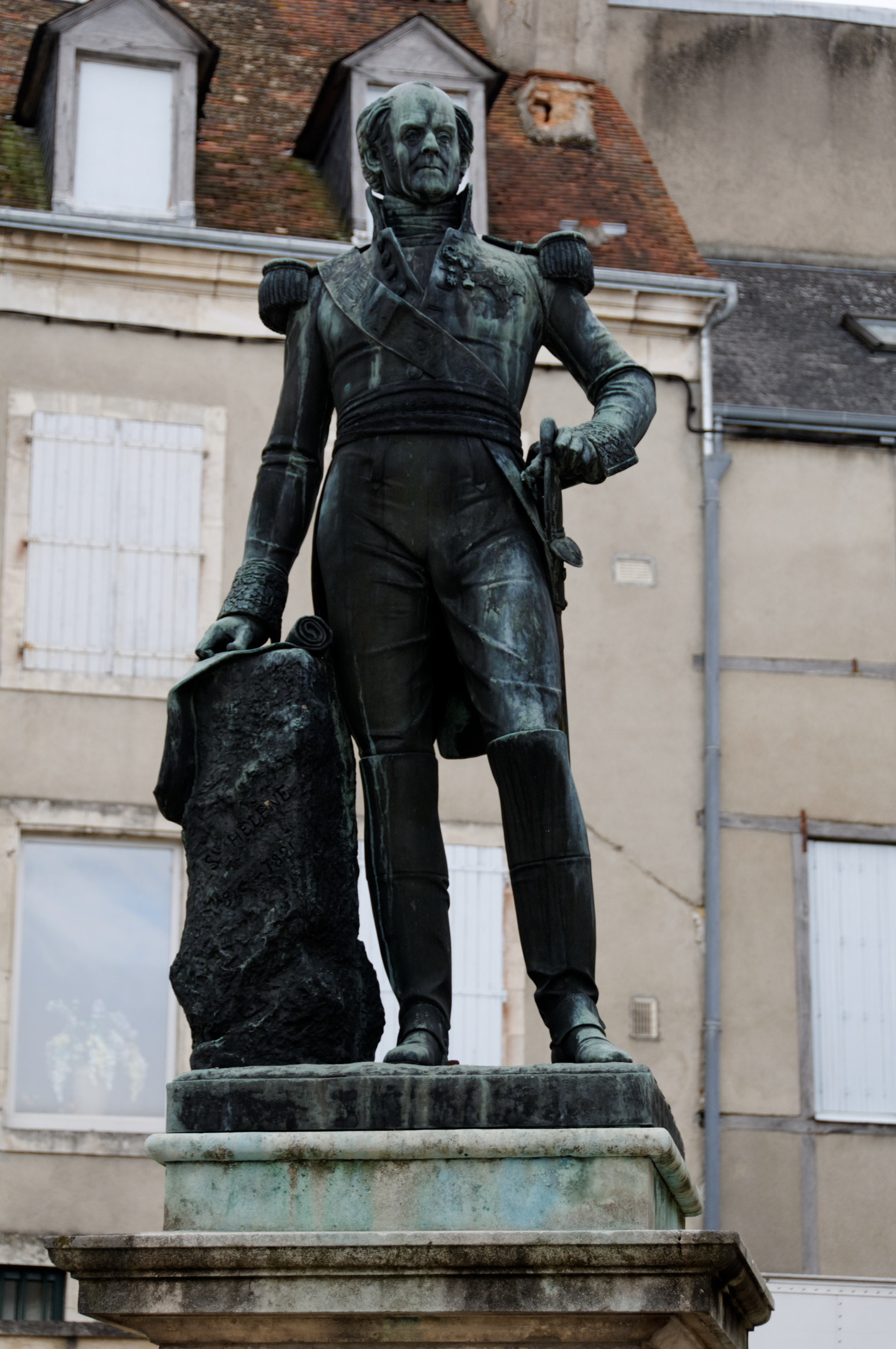
La statue du général Bertrand, dans la cour du musée en 2010.
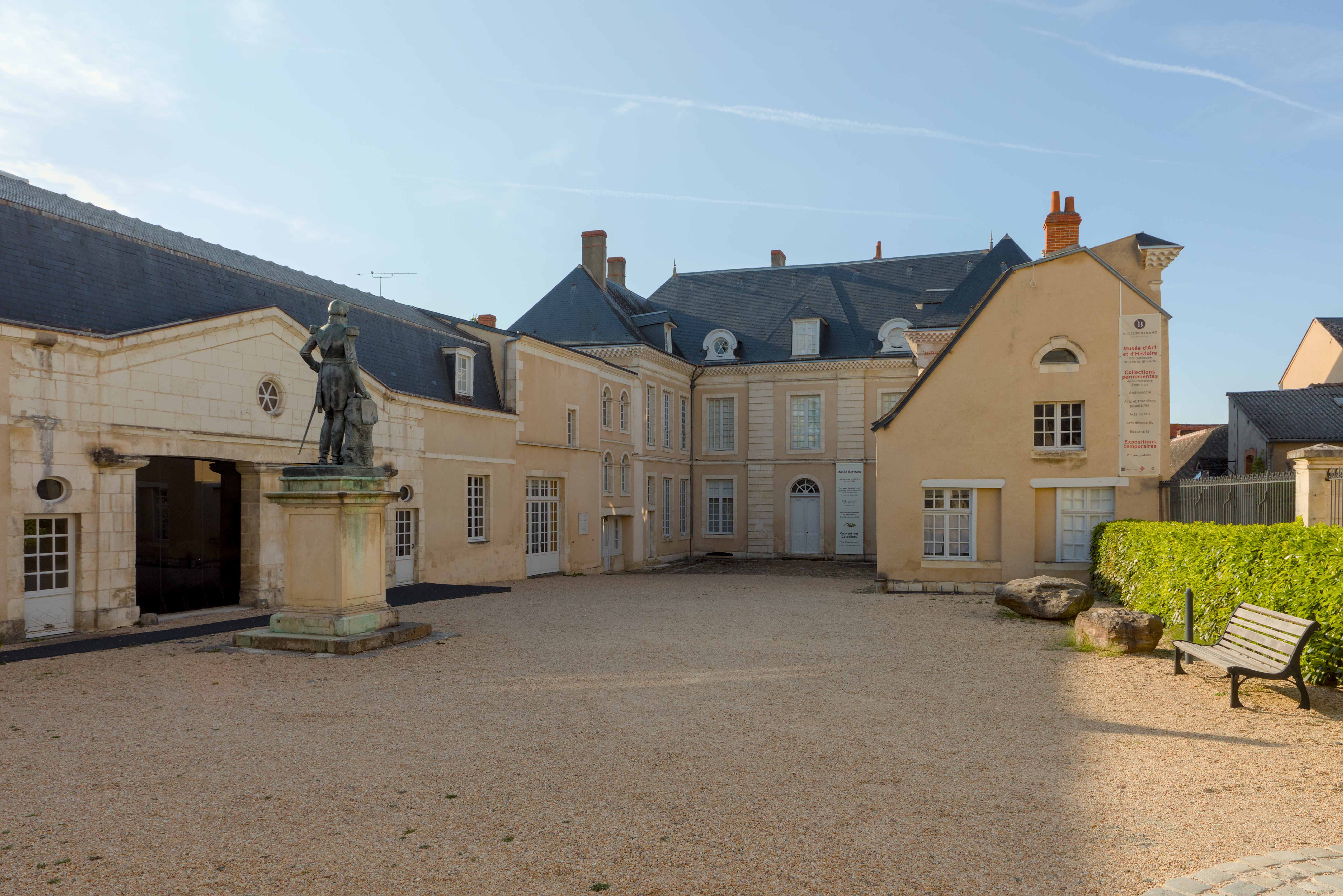
La cour de l'hôtel.
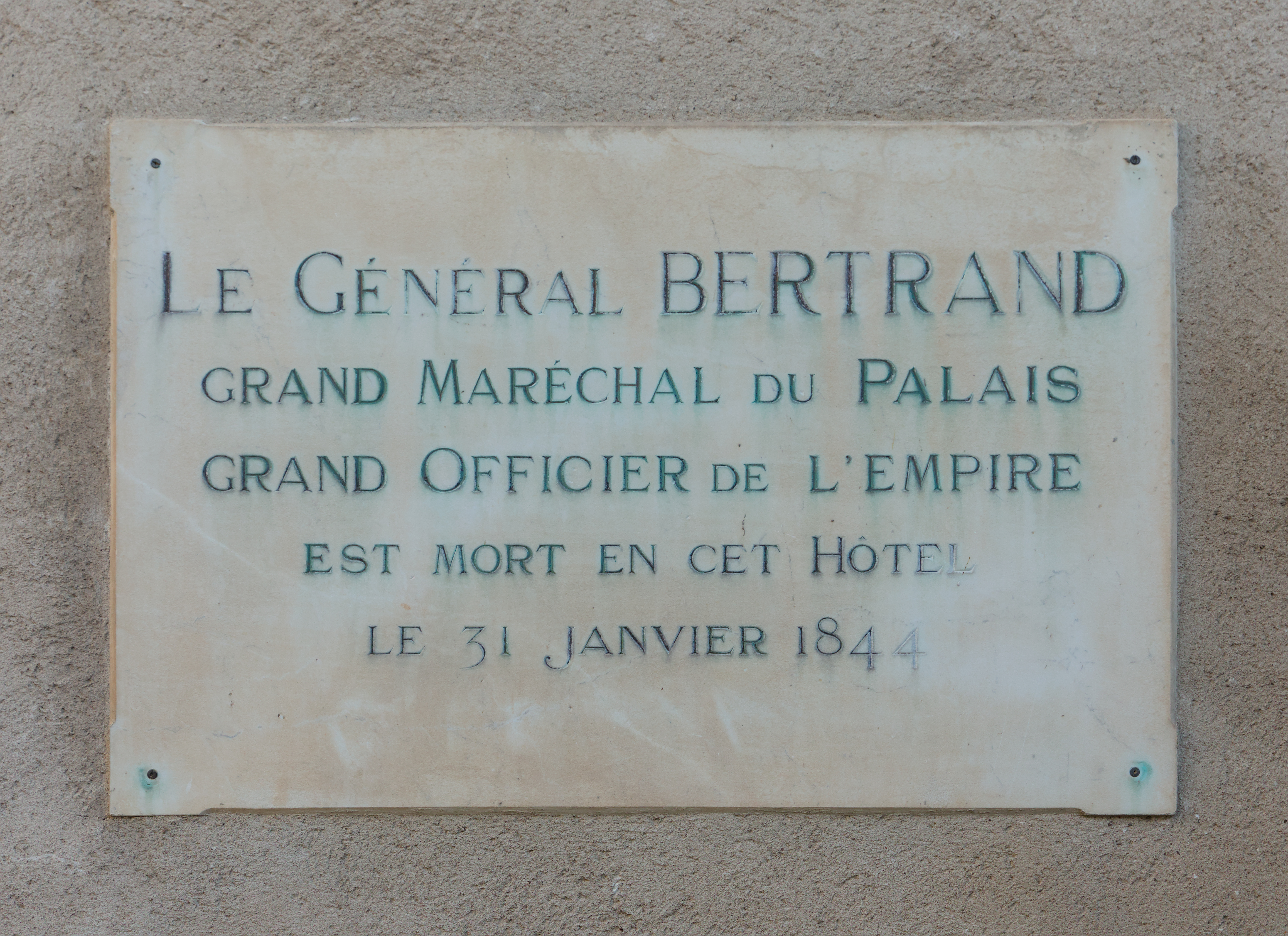
Plaque apposée sur un mur extérieur.

#### Maison des arts et traditions populaires du Berry
La Maison des arts et traditions populaires du Berry est située au cœur du parc Balsan. Ce musée regroupe des collections basées sur le thème de la culture berrichonne, ainsi que sur la vie rurale en Berry. Photographies, gravures, coiffes, objets en tout genre font renaître la vie des paysans d'antan, au cœur de cette province de France.

#### Autres musées

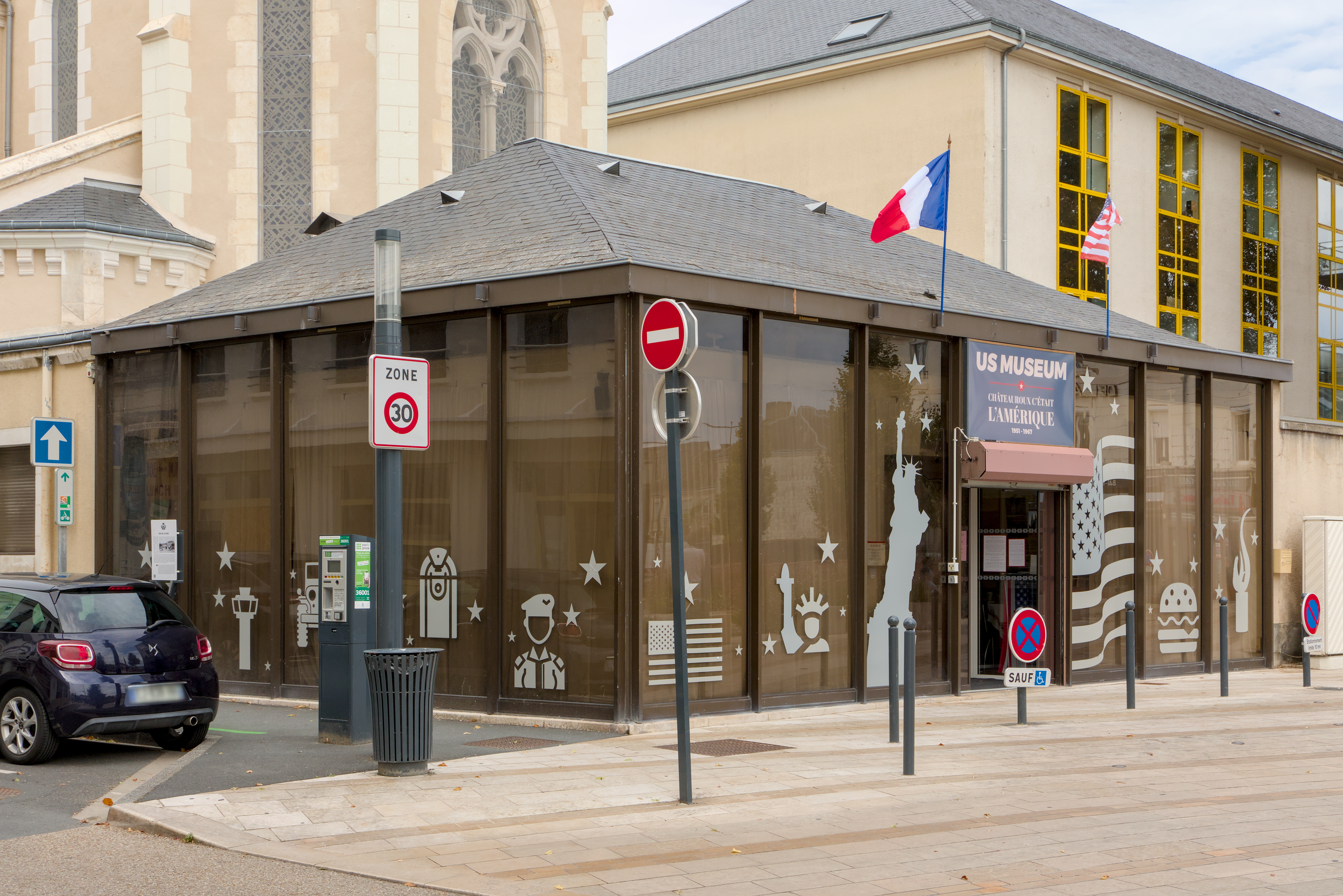
US Museum, musée consacré à la présence américaine à Châteauroux entre 1951 et 1967.

- Le Musée du compagnonnage[166]
- US Museum

### Équinoxe

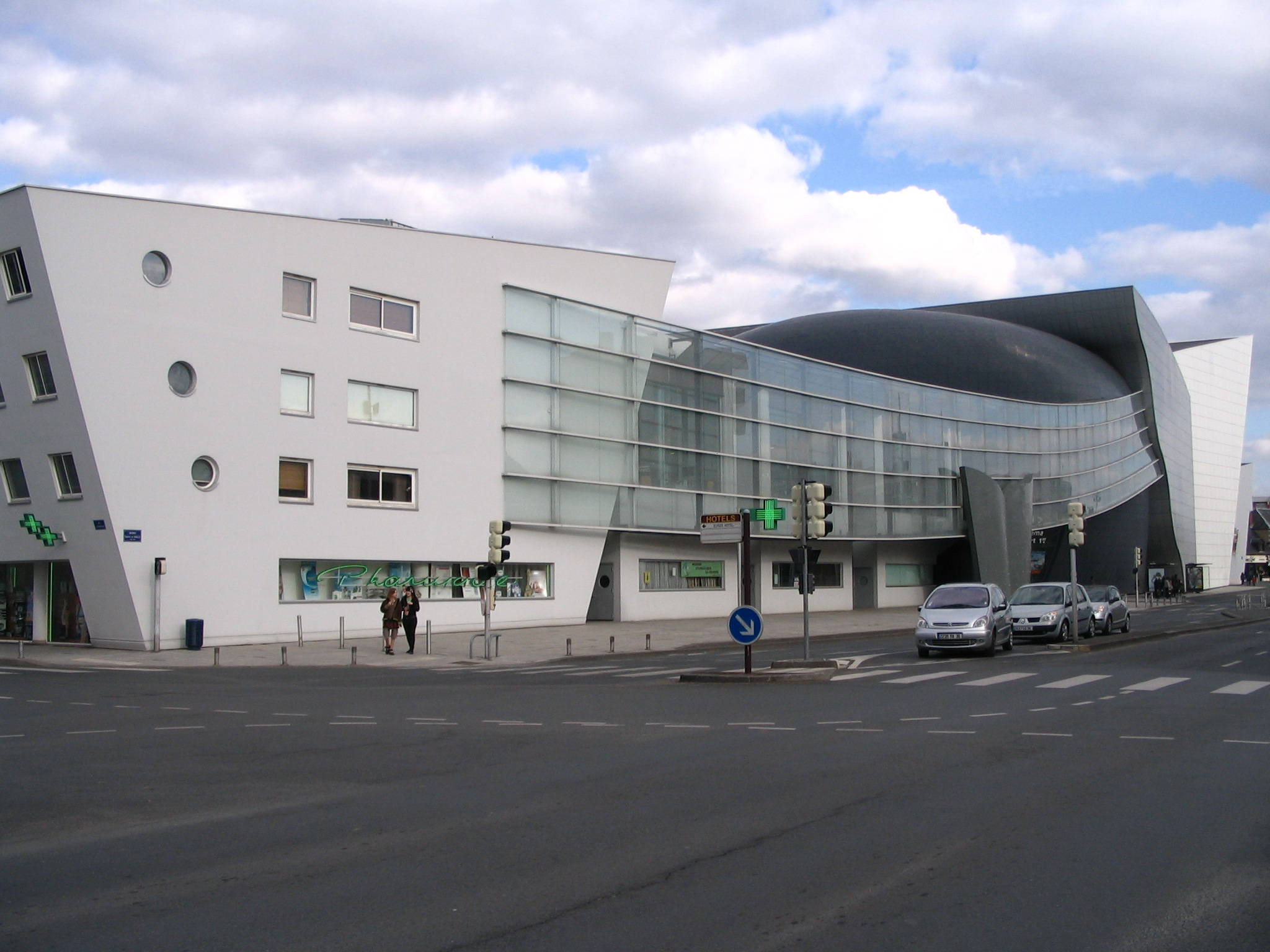
Équinoxe en 2009.

La médiathèque Équinoxe jouxte la Scène Nationale Équinoxe, seule grande scène de la ville, qui propose une programmation de théâtre, danse contemporaine, concerts, etc. Équinoxe accueille également en janvier le festival du clown « La barrière de dégel ».

### Autres

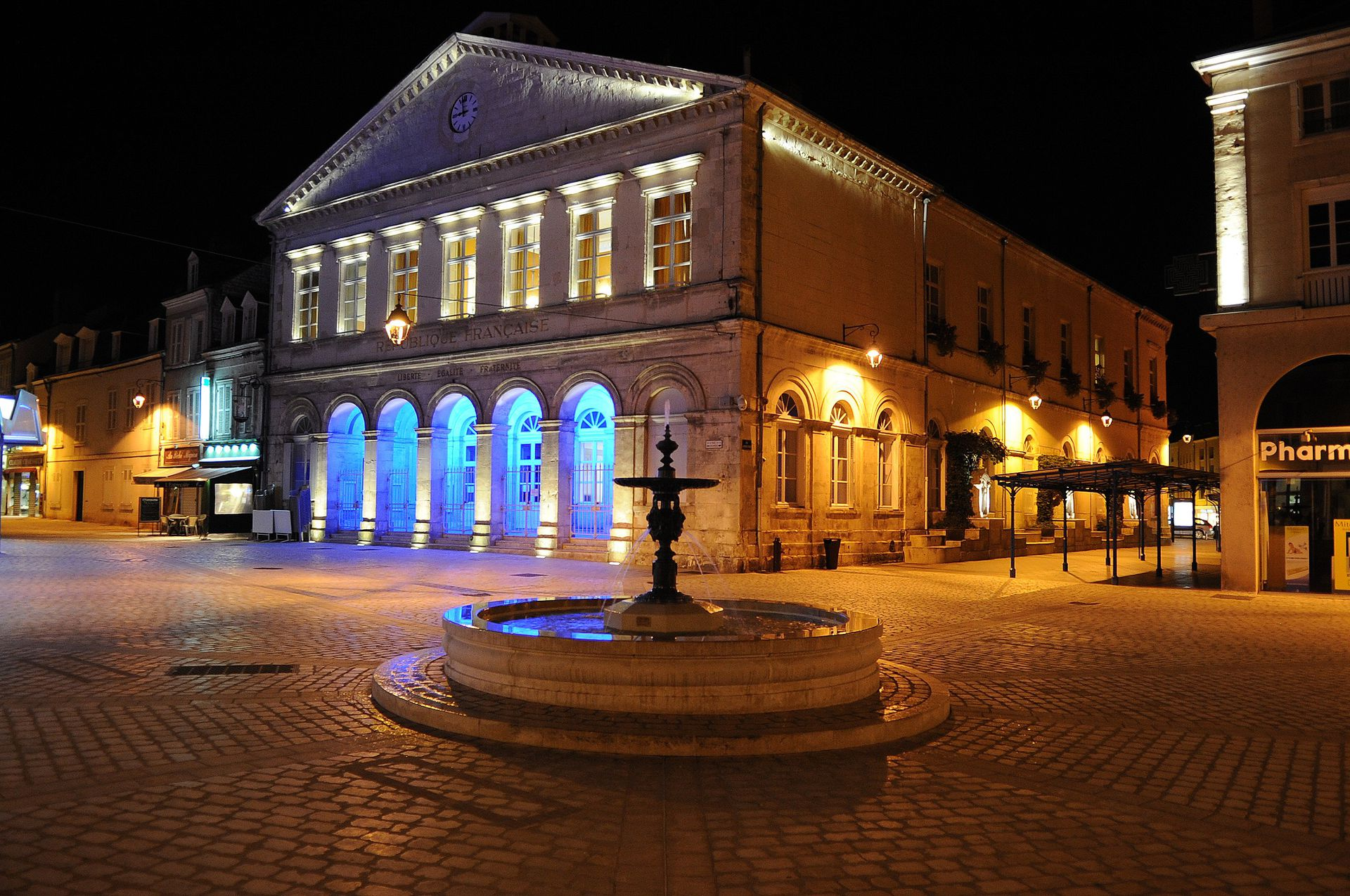
Le conservatoire de musique en 2015.

- Conservatoire de musique de Châteauroux
- Cinémas : Cinemovida et cinéma Apollo.
- Stage-festival international de Châteauroux

### Personnalités liées à la commune
- Eudes de Châteauroux, légat du pape à l'armée des Croisés, sous Saint-Louis, évêque de Tusculum, mort en 1273 à Orvietto.
- Jean VI d'Aumont (1522-1595), comte de Châteauroux, maréchal de France, né à Châteauroux, repose dans la chapelle du couvent des Cordeliers.
- Jean Lauron (1560-1620), poète.
- Dom Placide Porcheron (1652-1694), bénédictin de Saint-Maur, historien et géographe.
- Jean Cousturier (1688-1770), directeur du grand séminaire de Paris.
- Claude Guimond de La Touche (1723-1760), poète et dramaturge : fils du procureur du roi au bailliage de Châteauroux. Auteur d'Iphigénie en Tauride.
- Henri Crublier d'Opterre (1739-1799), général des armées de la République.
- Guillaume Boëry (1742-1822), député du Berry et de l'Indre pendant la Révolution et le Premier Empire, décédé à Châteauroux.
- Gatien Bouchet (1746-1824), homme politique, député du Loiret de 1809 à 1815.
- Jérôme Legrand (1746-1817), député du Berry et de l'Indre pendant la Révolution française et le Ier Empire, mort à Châteauroux.
- François Villebanois (1748-1799), homme politique, député du clergé aux États généraux de 1789.
- Sébastien Ruby (1755-1809), général des armées de la République et de l'Empire y est décédé.
- Jean-Claude Charlemagne (1762-1853), député de l'Indre, décédé à Châteauroux.
- Joseph Dupertuis (1763-1839), magistrat à Châteauroux, député de l'Indre à l'Assemblée législative.
- Henri Gatien Bertrand (1773-1844), général d’Empire, fidèle à Napoléon Ier.
- Edmond Charlemagne (1795-1872), magistrat, député de l'Indre, enterré au cimetière Saint-Denis.
- Pierre Leroux (1797-1871), journaliste fondateur du Globe.
- Eugène Victor Adrien Grillon  homme politique né et décédé à Châteauroux, maire de Châteauroux et député sous la Deuxième République.
- François Rollinat (1806-1867), avocat à Châteauroux, député de l'Indre pendant la Deuxième République, ami de George Sand, mort et enterré à Châteauroux.
- Napoléon Chaix (1807-1865), imprimeur, inventeur de l'indicateur horaire des trains.
- Raoul Charlemagne (1821-1902), maire de Châteauroux, député de l'Indre.
- Henri Barboux (1834-1910), avocat et homme politique.
- Maurice Rollinat (1846-1903), poète, né à Châteauroux ; il est enterré avec son père François Rollinat au cimetière Saint-Denis de Châteauroux.
- Henry Dauvergne (1848-1917), architecte, y a travaillé et y est décédé.
- Joseph-Hippolyte Bellier (1854-1936), homme politique, maire de Châteauroux, député de l'Indre de 1902 à 1910.
- Adolphe Combanaire (1859-1939), voyageur et essayiste.
- Gabriel-Albert Aurier (1865-1892), poète et critique d'art, enterré au cimetière Saint-Denis.
- Ernest Nivet (1871-1948), sculpteur, enterré au cimetière Saint-Denis.
- Joseph Patureau-Mirand (1873-1945), natif de Châteauroux, député de l'Indre, maire de Châteauroux.
- Anselme Patureau-Mirand (1875-1958), (natif de La Châtre), député de l'Indre, décédé à Châteauroux.
- Bernard Étienne Hubert Naudin (1876-1946), peintre, né à Châteauroux.
- Gabriel Nigond (1877-1937), écrivain, né à Châteauroux.
- Jean de Bosschère (1878-1953), poète et peintre, mort à Châteauroux.
- Maurice Brançon (1887-1956), homme politique et syndicaliste, né à Châteauroux.
- Charles Compodonico (1888-1916), professeur et poète, il figure au Panthéon parmi les 560 écrivains morts pour la France.
- Adrien Henry (1888-1963), colonel commandant la gendarmerie de Châteauroux ; il a participé activement à la Résistance dans l'Indre[167].
- Marcel Boussac (1889-1980), industriel, né à Châteauroux, élève du lycée Jean-Giraudoux.
- Robert Jallet (1890-1945), résistant, enterré au cimetière Saint-Christophe.
- Adrien Tixier (1893-1946), homme politique français, a étudié à Châteauroux.
- Hélier Cosson (1897-1976), peintre et portraitiste, né à Châteauroux.
- Georges Pirot (1898-1982), résistant, député de l'Indre, décédé à Châteauroux.
- Robert Barriot (1898-1970), peintre, émailleur, sculpteur.
- Jacques Barge (1904-1979), architecte, né à Châteauroux et concepteur de plusieurs bâtiments de la ville.
- Émile Goué (1904-1946), compositeur, né à Châteauroux.
- Roger Cazala (1906-1944), il fut pharmacien et dirigeant de laboratoire à Châteauroux avant d'être résistant. Il est mort au Camp de concentration de Flossenbürg (reconnu Juste parmi les nations)[168].
- Édouard Ramonet (1909-1980), maire de Châteauroux (né à Cerbère, Pyrénées-Orientales).
- Marie-Louise Carven (1909-2015), connue également sous le nom de Carmen de Tommaso, née à Châteauroux, styliste française de mode ayant fondé la Maison Carven.
- Robert Monestier (1910-1986), résistant, président du Comité départemental de libération de l'Indre, décédé à Châteauroux ; une place de la ville porte son nom.
- Jean Gaultier (1916-1987), instituteur, né à Châteauroux, auteur d'une histoire du quartier des Marins ; inhumé au cimetière Saint-Denis.
- Marcel Lemoine (1918-1998), condamné à mort par Vichy, déporté à Buchenwald, adjoint au maire de Châteauroux, conseiller général, député de l'Indre.
- Gabrielle Bouffay (1930), citoyenne d'honneur de la ville (1964).
- Jean Fourton (1934-), écrivain, humaniste, psychanalyste et peintre français. Conseiller municipal de la ville de Châteauroux de 1957 à 1967.
- Jacques Coquillay (1935-), sculpteur et pastelliste, né à Châteauroux.
- Jack Claude Nezat (1943-), écrivain, né à Châteauroux.
- Jacques-Alain Miller (1944-), psychanalyste, né à Châteauroux.
- Michel Denisot (1945- ), journaliste et animateur de télévision, y a commencé sa carrière, dans les années 1960 (né à Buzançais dans l'Indre).
- Gérard Depardieu (1948-), acteur, né à Châteauroux.
- Sylvie Germain (1954-), écrivain, née à Châteauroux.
- Christine Angot (1959-), écrivain, née à Châteauroux.
- Emmanuelle Huynh (1963-), danseuse et chorégraphe française de danse contemporaine, née à Châteauroux.
- Jean-Baptiste Huynh (1966-), photographe français, né à Châteauroux.
- Jeannette Bougrab (1973-), essayiste, juriste et femme politique française, a étudié à Châteauroux (née à Déols, Indre).
- Bénédicte Le Panse (1978-), powerlifteuse évoluant dans la catégorie des 47 kg.
- Mathieu Lescop (1978-), chanteur du groupe Asyl, né à Châteauroux.
- Estelle Touzet (1981-), sommelière française, née à Châteauroux.
- Antoine Léaument (1989-), vidéaste web et homme politique, député depuis 2022, né à Châteauroux.
- Florent Urani (1990-), judoka français, né à Châteauroux.
- Manon Genest (1992-), athlète handisport française, née à Châteauroux.
- Gazo (1994-), rappeur, né à Châteauroux.

### Dans la culture populaire
- Dans le sketch Le Sâr Rabindranath Duval, Pierre Dac tient le rôle du fakir (faussement Indien) qui vient de Châteauroux.

### Héraldique, logotype et devise
| Blason de Châteauroux | Blason  | D'azur au château flanqué de deux tours d'argent, maçonné, ajouré et ouvert de sable, essoré de gueules et girouetté d'or. |
| Blason de Châteauroux | Détails | Le statut officiel du blason reste à déterminer.                                                                           |

| Logo de Châteauroux Métropole | Le logo de Châteauroux Métropole : Depuis 2015, le logo de Châteauroux représente l'initiale de la ville sur lequel est apposé sept barres représentant les directions de principales villes de l'agglomération. Il s'agit du logo mutualisé entre la ville et la communauté d'agglomération. |

| Ancien logotype de la commune de Châteauroux | Ancien logo de la commune de Châteauroux : L'ancien logo de Châteauroux est blanc avec les armoiries de la commune au centre et « Ville de Châteauroux » en lettres bleues en dessous. |

| Drapeau de Châteauroux | Drapeau de Châteauroux : Le drapeau est formé de trois bandes verticales verte, jaune et rouge. Le vert représente les prairies, le jaune les moissons et le rouge la vigne. À l’origine ce drapeau est celui du Berry. Il a été repris par la commune de Châteauroux[réf. nécessaire]. |

|  | Drapeau de Châteauroux : Le drapeau de Châteauroux est formé de deux bandes verticales bleue et rouge. Les couleurs proviennent des armoiries. |